# Cinéma
Vous lisez un « article de qualité » labellisé en 2008.
Pour les articles homonymes, voir Cinéma (homonymie).
Pour l’article ayant un titre homophone, voir Synema.
« Ciné » redirige ici. Pour l’article homophone, voir Siné.

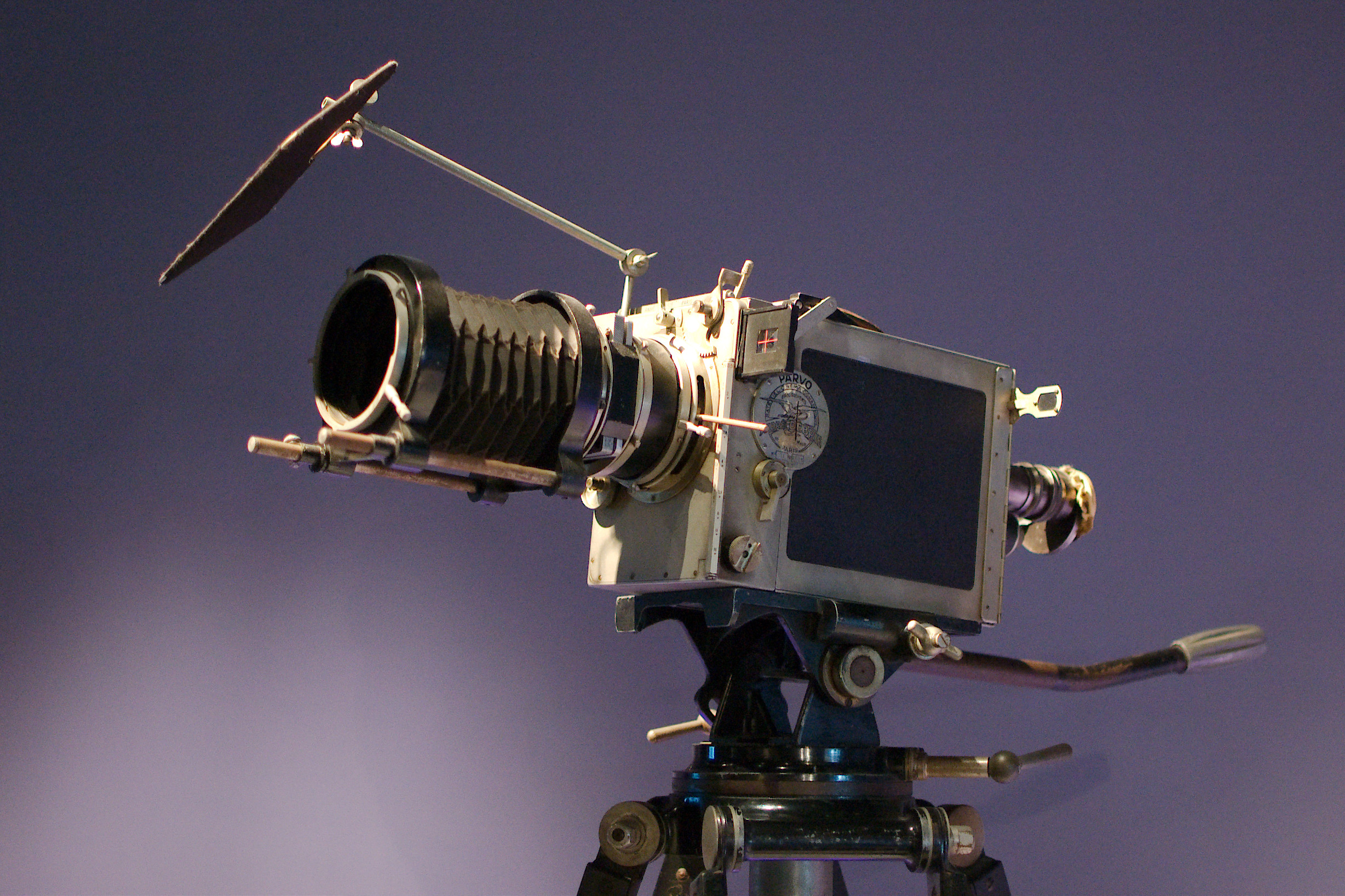
Caméra Debrie Parvo 35 mm (1927).

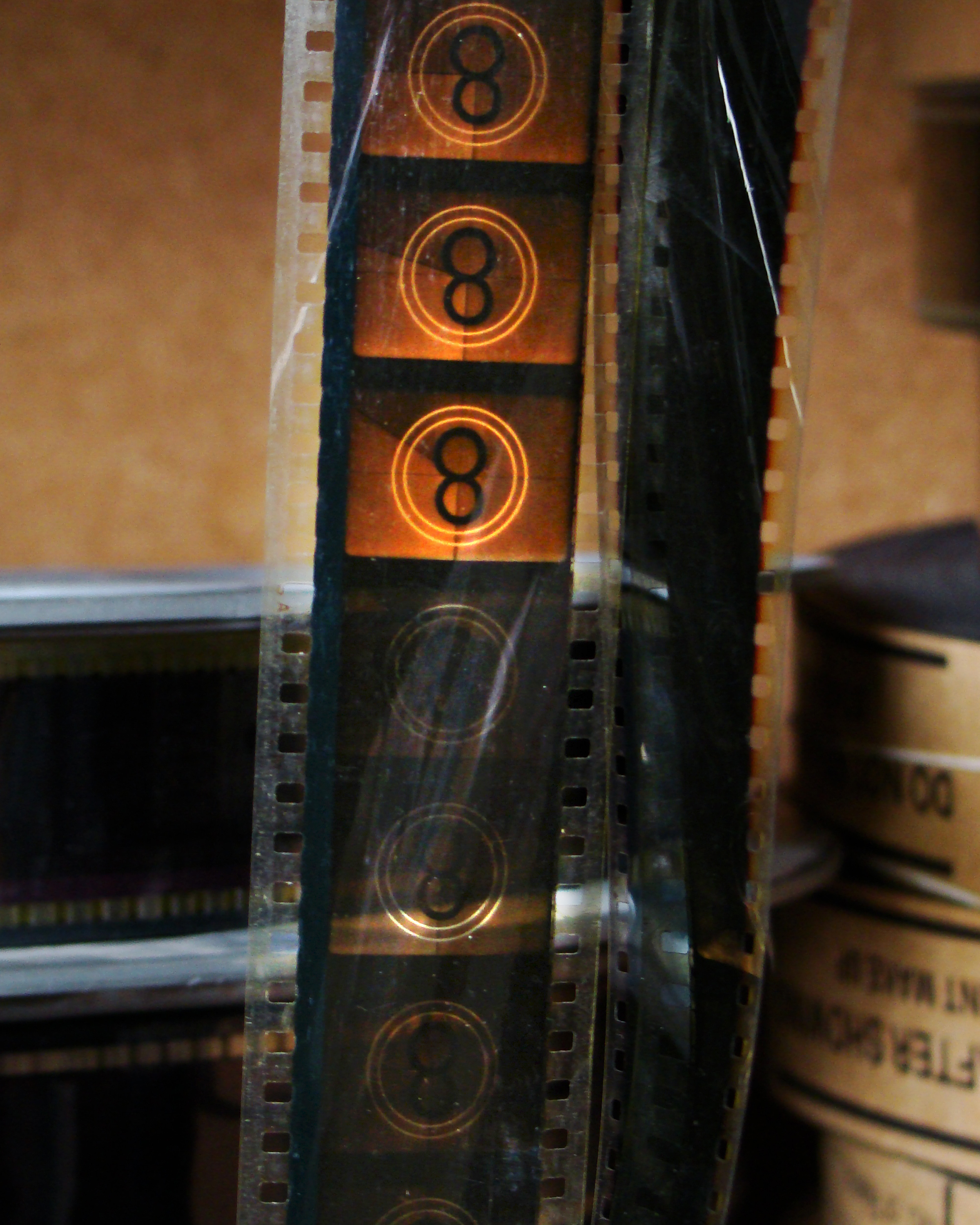
Amorce de pellicule 35 mm.

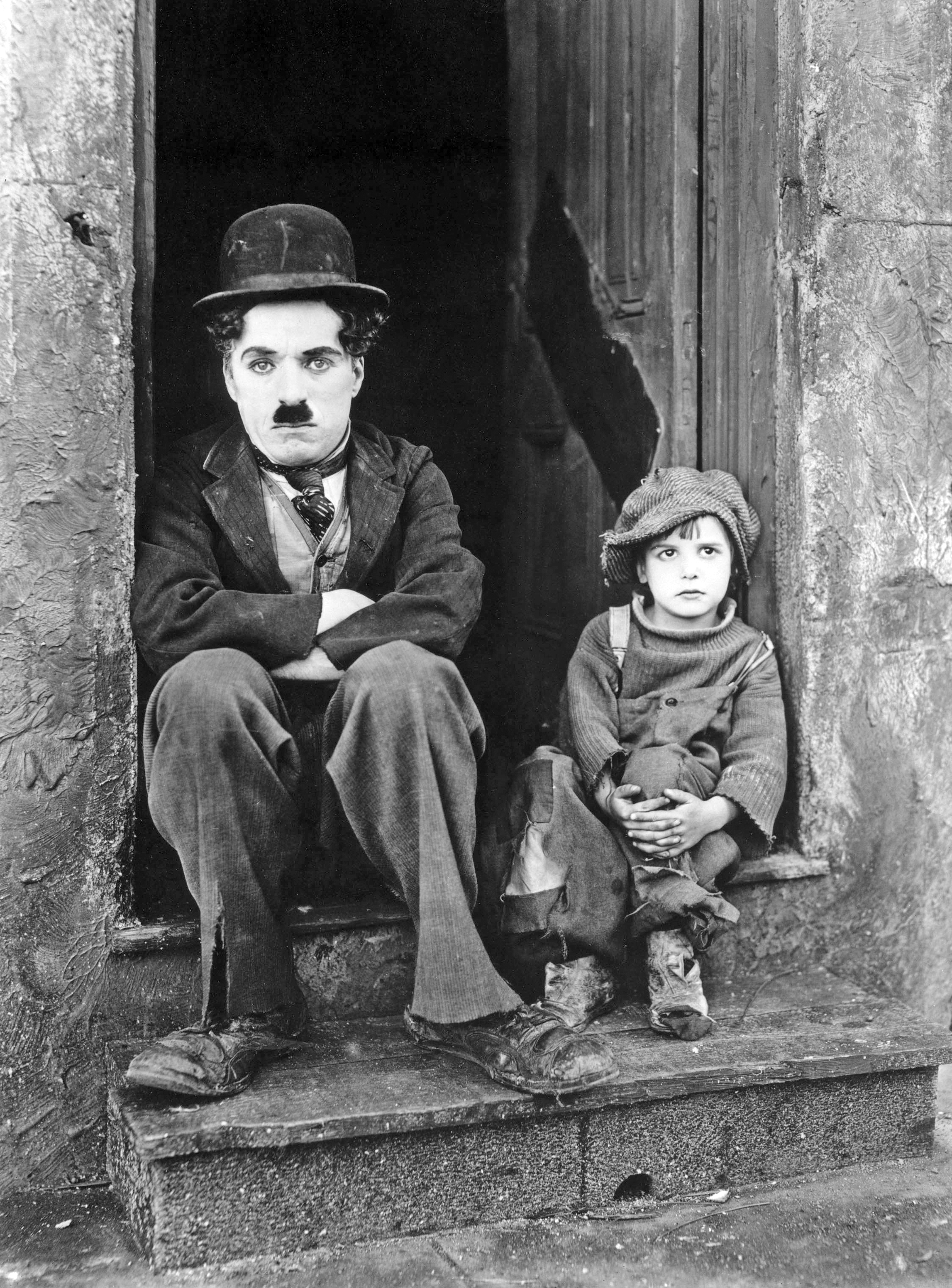
Charlie Chaplin et Jackie Coogan dans Le Kid (1921).

Sallie Gardner at a Gallop peut être considéré comme l'ancêtre de tous les films, mais le but de son auteur était de suspendre, d'arrêter le mouvement, et non de le reproduire, une conception scientifique et non de divertissement.

Le cinématographe ou cinéma est un art du spectacle. En français, il est désigné comme le « septième art », d'après l'expression du critique Ricciotto Canudo dans les années 1920. L'art cinématographique se caractérise par le spectacle proposé au public sous la forme d'un film, c'est-à-dire d'un récit (fictionnel ou documentaire), véhiculé par un support (pellicule souple, bande magnétique, contenant numérique) qui est enregistré puis lu par un mécanisme continu ou intermittent qui crée l'illusion d'images en mouvement, ou par l'enregistrement et la lecture continue de données informatiques. La communication au public du spectacle enregistré, qui se différencie ainsi du spectacle vivant, se fait à l'origine par l'éclairement à travers le support, le passage de la lumière par un jeu de miroirs ou/et des lentilles optiques, et la projection de ce faisceau lumineux sur un écran transparent (Émile Reynaud, Thomas Edison) ou opaque (Louis Lumière), ou la diffusion du signal numérique sur un écran à plasma ou à diodes. Au sens originel et limitatif, le cinéma est la projection en public d'un film sur un écran (en salle ou en plein-air). Dès Émile Reynaud, en 1892, les créateurs de films comprennent que le spectacle projeté gagne à être accompagné d'une musique qui construit l'ambiance du récit, ou souligne chaque action représentée. Très rapidement, ils ajoutent des bruits provoqués par un assistant lors de chaque projection, et font commenter les actions par un bonimenteur. Depuis son invention, le cinéma est devenu à la fois un art populaire, un divertissement, une industrie et un média. Il peut aussi être utilisé à des fins publicitaires, de propagande, de pédagogie ou de recherche scientifique ou relever d'une pratique artistique personnelle et singulière.
Le terme « cinéma » est l’abréviation de cinématographe (du grec κίνημα / kínēma, « mouvement » et γραϕή / graphê, « art d'écrire, écriture »), nom donné par Léon Bouly à l'appareil de prise de vues dont il dépose le brevet en 1892. N'ayant plus payé les droits les années suivantes, et son invention tournant court, il en perd la propriété et les frères Lumière lui reprennent cette appellation. Antoine Lumière (le père) aurait préféré que la machine de ses fils soit nommée « Domitor », mais Louis et Auguste préférèrent Cinématographe, mot à leur avis plus dynamique. Cependant, le mot d'Antoine revint en 1985, l'Association internationale pour le développement de la recherche sur le cinéma des premiers temps s'étant surnommée Domitor. Le mot cinéma est polysémique, il peut désigner l’art filmique, ou les techniques des prises de vue animées et de leur présentation au public, ou encore, par métonymie, la salle dans laquelle les films sont montrés. C’est dans cette dernière acception que le terme est lui-même souvent abrégé en français dans le langage familier, en « ciné » ou « cinoche », la référence à l’écran de projection ayant par ailleurs donné l’expression des cinéphiles, « se faire une toile ». Dans le même registre, « se faire son cinéma », « c’est du cinéma » (c’est mensonger ou exagéré), sont des expressions nées du 7e art.
Dès 1891, Thomas Edison nomme caméra Kinétographe l'appareil de prise de vues photographiques animées qu'il a imaginé et que son assistant, William Kennedy Laurie Dickson, met au point, et qui est à l'origine des premiers films du cinéma, dès 1891. Ce terme de kinétographe (d’après le grec ancien kinetos et graphein qui signifient respectivement « animé » et « écrire ») sert de base d'appellation du cinéma dans plusieurs langues autres que latines. Kino, aussi bien en allemand qu'en russe, et dans bien d'autres langues, désigne le cinéma.
Si les films sont des objets représentatifs de cultures spécifiques dont ils sont le reflet parfois fidèle, leur diffusion est potentiellement universelle, les récits qu’ils véhiculent sont en effet basés sur les grands sentiments partagés par toute l’humanité. Leur exploitation en salles, favorisée par le sous-titrage ou le doublage des dialogues, est devenue secondaire au niveau commercial, la vente des droits de diffusion aux chaînes de télévision, et leur mise à disposition dans des formats domestiques sont devenues les principales sources de recettes du cinéma.

## Histoire

### Précinéma et prémices

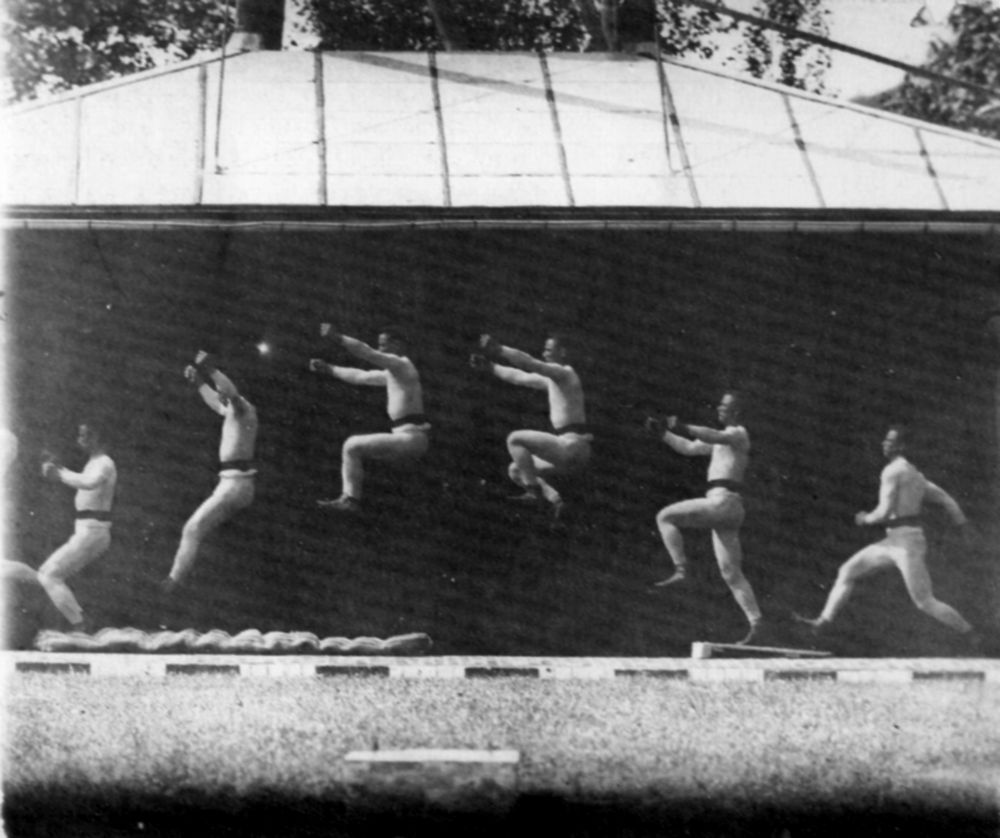
Étienne-Jules Marey, étude d'un saut en longueur (1886).

Le cinéma naît à la fin du XIXe siècle. Pour désigner les recherches qui mènent à l’invention du cinéma, donc avant les premiers films en 1891, on parle de précinéma. Il est souvent affirmé que les inventeurs du cinéma furent les frères Lumière. Eux-mêmes n’en revendiquaient pas tant et corrigeaient cette affirmation en rappelant que le cinéma a été le résultat de recherches poursuivies fiévreusement un peu partout dans le monde, et que tout un chacun était arrivé à ses fins « dans un mouchoir ». En fait, les premiers films, ainsi que le précise Laurent Mannoni, historien du cinéma et conservateur des appareils à la Cinémathèque française, sont enregistrés par la caméra Kinétographe (en grec, écriture du mouvement) « caméra de l’Américain Thomas Edison, brevetée le 24 août 1891, employant du film perforé 35 mm et un système d’avance intermittente de la pellicule par « roue à rochet ». »

« Cent quarante-huit films sont tournés entre 1890 et septembre 1895 par Dickson et William Heise à l'intérieur d'un studio construit à West Orange, le "Black Maria", une structure montée sur rail, orientable selon le soleil. »

Mais l’illusion d’images en mouvement est donnée auparavant (début du XIXe siècle) par des jouets scientifiques qui utilisent des dessins représentant un sujet dans les différentes phases d’un geste décomposé en une ou deux douzaines de vignettes dont on regarde la succession par des fentes ou par le biais de miroirs en rotation. Ces jouets optiques, ou « jouets de salon », qu’affectionne un riche public, visent à développer la curiosité scientifique dans l’esprit des enfants de bonne famille. Ce sont notamment le Phénakistiscope du Belge Joseph Plateau, le Zootrope de l’Anglais William George Horner, le Folioscope du Français Pierre-Hubert Desvignes, qui est une adaptation du Flipbook de l'Anglais John Barnes Linnett, et le Praxinoscope du Français Émile Reynaud. Existe aussi le Zoopraxiscope du photographe britannique Eadweard Muybridge, mais il faut remarquer que Muybridge et son célèbre équivalent français Étienne-Jules Marey et son assistant Georges Demenÿ mettent au point diverses machines ou procédés optiques dans un but plus scientifique que commercial, pour tenter de décomposer, et ainsi d'étudier, les mouvements des êtres humains ou des animaux, et en général tout phénomène trop rapide pour être analysé par le regard humain (exemples : chute d'une goutte d'eau, explosions ou réactions chimiques).

### Premiers films

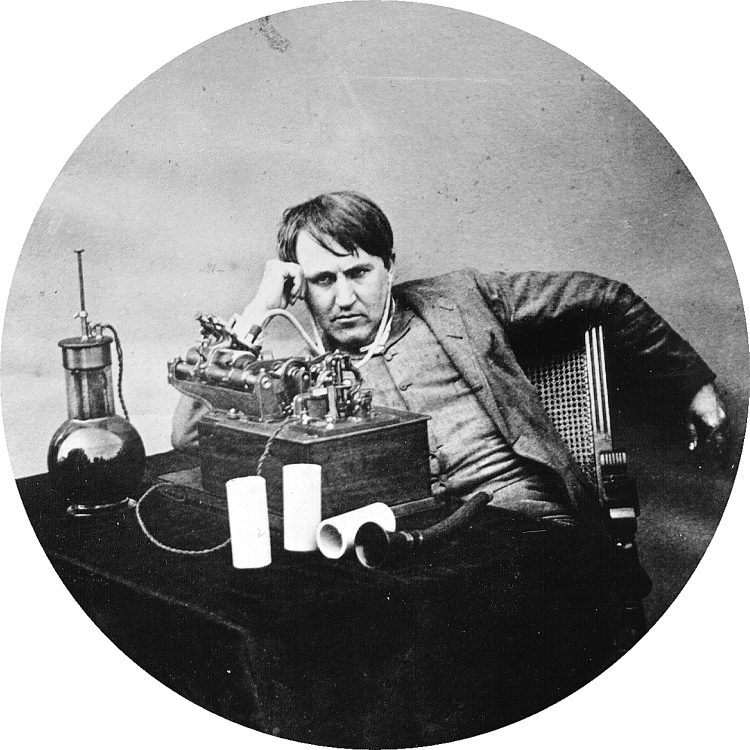
Edison et son Phonographe.

En 1891, c'est sous la direction de l’Américain Thomas Edison, l’inventeur de la fabrication industrielle des ampoules électriques et le concepteur et fabricant du phonographe, que son principal collaborateur, l'ingénieur électricien William Kennedy Laurie Dickson, réussit des prises de vues photographiques animées et leur présentation au public.

#### Premières caméras de prise de vues
Thomas Edison, devenu presque sourd pendant son adolescence, rêve de coupler au phonographe une machine qui permettrait d’enregistrer l’image d’un chanteur ou d’un orchestre interprétant une chanson ou un air d’opéra. « On pourrait ainsi assister à un concert du Metropolitan Opera cinquante ans plus tard, alors que tous les interprètes auraient disparu depuis longtemps ».

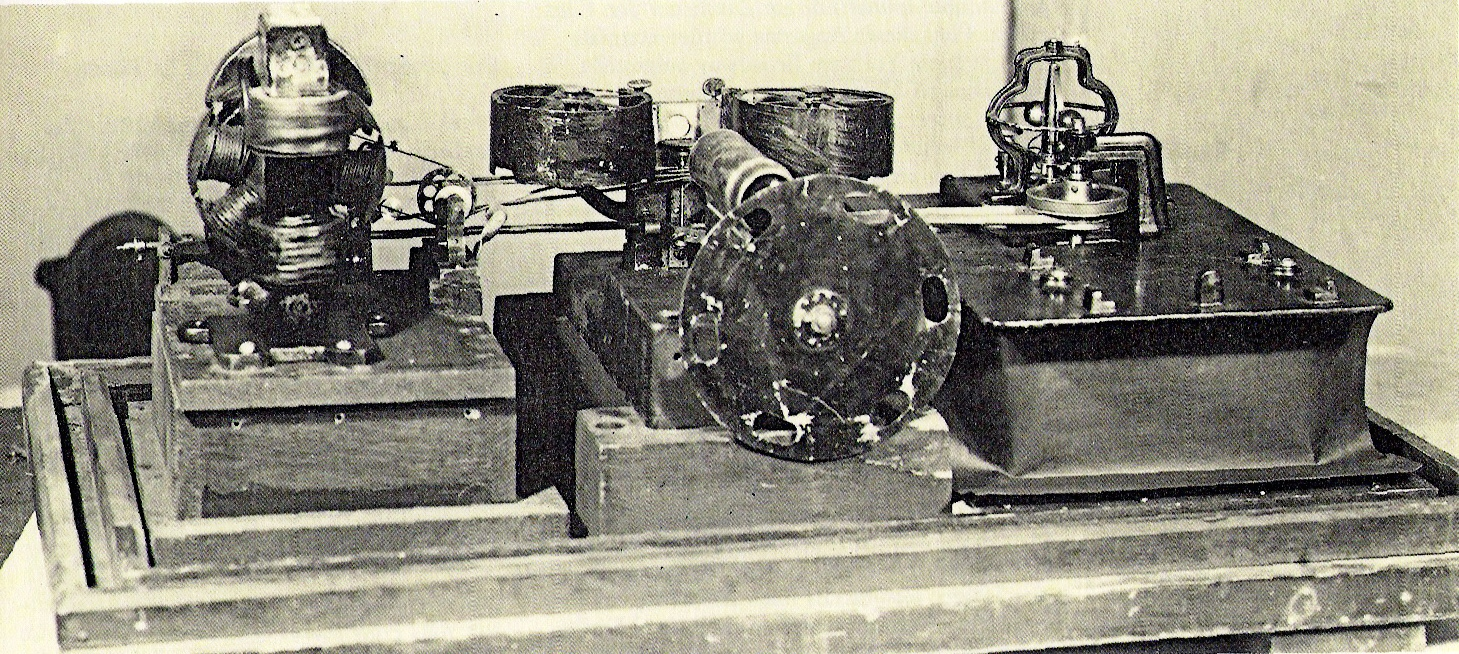
1891 : le kinétographe à défilement horizontal : à gauche, le moteur électrique ; à droite, la régulation ; au centre, l'ensemble bobineaux-entraînement alternatif-objectif-obturateur. Lors de la prise de vues, l’appareil est fermé par un couvercle.

Une invention fondamentale arrive à point nommé, celle de l’Américain John Carbutt qui, en 1888, met sur le marché, fabriqué par les usines de George Eastman, un support souple en celluloïd, destiné à la photographie, débité en plaques et en rouleaux de 70 mm de large, enduits ou non de substance photosensible. La date de 1888 peut être ainsi considérée comme la fin du précinéma et le début du cinéma. À partir du ruban souple non perforé de Carbutt-Eastman, Edison et Dickson créent d'abord un format spécifique large de 19 mm. C'est un format aux photogrammes circulaires d’environ 13 mm de diamètre (survivance des jouets optiques) qui défilent à l'horizontal, entraînés par une seule rangée de perforations rectangulaires arrondies, disposées en bas des photogrammes, à raison de six perforations par image. Dickson et son assistant William Heise enregistrent sur ce support les premiers films du cinéma. « Les bandes tournées par Dickson sont à proprement parler les premiers films. » Le mécanisme utilisé pour faire avancer la pellicule et l'arrêter derrière l'objectif pour impressionner une image, puis redémarrer pour s'arrêter aussitôt pour impressionner une autre image, est déjà connu du monde de la mécanique : la roue à rochet à avance électrique. C'est Edison qui a l'idée d'utiliser le mot anglais film, qui signifie « voile », « couche », pour désigner les bobineaux de pellicule impressionnés.

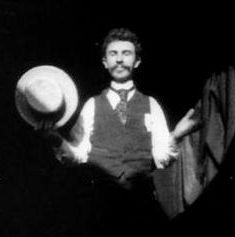
William Kennedy Laurie Dickson dans Dickson Greeting (1891). Les photogrammes des tout premiers films du cinéma sont circulaires, d'un diamètre de 13 mm.

Dans l'un de ces films, William Heise filme Dickson qui salue d’un coup de chapeau les futurs spectateurs. C’est en principe le premier film du cinéma, selon certains historiens, mais pour d’autres, c’est encore un essai faisant partie du précinéma. Il s’intitule Le Salut de Dickson (Dickson Greeting), et dure moins d'une dizaine de secondes, dont il ne subsiste que deux. Il est présenté le 20 mai 1891 devant une assemblée de cent-cinquante militantes de la Federation of Women’s Clubs. Le succès est au rendez-vous, les spectatrices, individuellement ou deux par deux, se pressent autour des kinétoscopes et visionnent plusieurs fois chacune Le Salut de Dickson, manifestant leur étonnement et leur satisfaction, dans ce qui est la première représentation publique d'un film. Le cycle recherché de l'enregistrement du mouvement et de sa restitution est enfin acquis, la date est certifiée par cette présentation publique, les premiers films sont ceux d’Edison-Dickson.
En 1893, Edison et Dickson décident d'augmenter la surface des photogrammes en débitant en deux rouleaux de 35 mm de large le support Eastman de 70 mm, qu'ils dotent de deux jeux de quatre perforations rectangulaires pour chaque photogramme et qui, cette fois, défile à la verticale. Ils lancent ainsi ce qui va devenir vingt ans plus tard le format standard international des prises de vues et des projections cinématographiques. Ce format, le 35 mm, est encore utilisé au XXIe siècle, bien que supplanté par les procédés numériques.

#### Premier appareil de visionnement d'images animées

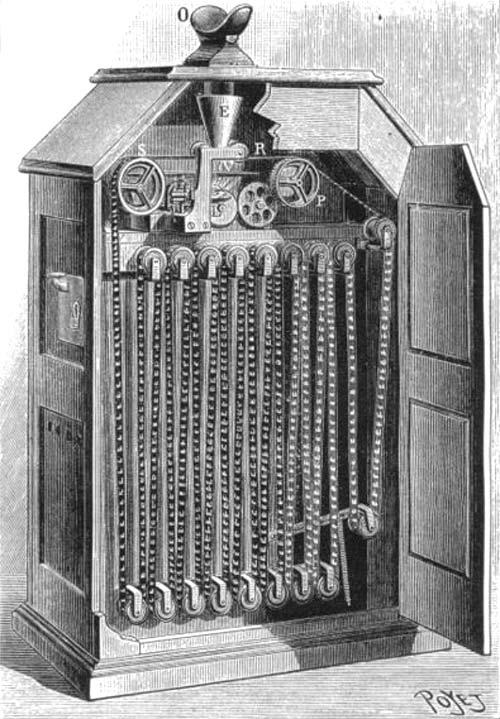
L'intérieur d'un kinétoscope, le film est en boucle continue (dessin de Louis Poyet).

Parallèlement à l’expérimentation de ces deux formats, Dickson met au point, dans le cadre industriel Edison, un appareil pour voir en mouvement les futurs films, c’est le kinétoscope, un meuble en bois sur lequel le spectateur se penche et peut visionner individuellement un film qui se déroule en continu, entraîné par un moteur électrique, devant une boîte à lumière. L'utilisateur observe le film à travers un œilleton et un jeu de loupes grossissantes. Le mouvement est restitué par le passage d’un obturateur à disque mobile, synchronisé avec l’entraînement du film grâce aux perforations, qui dévoile les photogrammes les uns après les autres, à la cadence de 18 unités par seconde. « The cinema, as we know it today, began with the invention of the Kinetograph and Kinetoscope. These two instruments represent the first practical method of cinematography » (Le cinéma, tel que nous le connaissons aujourd'hui, commença avec l'invention du kinétographe et du kinétoscope. Ces deux machines sont la première méthode réussie de la prise de vues cinématographique).

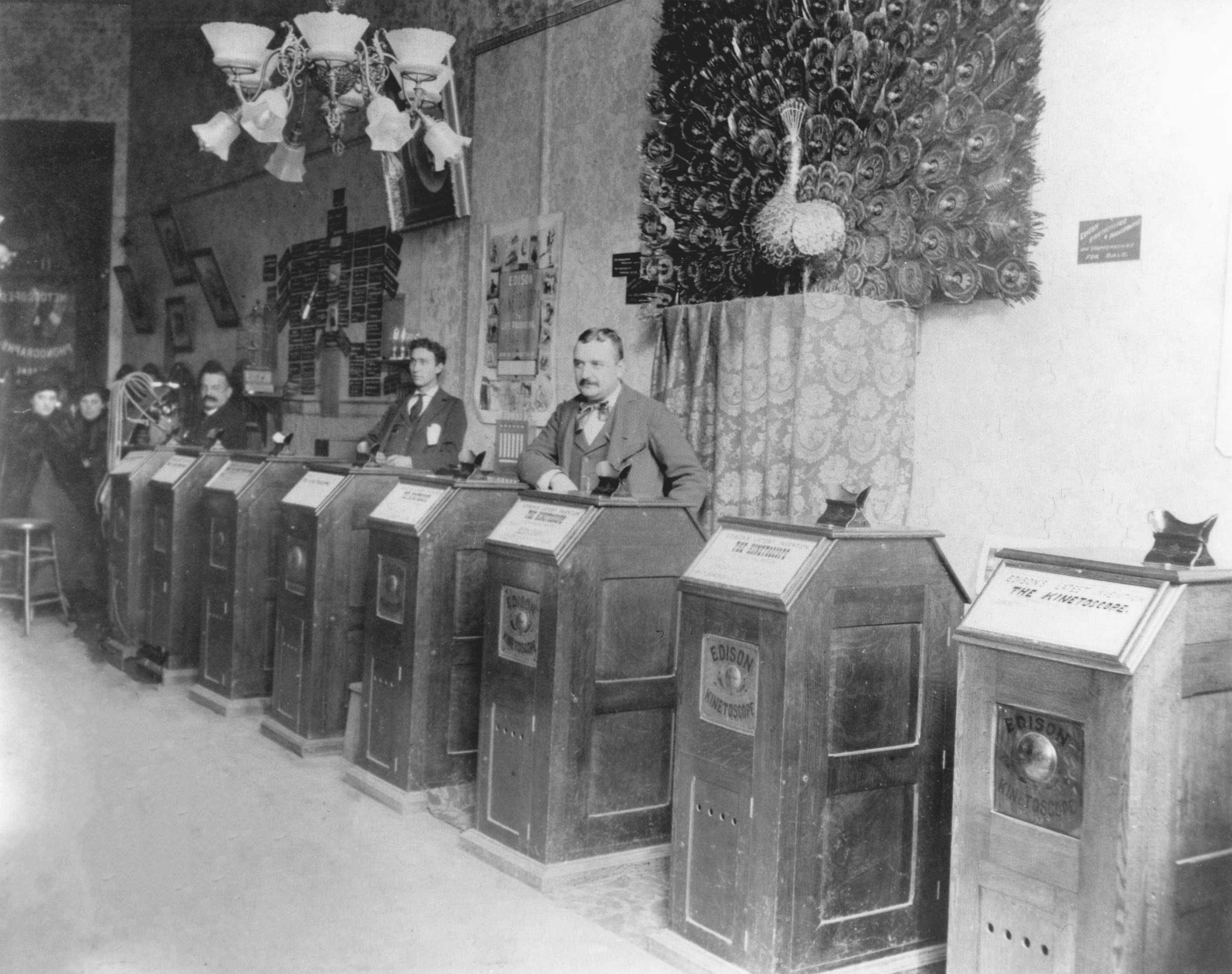
Un salon de kinétoscopes (Kinetoscope Parlor) à San Francisco, 1894.

Les kinétoscopes (dont l'appellation commerciale est très exactement kinetoscope peep show machine), attirent de nombreux curieux, mais Edison, dans l’euphorie de la victoire, dépose le brevet de son appareil uniquement pour le territoire américain, une faute stupéfiante de la part d’un homme pourtant tatillon et procédurier. Les contrefaçons vont aussitôt se développer dans le monde entier, Edison n’y pouvant rien. « À ce moment-là, il était bien entendu déjà trop tard pour protéger mes intérêts », écrit-il dans ses mémoires. Pourtant, il organise à Paris, durant l’été 1894, des démonstrations publiques de kinétoscopes, auxquelles assiste Antoine Lumière, photographe de grand talent et père d'Auguste et Louis. Antoine assiste également, à quelques pas de là, à une séance de projection des premiers dessins animés du cinéma, que présente le dessinateur et inventeur français Émile Reynaud au sous-sol du Musée Grévin, avec son Théâtre optique. Antoine revient à Lyon et oriente ses fils vers la conception de machines équivalentes du kinétographe et du kinétoscope.
C’est ainsi que le 26 décembre 1894, on peut lire dans le quotidien Le Lyon républicain, que les frères Lumière « travaillent actuellement à la construction d’un nouveau kinétographe, non moins remarquable que celui d’Edison, et dont les Lyonnais auront sous peu, croyons-nous, la primeur », preuve irréfutable de l'antériorité des machines et des films Edison sur ses concurrents français. L'historien du cinéma Georges Sadoul affirme haut et fort que « les bandes tournées par Dickson sont à proprement parler les premiers films », mais dans le même ouvrage, il délivre un impressionnant Essai de chronologie mondiale, cinq mille films de cinquante pays, qu'il commence en 1892, avec les projections d'Émile Reynaud. L'historien tient compte à la fois des essais de Dickson entre 1888 et 1891 (y compris Le Salut de Dickson, qu'il estime n'être qu'un essai) et des Pantomimes lumineuses de Reynaud. À partir de ces présentations publiques, une course folle est lancée mondialement pour trouver un équivalent aux machines d'Edison, et si possible en améliorer la technique. Comme chacun sait, c'est Louis Lumière qui remporte la course (son invention personnelle — en collaboration avec l'ingénieur parisien Jules Carpentier — est généralement signée du nom des « frères Lumière », car un contrat tacite existe entre les deux fils d'Antoine, qui y ont stipulé que toute invention fait partie du patrimoine commun Lumière, et de la future succession du père).

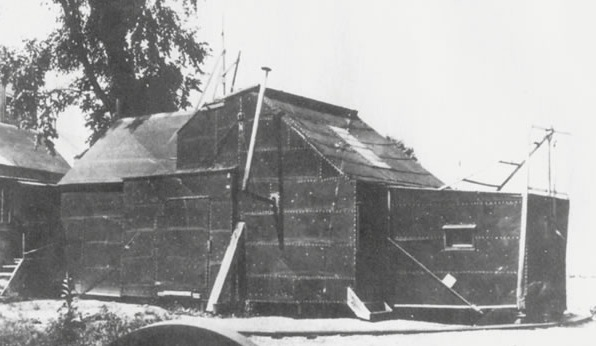
Le « Black Maria », premier studio de cinéma.

À partir de 1893, Edison ouvre un peu partout sur le territoire américain, ou fait ouvrir sous licence, des Kinetoscope Parlors, des salles où sont alignés plusieurs appareils chargés de films différents qu’on peut visionner moyennant un droit d’entrée forfaitaire de 25 cents. Ce sont les premières vraies recettes du cinéma, les ancêtres, pourrait-on dire, des salles de cinéma. Laurie Dickson est chargé de diriger les prises de vues des films nécessaires, il est ainsi le premier réalisateur de l’histoire. Il fait construire le premier studio de cinéma, le Black Maria (surnom populaire des fourgons de police, noirs et inconfortables), recouvert de papier goudronné noir dont l’effet à l’intérieur est celui d’une serre surchauffée. Le petit bâtiment à toit ouvrant est posé sur un rail circulaire et peut s’orienter en fonction de la position du soleil, car la lumière du jour sera longtemps le seul éclairage utilisé pour tourner des films. Chaque film est d'une durée maximale de 60 secondes, composé d'une seule prise de vues, un unique plan dont le contenu, au début, relève plutôt du music-hall et des attractions de foire. L'industriel refuse obstinément, malgré les conseils pressants de Dickson, de développer la mise au point d'un appareil de projection sur grand écran, ce qui n'aurait posé aucune impossibilité technique, mais Edison pense que l'exploitation individuelle des films dans les kinetoscope parlors est commercialement préférable à une exploitation devant un public rassemblé. En 1895, le succès des films de Louis Lumière, tous tournés en extérieurs naturels, oblige Edison à déserter le Black Maria. Il fait alléger le kinétographe en supprimant le moteur électrique et il adopte la manivelle qu'utilise la caméra Cinématographe Lumière. Il rachète alors un appareil de projection à un inventeur en faillite et lance le vitascope. En 1895-1896, diverses machines de cinéma apparaissent presque simultanément à la présentation du cinématographe Lumière, et même parfois avant, mais n'obtiennent pas le même succès. En 1914, un incendie ravage à West Orange la filmothèque aux galettes de films en nitrate de cellulose. Heureusement, Edison, en avance sur ses contemporains, a institué un dépôt légal de ses productions filmées, auprès de la Bibliothèque du Congrès, sous la seule forme autorisée : le support papier. Il a fait tirer une copie des films sur une bande papier perforée de 35 mm de large enduite d'émulsion photosensible développée puis fixée. Les films papier sont de qualité médiocre mais, une fois banc-titrés, ils restituent aujourd'hui les œuvres détruites.

### Premières projections animées
En 1877, Émile Reynaud, professeur de sciences et photographe, crée son jouet optique, le Praxinoscope, dont il dessine lui-même les vignettes, amusantes ou poétiques. Le Praxinoscope rencontre tout de suite la faveur du public et le dernier modèle permet même la projection des dessins sur un tout petit écran, car Reynaud pense que son art ne peut atteindre son apogée qu’en reprenant l’effet magique des lanternes lumineuses. Mais, comme pour tous les « jouets de salon », ses sujets sont en boucle : le geste, la pirouette, la transformation, ne durent qu’une seconde. En 1892, un an après les premiers films d’Edison, dont la durée n’est pas très longue (20 à 30 secondes), Reynaud entreprend de fabriquer un projet ambitieux qui l’obsède depuis quelque quinze années : une machine qui permettrait de projeter sur un grand écran, en donnant l’illusion du mouvement, des dessins qui racontent une vraie histoire d’une durée de deux à cinq minutes. Avec patience, il dessine et peint plusieurs centaines de vignettes qui représentent les différentes attitudes de personnages en mouvement, confrontés les uns aux autres, sur des carrés de gélatine qu'il encadre de papier fort (comme le seront plus tard les diapositives) et qu'il relie l'un à l'autre par des lamelles métalliques protégées par du tissu, le tout d’une largeur de 70 mm. Sa technique est le début de ce que l’on appellera le dessin animé, et le mouvement reconstitué classe bien son spectacle dans la catégorie des films, donc du cinéma.

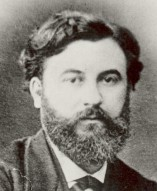
Charles-Émile Reynaud.
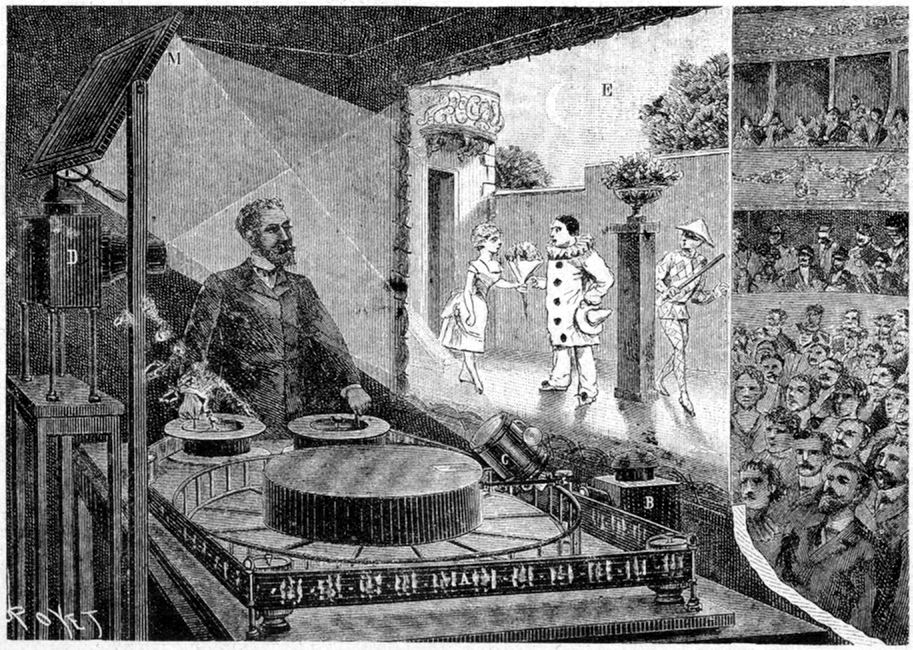
Émile Reynaud projetant Pauvre Pierrot dans son Théâtre optique. Gravure de Louis Poyet.
- Pauvre Pierrot, premier dessin animé de l'histoire (1892), première projection animée sur grand écran devant un public payant rassemblé.
Les Pantomimes lumineuses, affiche de Jules Chéret.

En octobre 1892, Émile Reynaud présente à Paris, dans le Cabinet fantastique du musée Grévin, ce qu’il baptise le Théâtre optique, où sont projetées ses pantomimes lumineuses, ainsi qu’il appelle ses films. Le Théâtre optique d’Émile Reynaud innove considérablement par rapport à Thomas Edison en inaugurant les premières projections de films animés sur grand écran. Contrairement au visionnage solitaire des kinétoscopes, le public du Théâtre optique est rassemblé pour suivre l’histoire projetée sur l’écran. Ainsi, le Musée Grévin peut s’enorgueillir d’avoir été la première salle de projection de cinéma, trois ans avant les projections des frères Lumière au Salon indien du Grand Café.

### Cinématographe Lumière

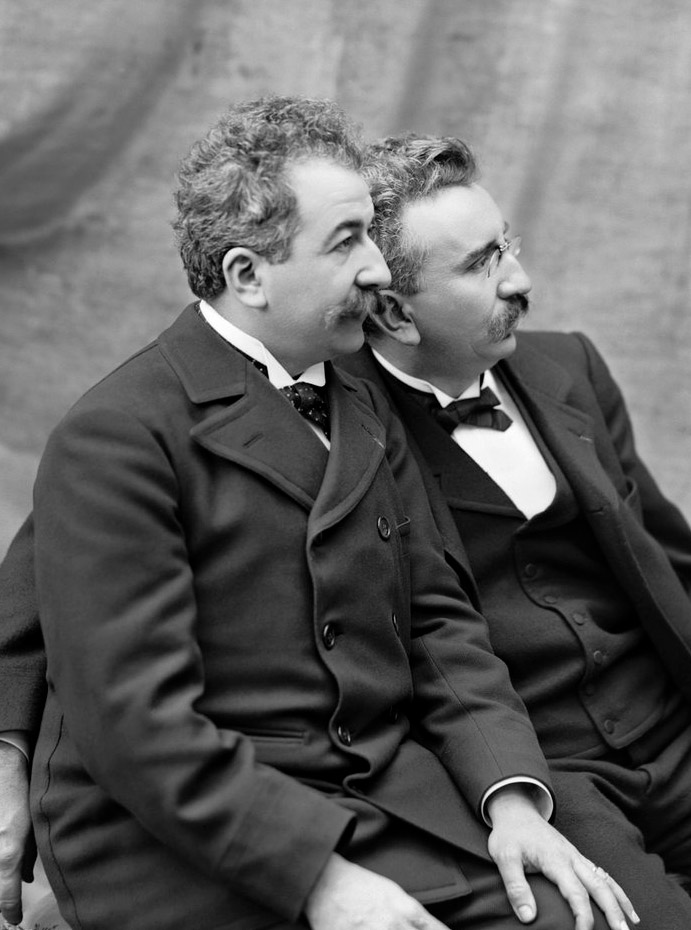
Les frères Lumière (Auguste et Louis).

Durant l’automne 1894, lors d’un voyage à Paris, Antoine Lumière assiste à l’une des projections animées du Théâtre optique d’Émile Reynaud au Musée Grévin, au no 10 du boulevard Montmartre. Puis il se rend à une démonstration du kinétoscope, organisée à quelques centaines de mètres au no 20 du boulevard Poissonnière. Les représentants d’Edison lui offrent un échantillon d’une trentaine de centimètres du film de 35 mm perforé de l’industriel américain. « Émerveillé par le Kinétoscope d'Edison », Antoine revient à Lyon, persuadé que le marché des machines d’enregistrement et de représentation des vues photographiques en mouvement (le mot anglais film, adopté pour la première fois par Thomas Edison en 1893 pour désigner les pellicules impressionnées n'est pas encore connu) est à portée de main et que ce marché est riche en promesses commerciales. Les projections du Théâtre optique et les réactions du public l’ont convaincu aussi que l’avenir n’est pas dans le kinétoscope, vu par un seul spectateur à la fois, mais dans une machine du type de celle de Reynaud, projetant sur un écran des vues animées, devant un public assemblé.

Came excentrique et griffes Lumière, perforations rondes Lumière. Non représentés sur l'animation : un bras porteur de deux rampes, tournant avec la came, provoque l'enfoncement des deux griffes et leur retrait.

Le film souple est fabriqué par Eastman qui perçoit des droits industriels inclus dans le prix de chaque métrage du support qu’il vend. Ce film lisse se doit d’être transformé sur ses bordures pour que les griffes puissent s’engager dans des perforations et assurer le passage précis d’un photogramme déjà impressionné à un autre photogramme à impressionner. Mais les Lumière savent que les perforations rectangulaires de type Edison ont fait l’objet de plusieurs brevets, et qu’elles sont une réalité industrielle incontournable. Leur duplication serait un cas de contrefaçon de la part des Lumière qu'Edison n'aurait pas hésité à poursuivre en justice. Pour éviter de payer des droits à l’Américain, Louis Lumière dote leur film de perforations rondes, disposées latéralement à raison d’une seule perforation de part et d’autre de chaque photogramme,. Le film perforé Edison, plus performant, sera choisi mondialement par les fabricants de pellicule comme format standard de prise de vues et de projection dès 1903. À cette date, les Lumière se retireront de la course à la production de films, car ils auront compris qu'un nouveau métier venait de naître, qui nécessite des connaissances en dramaturgie, dont ils sont démunis. « Du reste, l’exploitation du Cinématographe, comme spectacle animé, restait modeste relativement à ce qu’elle sera lorsqu’elle réalisera une nouvelle forme du théâtre. Une fois l’engouement de la nouveauté passé, du fait des représentations de la salle du Grand Café, il ne resta sur les boulevards, à Paris, que trois ou quatre petites exploitations, où leurs propriétaires faisaient de bonnes recettes, mais pas fortune rapidement. En province, les grandes villes seules pouvaient avoir une salle de cinéma, assurée de faire ses frais ».
Fin 1895, les frères Lumière montent une série de projections payantes à Paris, dans le Salon indien du Grand Café, au no 14 du boulevard des Capucines. Le premier jour, 28 décembre 1895, seulement trente-trois spectateurs (dont deux journalistes) viennent apprécier les diverses « vues »,. Le bouche-à-oreille aidant, en une semaine la file d'attente atteint la rue Caumartin. Les projections se font à guichet fermé et les séances sont doublées, le retentissement de ce succès qui, au fil des mois, ne se dément pas, est mondial. Dix films, que Louis Lumière appelle des « vues photographiques animées », constituent le spectacle, dont La Sortie de l'usine Lumière à Lyon, La Place des Cordeliers à Lyon, Le Débarquement du congrès de photographie à Lyon, Baignade en mer, des enfants plongeant dans les vagues, Les Forgerons, à l’exemple d’Edison, mais avec de vrais forgerons et une vraie forge car Dickson, pour les besoins du tournage, s’était contenté de reconstituer la forge avec de simples figurants peu convaincants. Suivent deux scènes de famille avec un bébé, la fille même d’Auguste Lumière, Le Repas de bébé et La Pêche aux poissons rouges, puis deux « vues comiques », en fait des pitreries militaires, La Voltige et Le Saut à la couverture, dans la tradition des comiques troupiers. La séance se termine par le célèbre L'Arroseur arrosé (Le Jardinier), qui est en vérité la première fiction sur pellicule photographique animée de l’histoire du cinéma, jouée par des comédiens (les premières fictions du cinéma étant les pantomimes lumineuses dessinées d’Émile Reynaud).
Thomas Edison comprend que la technique de projection sur grand écran du cinématographe vient de sonner le glas de son kinétoscope. Son ingénieur Laurie Dickson, dont il a repoussé les conseils, passe à la concurrence. Pressé par le temps, Edison rachète à l’inventeur Francis Jenkins son appareil de projection sorti en octobre 1895 sous le nom de Phantascope, qu’il adapte avec l’aide de l’ingénieur Thomas Armat, et qu’il appelle le Vitascope. Edison peut alors projeter sur grand écran les nombreux films qu’il a déjà fait enregistrer depuis 1893 avec le kinétographe (148 titres). De son côté, Émile Reynaud maintient ses projections au Musée Grévin. Il draine un demi-million de spectateurs, entre 1892 et 1900, ce qui représente un beau succès pour une unique salle aux modestes dimensions. Cependant, la concurrence toute proche du Grand Café l’atteint directement et il réagit en essayant d’adapter à sa machine des bandes photographiques. Mais les films Eastman sont en noir et blanc, et leur colorisation avec des vernis va à l’encontre des teintes pastels des dessins délicats de Reynaud. À l’orée du XXe siècle, Émile Reynaud fait faillite. De désespoir, il détruit ses machines, revendues au poids des matériaux. Quant aux bandes dessinées, il les jette dans la Seine. Une perte irréparable… N’en réchappent que deux merveilles, Autour d'une cabine, et Pauvre Pierrot.

### Naissance d'une industrie
Pour varier les programmes, et surtout vendre leurs films et leur Cinématographe (l'appareil même) aux riches particuliers, les frères Lumière alimentent leur fonds par des « vues » que Louis fait tourner par des opérateurs envoyés dans le monde entier. Les plus célèbres d’entre eux, Gabriel Veyre, Alexandre Promio, Francis Doublier, Félix Mesguich enregistrent des bobineaux qui ne comptent qu’une unique prise de vues, un seul plan. Exceptionnellement, ils arrêtent de « mouliner », afin d'économiser la précieuse pellicule Eastman lors d’une scène qu’ils estiment longuette, et ils reprennent un peu plus tard, créant ainsi deux plans dans le même bobineau qui est ensuite coupé et recollé en éliminant les photogrammes surexposés qui correspondent à l'arrêt et au redémarrage de la caméra. Prémices du montage ? On peut affirmer que non, puisqu'il s'agit d'une simple réparation. 

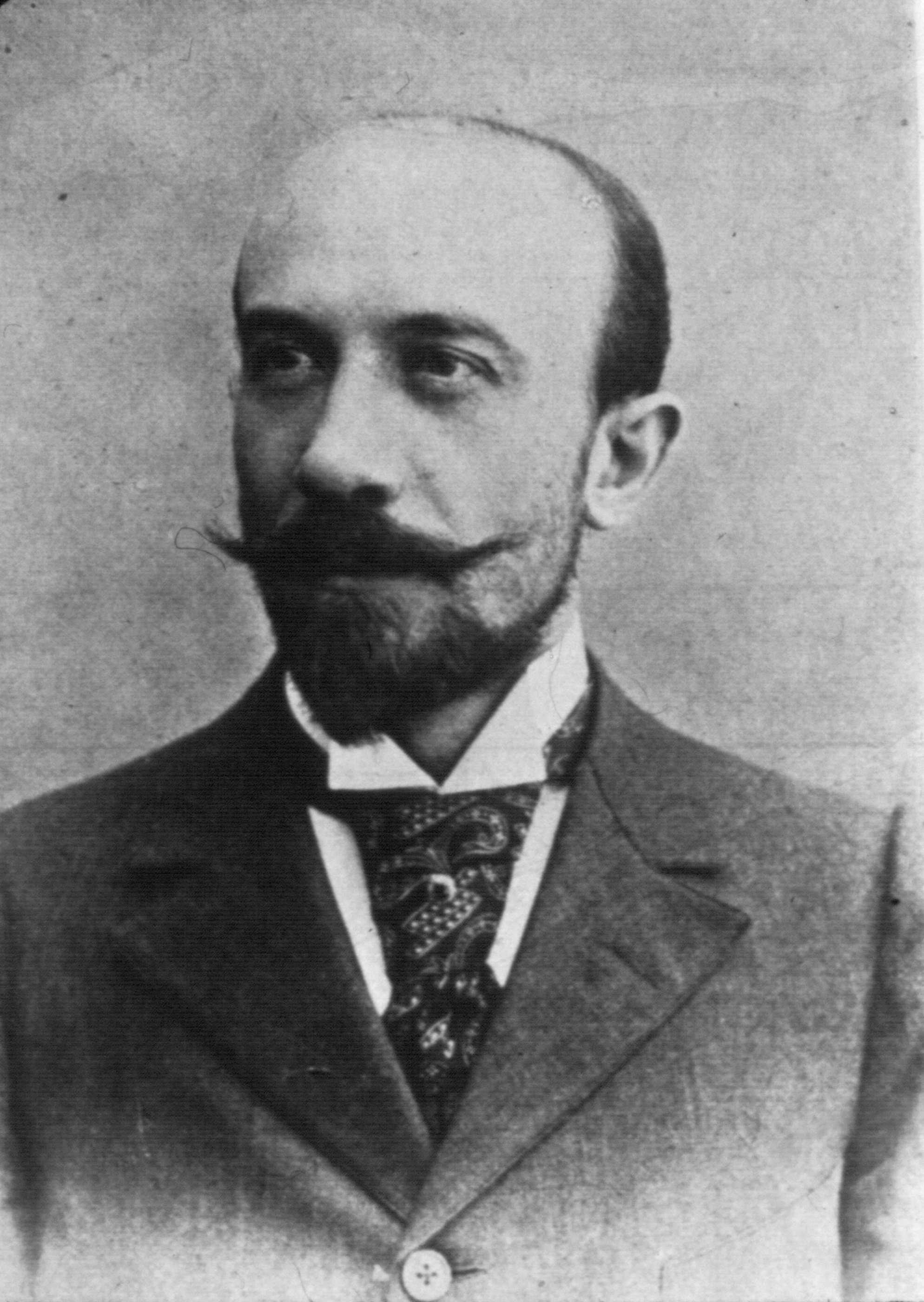
Georges Méliès.

Cependant, Georges Méliès, célèbre illusionniste, assiste à l’une des toutes premières projections du Grand Café. Il imagine tout de suite comment la projection de films pourrait enrichir son spectacle au théâtre Robert-Houdin qu'il a racheté en 1888. Il propose à l’issue de la séance de racheter pour une somme astronomique (il est alors fortuné) les brevets qui protègent le cinématographe. Antoine Lumière refuse avec bonhomie et lui aurait dit : « Jeune homme, je ne veux pas vous ruiner, cet appareil n’a de valeur que scientifique, il n’a aucun avenir dans le spectacle ».

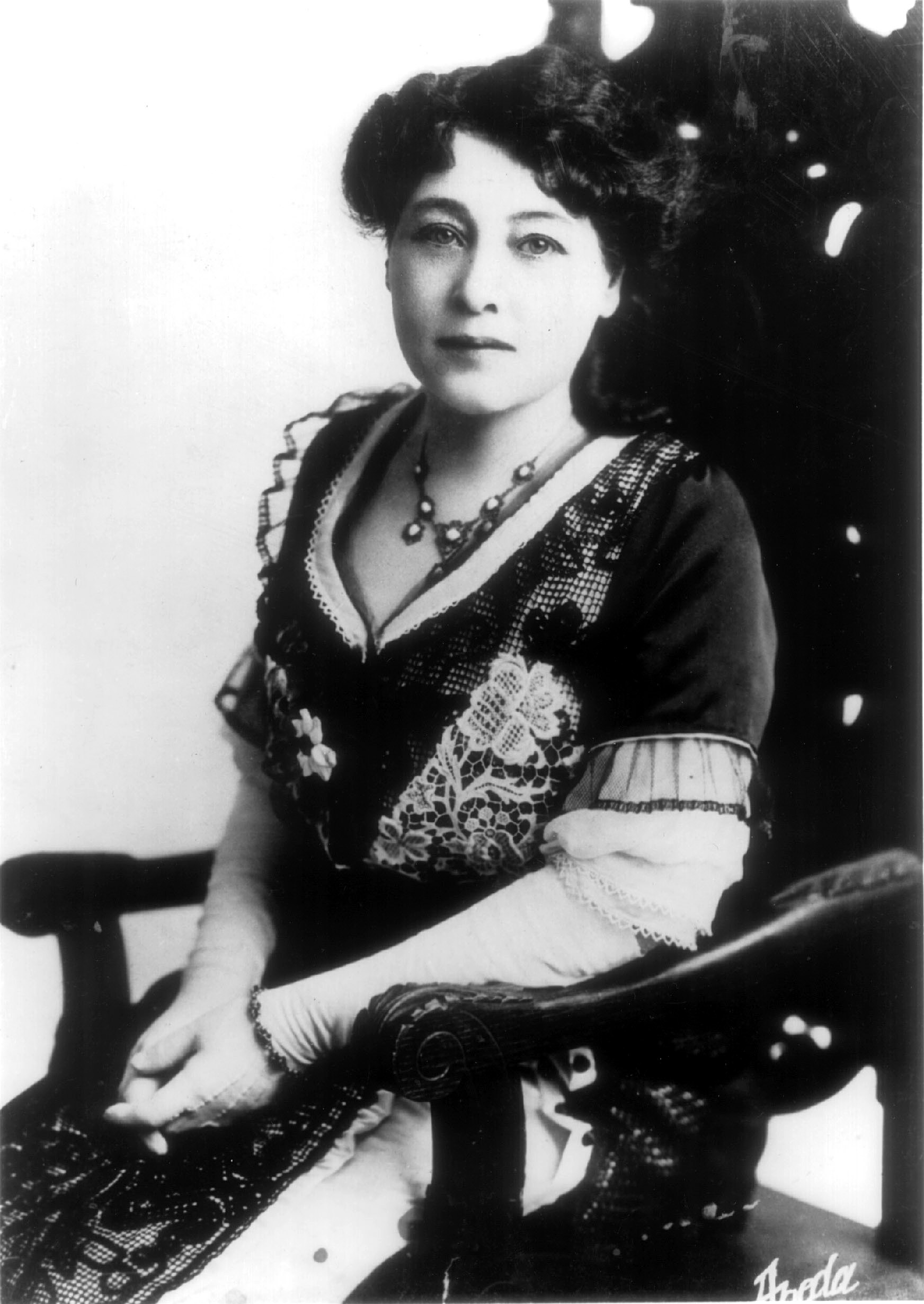
Alice Guy.

Après le refus poli d’Antoine Lumière, Georges Méliès ne s'avoue pas vaincu, ce n'est pas son genre. Il se tourne vers ses amis anglais, Birt Acres et Robert William Paul, inventeurs de la Kinetic camera qu'ils ont mise au point à peu près aux mêmes dates que le cinématographe Lumière. Robert William Paul s'est fait une réputation en fabriquant en Angleterre les contrefaçons du kinétoscope d'Edison. Cette fois, il fournit à Méliès une caméra en modèle unique. Reste au Français à alimenter son appareil avec de la pellicule, car Eastman n'approvisionne que très peu le marché européen, et cela depuis la mise au point de la bande en celluloïd. « La pellicule était rare à cette époque, elle nous était fournie en petites longueurs par la maison Eastmann (sic) qui en chargeait ses kodaks et par Balagny, qui nous donnait des bandes de collodion émulsionnées au gélatino-bromure, mais ne dépassant pas 1,5 m de longueur. Le nombre d’images obtenues était ainsi fort limité ». Méliès réussit à se procurer en Angleterre un stock de film Eastman 70 mm vierge et se lance dans deux périlleuses opérations techniques qu'il mène lui-même, prestidigitation oblige ! Il bricole une machine pour couper le précieux film en deux rubans de 35 mm. Puis, avec une autre machine de sa fabrication, il crée une rangée de perforations rectangulaires sur chaque bord de la pellicule. Son film est prêt à être impressionné.
Léon Gaumont, un industriel qui vend du matériel et des fournitures pour la photographie, et qui a cru pour un temps au format 58 mm de Georges Demenÿ, offre bientôt un catalogue foisonnant de bobineaux de cinéma 35 mm. L'une de ses employées, Alice Guy, a l'idée de créer des petits films promotionnels, et devient ainsi la première femme cinéaste du monde : elle réalise elle-même des centaines de bobineaux, dont une Passion (de Jésus) qui marque l'arrivée de la religion sur le marché des salles obscures, et qui bénéficie d'un scénario célèbre et éprouvé : le chemin de croix. Un nouveau venu arrive dans la course au succès : Charles Pathé, un forain enrichi par ses présentations de films sur des kinétoscopes de contrebande, qui décide d’envoyer des opérateurs à travers le monde, suivant l’exemple de Louis Lumière, pour filmer des scènes typiques, toujours sous la forme de bobineaux contenant une seule prise de vues. En peu de temps, avec l'aide de son frère, sa société, Pathé-Cinéma, devient aussi puissante que les plus importantes maisons de production américaines, que ce soit Edison Studios ou Vitagraph Company. Son emblème triomphal est le coq gaulois, et l'est encore aujourd'hui.
Un objectif, non pas marketing, mais macro-économique peut être également poursuivi par les gouvernants d’un pays grâce au cinéma. Dans la préface de l’ouvrage de Philippe d’Hugues, L’Envahisseur américain. Hollywood contre Billancourt (1999), Hervé Lavenir de Buffon, président du Centre d’études et d’action européenne, considère que les États-Unis ont « la volonté de conquête totale, non seulement du marché européen et mondial, mais - bien au-delà des domaines du film, de la télévision, de la communication par l’image et le son — de tout l’empire of mind que Winston Churchill désignait comme l’un des empires du futur ».Cette volonté n’est pas nouvelle, elle remonte aux années vingt, époque au cours de laquelle le Président Hoover déclarait : « Là où le film américain pénètre, nous vendons davantage d’automobiles américaines, plus de casquettes, plus de phonographes américains ».Que dire, pour finir, des films qui ne semblent pas a priori véhiculer d’idéologie ? Jean-Loup Bourget semble considérer, dans un chapitre entier qu’il consacre à l’idéologie, que tous les films en ont une part : « De manière explicite ou sous-jacente, délibérément ou à leur insu, les films véhiculent une idéologie, ils sont inscrits dans un contexte social et politique, national et international, auquel ils ne sauraient entièrement échapper : faire un film d’évasion est encore une façon de réagir à ce contexte, de même que l’ « apolitisme » est une attitude politique parmi d’autres » (Bourget, 2002, p. 149). Le contenu idéologique n’est pas seulement le fait des cinéastes, il peut être également celui des spectateurs, amateurs ou critiques, dès lors que ces derniers jugent qu’un film propage, même de manière diffuse et implicite, certaines valeurs, par exemple de l’American way of life, aux dépens d’autres valeurs, d’autres cultures (Bourget, 2002).

### Naissance d’un langage

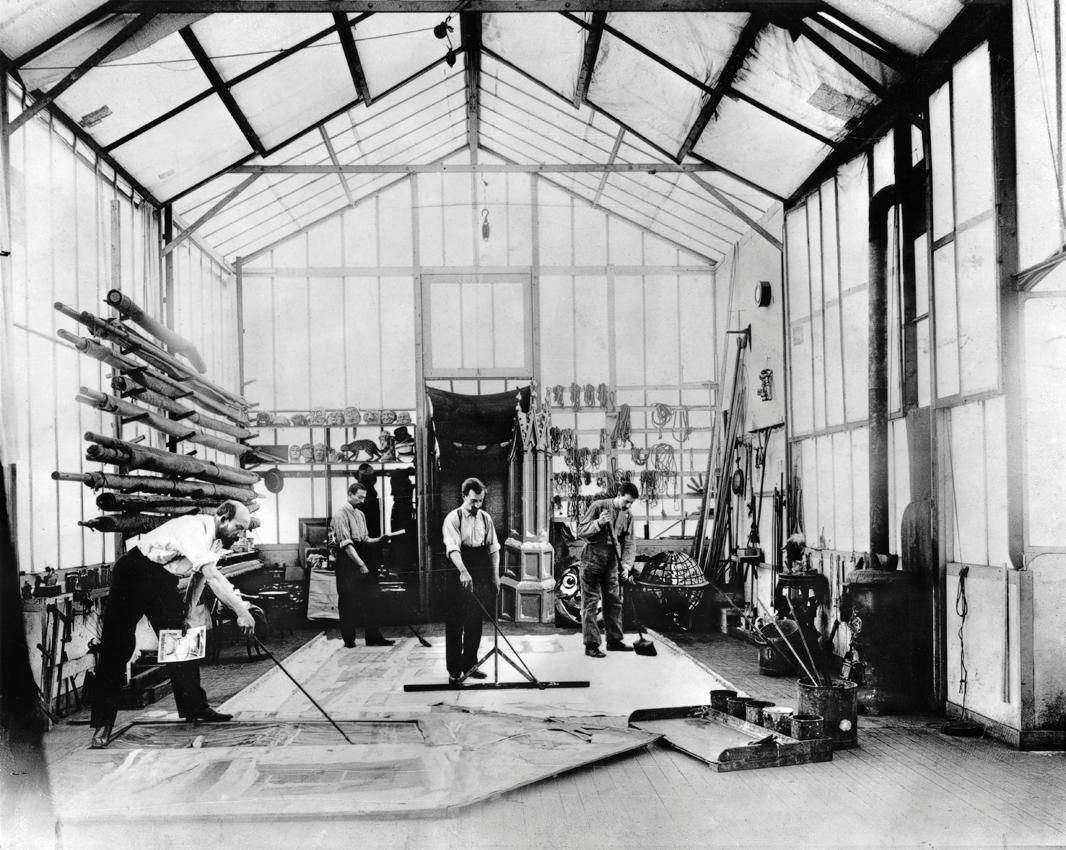
Le studio de Méliès est entièrement vitré, le contraire de la Black Maria. À gauche : Méliès peignant un élément de décor.

De 1891 à 1900, et même quelques années plus tard, les films se présentent toujours sous le même aspect : un bobineau de pellicule 35 mm de 20 mètres environ (65 pieds), sur lequel est impressionnée une unique prise de vues comprenant un seul cadrage (un plan), qui, en projection, dure moins d’une minute.
Ce sont les cinéastes anglais qui, les premiers, découvrent les vertus du découpage en plans et de son corollaire, le montage. L’historien du cinéma Georges Sadoul les regroupe sous le nom d’« école de Brighton », et réserve aux plus inventifs d'entre eux un coup de chapeau mérité : « En 1900, George Albert Smith était encore avec James Williamson à l'avant-garde de l'art cinématographique ». D'autres n'hésitent pas à déclarer : « Alors que William Kennedy Laurie Dickson, William Heise, Louis Lumière, Alexandre Promio, Alice Guy, Georges Méliès, bref, les inventeurs du cinéma primitif, ne dérogent pas à l’habitude, tout à la fois photographique et scénique, de tourner une seule prise de vue pour filmer une action unique dans un même lieu, George Albert Smith, lui, décrit une action unique se déroulant en un même lieu, à l’aide de plusieurs prises de vues qui sont reliées entre elles par la seule logique visuelle. Ce qu’on appellera plus tard le découpage technique, le découpage en plans de l’espace et du temps à filmer ».
Réalisé par George Albert Smith en 1900, le film Les Lunettes de lecture de Mamie, ou La Loupe de grand-maman, est le premier film où est expérimenté une manière spécifique du cinéma de décrire une action. Dans ce film d’une minute vingt au sujet très mince, comme il est de coutume de les concevoir à l’époque : un enfant utilise la loupe de sa grand-mère pour observer autour de lui, George Albert Smith fait alterner deux sortes de prises de vue. Un cadrage principal et large montre le jeune garçon en compagnie de son aïeule, occupée à repriser. Le gamin emprunte la loupe et la dirige d’abord vers une montre, que l’on voit alors en gros plan à travers une découpe ronde en forme de loupe. Le jeune garçon cherche autour de lui, et braque sa loupe vers un oiseau en cage. Gros plan de l’oiseau à travers la découpe. L’enfant dirige ensuite la loupe vers sa mamie. Un très gros plan plutôt drolatique montre l’œil droit de la grand-mère, qui tourne dans tous les sens, toujours vu par le biais d’une découpe ronde. Le petit-fils aperçoit le chaton de sa mamie, caché dans son panier à couture. Gros plan du chaton à travers la loupe. Le chaton bondit hors du panier, la grand-mère arrête là le jeu de son petit-fils. Cette succession de prises de vues, liées par un même récit, inaugure la division en plans d’un film de cinéma, ce qu’on appelle aujourd'hui le découpage technique, ou plus simplement le découpage. Et sa suite logique, qui est le montage de ces éléments filmés séparément, dit montage alterné. La découverte est de taille, fondamentale. En prime, ce film invente le plan subjectif, puisque chaque gros plan vu à travers la loupe, est un plan subjectif qui emprunte le regard du jeune garçon. À notre époque, ce découpage en plans semble facile et évident, presque banal. Mais en 1900, c'est une révolution.
Georges Méliès, lui, ne comprend pas l’apport essentiel au cinéma de ses bons amis de Brighton, et Le Voyage dans la Lune qu'il réalise en 1902 est là encore, malgré ses nombreuses inventions humoristiques, une suite de tableaux à la manière du music-hall, pour une durée de presque 13 minutes. Cette réserve permet d'affirmer que Georges Méliès n’est pas, contrairement à ce qui est souvent dit, l’inventeur de la fiction, alors que son apport technique, comme illusionniste, est considérable, notamment avec l'arrêt de caméra, un procédé qu'il reprend à William Heise et Alfred Clark, de l'équipe d'Edison qui ont tourné L'Exécution de Mary, reine des Écossais en 1895. Mais alors que William Heise n'utilise qu'une seule fois ce « truc » élémentaire (encore fallait-il le découvrir), Georges Méliès, lui, après un premier essai réussi en 1896 (Escamotage d'une dame au théâtre Robert-Houdin), décline l'arrêt de caméra sur plusieurs dizaines de films avec une invention chaque fois renouvelée et une dextérité extraordinaire, qui étonnent encore aujourd'hui tous les professionnels du cinéma.
Les actualités cinématographiques, diffusées en salle à partir de la fin du XIXe siècle, proposent des actualités reconstituées par Robert W. Paul, Méliès, Edison, Pathé ou d'autres avec des procédés qui anticipent souvent ceux du cinéma de fiction comme l'explosion du cuirassé Maine à La Havane, tournée par Méliès en 1898, ou le film catastrophe de l'éruption de la montagne Pelée en 1902, réalisé en studio par Pathé. La révolution russe de 1905, reconstituée par Pathé, montre la première version cinématographique de la mutinerie du cuirassé Potemkine, associant d'authentiques images d'un navire (qui n'est pas le Potemkine) à des scènes jouées par des acteurs.

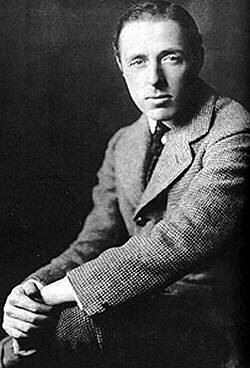
David Wark Griffith.

En 1908, David Wark Griffith, un autodidacte américain qui commence sa carrière au cinéma en jouant le rôle principal du film Sauvé du nid d’un aigle (durée : 7 minutes), dirigé par Edwin S. Porter, pour lequel il accepte de s’improviser cascadeur, se voit ensuite confier la réalisation d’un film de 13 minutes, Les Aventures de Dollie. Les découvertes de George Albert Smith, et plus généralement de l’école anglaise de Brighton, ont ouvert aux cinéastes un espace créatif immense, dorénavant la durée des films découpés en plans est comprise entre 10  et   13 minutes, c’est-à-dire une bobine de film 35 mm de 300 mètres. On dit alors d’un film qu’il fait 1 bobine ou 2. Les Aventures de Dollie est un film d’une bobine. Le sujet est simple : la fillette d’un couple aisé est enlevée par un couple de « gens du voyage », qui veut se venger de leur comportement hautain. Le père se lance à la poursuite des kidnappeurs et les rattrape, mais ne trouve dans leur roulotte aucune trace de son enfant. Les ravisseurs ont enfermé Dollie dans un tonneau en bois. En passant un gué, la roulotte laisse échapper le tonneau qui part en flottant sur l’eau. Le courant providentiel ramène le tonneau, et la fillette, devant la maison des parents. D.W.Griffith accepte ce sujet, qui semble difficile à réaliser, à cause des différents lieux et de la simultanéité des actions, parce qu’il comprend – et ceci sans aucune expérience préalable – comment il faut traiter ce genre d’actions parallèles. Ce qui n’est pas évident en 1908.
C’est pourtant ce que tente et réussit D.W.Griffith, dès son premier film, Les Aventures de Dollie. Il mélange les plans qui montrent la famille réunie, jouant au badminton, avec des plans du couple de gitans dans leur campement, l’homme revenant de sa confrontation humiliante avec le mari qui l’a frappé et jurant à sa compagne qu’il va se venger. Puis l’homme retourne à la maison de la famille, profite de ce que la fillette est seule, la saisit en l’empêchant de crier et l’emporte au loin. Il arrive au campement et montre la fillette à sa compagne qui en est bouleversée, et qui, pour cette raison, reçoit en punition des coups de son compagnon. Devant la maison, la famille constate la disparition de la fillette et le mari part à sa recherche avec des voisins. Au campement, l’homme dissimule Dollie dans un tonneau qu’il referme. Le père et les voisins déboulent, furieux, et bousculant le couple, cherchent partout sans penser à ouvrir le tonneau. Ils ne peuvent que se retirer bredouilles, laissant libre le couple de kidnappeurs qui lèvent le camp aussitôt. La roulotte part au galop et traverse une rivière, le tonneau se détache, il est entraîné par le courant. Dans leur jardin, le couple aisé se désespère car leurs recherches n’ont rien donné. Plusieurs plans montrent alors le tonneau se déplaçant sur le cours de la rivière, franchissant une petite chute d'eau. Devant la maison, un grand garçon pêche, qui voit le tonneau s’immobiliser dans les herbes qui bordent la rivière. Il appelle le père qui, soudain, tend l’oreille vers le tonneau, ce qui fait penser qu’il entend des cris. Il ouvre le tonneau et libère la petite Dollie. La famille est enfin réunie dans la joie.
Ce découpage est en fait inspiré de la technique romanesque. Bien que n’ayant jamais fréquenté l’université, Griffith est cultivé. Parmi les métiers qui l’ont fait vivre, il y a celui de libraire ; comme Edison, il a beaucoup lu. Il sait que le romancier utilise constamment son don d’ubiquité pour mettre en parallèle deux ou plusieurs actions qui se déroulent en même temps. Griffith pense que le découpage en plans permet de la même façon de passer d’une action se situant dans un décor, à une autre action simultanée se déroulant dans un décor différent mais faisant partie de la même histoire, avec la possibilité d’aller et de retourner à l’un comme à l’autre décor, passer d'une action à une autre, ce que l'on appellera le montage parallèle, qui n'est pas un effet que l'on trouve au montage puisque cette dichotomie est déjà prévue par écrit dans le découpage technique qui suit la rédaction du scénario, donc avant le tournage. C’est cette possibilité de découper en séquences, et non plus en vues, en tableaux ou en scènes, qui permet dorénavant aux cinéastes de traiter des récits de plus en plus longs et complexes, mettant en mouvement de nombreux personnages dans diverses situations, liés par la même histoire. Griffith a ouvert la voie aux longs-métrages. Le cinéma s’y engouffre et les films longs (4 à 6 bobines, et plus) se multiplient, apportant un nouveau souffle au spectacle cinématographique dont la fréquentation augmente considérablement avant la guerre de 1914-1918, et reprend de plus belle après l'armistice.

### Avènement du cinéma sonore
En 1892, Reynaud fait accompagner les projections de son Théâtre optique par un pianiste, Gaston Paulin, qui compose, exprès pour chaque bande, une musique originale. On peut dire que ce sont les premières BO (bandes originales) du cinéma. Reynaud a compris que ses Pantomimes lumineuses voient leur force évocatrice décuplée par leur mariage avec la musique, qui assure également un continuum sonore couvrant le bruit du défilement de la bande images. Aujourd’hui, le compositeur de la bande originale d’un film est considéré, au regard des droits d’auteur relatifs à la projection et à la diffusion par support domestique des films, comme l’un des auteurs du film, avec le réalisateur (qui est le plus souvent crédité comme l’unique auteur), le scénariste, et éventuellement le dialoguiste. Les projections de films 35 mm sur support photographique sont accompagnées par un instrumentiste (un pianiste est l’accompagnement de base) ou plusieurs instrumentistes, voire une petite formation de musique de chambre dans les cinémas des beaux quartiers, qui improvisent au cours des premières projections puis reprennent les effets réussis lors des autres séances. Des partitions sont vendues ou louées avec les films, afin que les forains fassent accompagner efficacement les séances, y compris une liste des accessoires nécessaires au bruitage.
« Il faut attendre 1924 pour que Western Electric Company développe aux États-Unis, en collaboration avec Bell Telephone Laboratories, un système de synchronisation sonore, le Vitaphone, qui reprend le procédé du disque gravé. Les ingénieurs de Western Electric ont équipé l’appareil de projection et le phonographe de moteurs électriques synchrones qui entraînent les deux machines à la même vitesse. » Cette fois, la synchronisation du son avec l’image est parfaite du début à la fin. Mais les réticences des forains sont grandes, leur expérience des disques couplés aux films leur a laissé de mauvais souvenirs, projections interrompues, rires ou huées du public, le passif est lourd. Western Electric songe à abandonner son système, mais une opportunité inattendue se présente en 1926. Quatre frères, d’anciens forains qui ont durant plusieurs années organisé des projections itinérantes, rachètent un théâtre dans Manhattan et l’équipent avec le procédé Vitaphone, engageant leurs derniers dollars dans un pari qui semble, aux yeux de leurs contemporains, perdu d’avance. Les frères Warner produisent un film de trois heures, Don Juan, avec la star de l’époque, John Barrymore, qu’ils ont encore sous contrat. Le film comprend quelques rares dialogues enregistrés, mais surtout, tout un fatras de musiques classiques connues, arrangées pour leur donner un air de continuité. On peut dire que ce film est la première expérience réussie de cinéma sonore (images et sons enregistrés). Le couple disque gravé-film 35 mm fonctionne sans incident. Le public de nantis qui assiste aux projections réserve au film un excellent accueil, mais Don Juan ne rentre pas dans ses frais, les places étant trop chères pour drainer le public populaire qui d'ailleurs, à l'époque, recherche d'autres musiques.

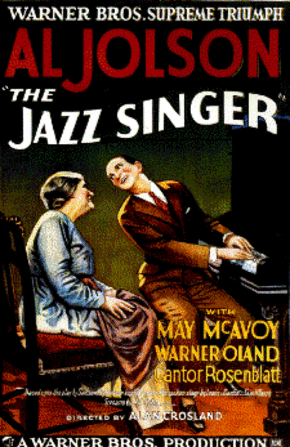
Affiche du film Le Chanteur de jazz, l'un des premiers films chantants, considéré à tort comme le premier film parlant.

Ils ont alors l’idée de filmer un chanteur de cabaret des plus populaires, Al Jolson, un Blanc grimé en Noir. Ils tournent Une scène dans la plantation, un film d’une seule bobine. Le public populaire est enthousiaste, non seulement Al Jolson chante le blues, mais en plus il parle en regardant l’objectif de la caméra, il s’adresse au public ravi, comme dans un spectacle vivant. On fait la queue pour assister aux séances. Les Warner s’empressent de redoubler leur coup, cette fois en produisant en 1927 un long-métrage d’une heure et demie, le fameux film Le Chanteur de jazz qui est un immense succès. C’est une erreur de dire que ce film est le premier film sonore ou parlant. « Le Chanteur de jazz était un film muet où avaient été insérés quelques numéros parlants ou chantants. Le premier film « cent pour cent parlant » (pour employer le langage de l'époque) : Lights of New York, fut produit en 1929 seulement. » En effet, aucun des nombreux dialogues du film Le Chanteur de jazz n’est enregistré, les répliques entre les comédiens sont toutes écrites sur des cartons d’intertitres, selon la tradition du cinéma muet. Seules les chansons d’Al Jolson et les phrases qu’il prononce entre deux couplets, sont réellement enregistrées. Ce film doit être considéré plutôt comme l’un des premiers films chantants (après Don Juan et Une scène dans la plantation). Une chose est sûre : c’est un triomphe qui, à terme, condamne le cinéma muet (qui ne s'appelle pas encore ainsi), et fait immédiatement de la Warner Bros. l’un des piliers de l’industrie hollywoodienne.
Fort de ces succès, le système Vitaphone, disque et film, se répand dans toutes les salles de cinéma et chez les forains. Mais déjà, la technique fait un bond en avant : la Fox Film Corporation inaugure un procédé photographique, le son Movietone. Ce que l’on appelle désormais la « piste optique » est intercalée entre l’une des rangées de perforations et le bord des photogrammes, rognant la partie utile de l’image. Radio Corporation of America (RCA) lance une technique au meilleur rendement sonore, dite « à densité fixe » (blanc et noir seuls). D'autres techniques sont testées aux États-Unis et de nombreuses sociétés naissent dans les années 1920, profitant de l'engouement de la Bourse pour le cinéma. La demande en films parlants modifie profondément l'industrie du cinéma. Pour réaliser de bonnes prises de son, les studios sont régis maintenant par l'obligation du silence. « Silence, on tourne ! ».
Au fil des décennies de l'existence du cinéma, l'enregistrement et la reproduction du son vont passer par plusieurs étapes d'améliorations techniques :
- le son stéréophonique ;
- le son magnétique ;
- les réducteurs de bruit ;
- le son numérique.

### Apport de la couleur
Émile Reynaud est le premier à utiliser la couleur pour ses Pantomimes lumineuses, projetées au musée Grévin dès 1892. Image par image, il dessine à la main et applique ses teintes directement sur sa bande de 70 mm de large, faite de carrés de gélatine reliés entre eux, ce qui fait de lui le premier réalisateur de dessins animés (du type animation limitée). En 1894, l’une des bandes produites par Thomas Edison, filmées par Laurie Dickson, est ensuite coloriée à la main (teinture à l'aniline), image par image, par Antonia Dickson, la sœur du premier réalisateur de films. Il s’agit de Butterfly Dance (en français, Danse du papillon), et de Serpentine Dance (en français, Danse serpentine), très courtes bandes de 20 secondes chacune, où la danseuse Annabelle virevolte avec des effets de voilage à la manière de Loïe Fuller. L’effet est actuellement toujours très réussi. C’est la première apparition de la couleur appliquée à la prise de vues photographique animée.
En 1906, l'Américain James Stuart Blackton enregistre sur support argentique 35 mm, à la manière d’un appareil photo, photogramme après photogramme, grâce à ce qu’on nomme le « tour de manivelle », un « procédé (qui) fut appelé en France « mouvement américain ». Il était encore inconnu en Europe », un film pour la Vitagraph Company. C'est le premier dessin animé sur support argentique de l'histoire du cinéma, Humorous Phases of Funny Faces (Phases amusantes de figures rigolotes), où l'on voit, tracé en blanc à la craie sur un fond noir, un jeune couple qui se fait les yeux doux, puis vieillit, enlaidit, le mari fume un gros cigare et asphyxie son épouse grimaçante qui disparaît dans un nuage de fumée, la main de l'animateur efface alors le tout. Le générique lui-même est animé. C'est drôle, mais la couleur est encore absente.
L’apport de la couleur passe dans les premières décennies du cinéma par deux solutions :
- la première est bon marché, et son attrait limité mais reconnu. C’est la teinture dans la masse de chaque copie de projection, par immersion dans un bain colorant transparent qui donne à chacune une lumière particulière. Un bobineau montrant une baignade à la mer est teinté en vert. Une scène de forge ou d’incendie est de même teintée en rouge. Le bleu est utilisé pour les régates sur l’eau, le jaune accompagne les vues du désert ;
- la seconde est le coloriage à la main de chacun des photogrammes, à l’aide d’un pochoir enduit d’encre. Cette technique, qui exige le renfort de nombreuses « petites mains », est beaucoup plus onéreuse, mais l’effet spectaculaire est garanti. Georges Méliès n’est pas le seul à l’utiliser. Les productions Pathé, Gaumont, et bien sûr Edison, montent des ateliers où s’escriment des dizaines de femmes qui colorisent au pinceau, au pochoir manuel, puis avec un système mécanique de modèle entraînant, par l’intermédiaire d’un parallélogramme ou de cames, un ou plusieurs pochoirs.

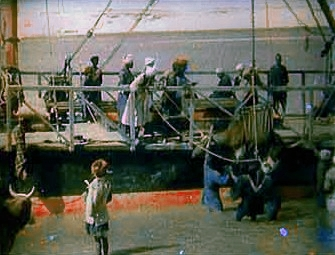
Un rêve en couleur (1911), tourné en Kinémacolor.

Après avoir découvert le découpage en plans et bien d’autres innovations fondamentales du cinéma, le britannique George Albert Smith se désintéresse de la réalisation des chase films. Il préfère se lancer dans la recherche pure en mettant au point avec l'Américain Charles Urban un procédé de film donnant l'illusion de la couleur sur film Noir et Blanc, le Kinémacolor dont le premier film, Un rêve en couleur, date de 1911. Les films paraissent bien en couleur, mais les inconvénients du Kinémacolor sont multiples : le bleu et le blanc sont peu ou mal rendus, les couleurs sont un peu pâteuses. Et surtout, le procédé nécessite l’investissement d’un équipement qui fonctionne exclusivement pour le Kinémacolor. Après quand même quelque deux-cent cinquante films, le Kinémacolor est abandonné pour des raisons économiques, juste avant la Première Guerre mondiale.
Un autre procédé, américain, va le remplacer, mis au point pendant la guerre, et lancé dès 1916 : le Technicolor. Ce procédé utilise lui aussi le seul film disponible, le film Noir et Blanc. La prise de vue s’effectue avec une caméra lourde aux dimensions imposantes, qui fait défiler en même temps trois pellicules Noir et Blanc synchronisées. Derrière l’objectif, un double prisme laisse passer en ligne droite l’image filtrée en vert qui impressionne l’une des pellicules. Par un premier filtrage, le même double prisme dévie le faisceau du rouge et du bleu sur un pack de deux pellicules qui défilent l’une contre l’autre. La première est dépourvue de la couche anti-halo qui ferme habituellement le dos des pellicules, l’image peut la traverser mais au passage l’impressionne au bleu, tandis qu’elle impressionne dessous l’autre pellicule filtrée au rouge. La prise de vue fournit ainsi trois négatifs en Noir et Blanc, qui représentent les matrices de chaque couleur fondamentale par leur complémentaire (le jaune donné par le monochrome bleu, le rouge magenta donné par le monochrome vert, le bleu-vert donné par le monochrome rouge). Le tirage des copies fonctionne selon le principe et la technique de la trichromie de l’imprimerie, avec les mêmes possibilités de régler l’intensité de chaque couleur. Très vite, il apparaît la nécessité d’ajouter une quatrième impression, un gris neutre dont la matrice est obtenue par la superposition photographique des trois matrices de la prise de vue, afin de souligner le contour des formes qui prennent ainsi plus de corps.
Dans les années 1930, l’Allemagne, sous la botte du parti nazi, développe un cinéma de propagande doté d’énormes moyens financiers. La recherche d’un procédé de film en couleur, utilisant un support unique léger qui favoriserait la prise de vue documentaire (dans un but politique), est menée hâtivement. Le procédé Agfacolor, inventé à l’origine pour la photographie sur plaques de verre, est alors décliné sur film souple, d’abord en film inversible (le film subit deux traitements successifs - développement, puis voilage — qui le font passer du stade négatif au stade positif), puis en négatif (nécessitant ensuite des copies positives séparées). En 1945, après la défaite de l'Axe Rome-Berlin-Tokyo, les Alliés et les Soviétiques s’emparent de découvertes technologiques allemandes, et ramènent derrière leurs frontières entre autres procédés et techniques, ceux du film en couleur. Aux États-Unis, le procédé soustractif de l’Agfacolor devient l’Eastmancolor, en URSS, il donne le Sovcolor, en Belgique le Gévacolor, et au Japon, sous contrôle américain, naît le Fujicolor.
Par rapport au Technicolor, le procédé Eastmancolor propose une alternative économique au stade de la prise de vues. Dans les années 1950, les films Technicolor sont désormais tournés en Eastmancolor. Après le tournage, une fois le montage achevé, on tire du négatif monopack Eastmancolor les quatre matrices qui vont servir à l’impression des copies du film selon le procédé Technicolor trichrome, avec l’avantage sur le négatif Eastmancolor, de pouvoir être étalonnées efficacement au niveau chromatique, pour chacune des couleurs primaires.
Un procédé encore plus économique, découvert en photographie dans les années 1920, est adapté au cinéma en Italie dans les années 1950 : le Ferraniacolor. Il va servir essentiellement les films à costumes, et plus particulièrement les péplums qui relancent la production italienne.

## Théories

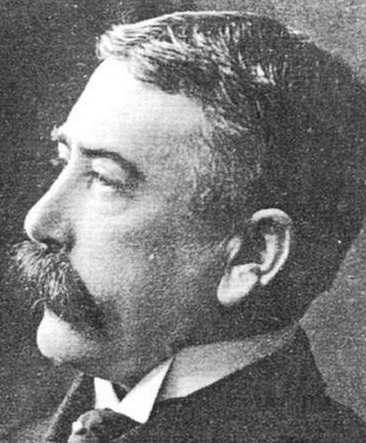
Les travaux du linguiste Ferdinand de Saussure établirent les prémices de l’analyse structurale du récit.

Les théoriciens du cinéma ont cherché à développer des concepts et à étudier le cinéma comme un art. Issu de la technique moderne tout en étant l’un des symptômes et causes de cette modernité, ses principes, comme la technique, le montage, ou la prise de vues, ont bouleversé les modes de représentation dans les arts figuratifs et la littérature. Pour se former et se comprendre en tant qu’art, le cinéma a eu besoin de théories. Dans Matière et mémoire, en 1896, le philosophe français Henri Bergson anticipe le développement de la théorie à une époque où le cinéma venait juste d’apparaître comme visionnaire. Il s’exprime aussi sur le besoin de réfléchir sur l’idée de mouvement, et invente donc les termes « image-mouvement » et « image-temps ». Cependant, en 1907, dans son essai L’Illusion cinématographique, tiré de L'Évolution créatrice, il rejette le cinéma en tant qu’exemple de ce qu’il a à l’esprit. Néanmoins, bien plus tard, dans Cinéma I et Cinéma II, le philosophe Gilles Deleuze prend Matière et mémoire comme base de sa propre philosophie du cinéma et réexamine les concepts de Bergson en les joignant à la sémiotique de Charles Peirce.
C’est en 1911 dans The Birth of the Sixth Art que Ricciotto Canudo esquisse les premières théories,, se dressant alors dans l’ère du silence et s’attachant principalement à définir des éléments cruciaux. Les travaux et innovations des réalisateurs drainèrent davantage de réflexions. Louis Delluc, avec l’idée de photogénie, Germaine Dulac et Jean Epstein, qui voient dans le cinéma à la fois un moyen de dépassement et de réunion du corps et de l’esprit, sont les principaux acteurs d’une avant-garde française, suivie de près par les théories allemandes qui, influencées par l’expressionnisme, se tournent davantage vers l’image. On remarque en parallèle la Gestalt, qui naît entre le XIXe siècle et le XXe siècle sous l’égide de Ernst Mach.
Du côté soviétique, les théoriciens-cinéastes tiennent le montage pour l’essence du cinéma. Le thème privilégié de Sergueï Eisenstein sera la création sous tous ses aspects, soit tout ce qui permet d’envisager la création d’un « langage » d’image-concept et une théorie générale du montage, révélateurs l’un et l’autre des lois identiques de la réalité et de la pensée. De son côté, Dziga Vertov se fera porte-voix de la nouveauté et du futurisme. Sa théorie, correspondant au montage de fragments aux petites unités de sens, souhaite la destruction de toute la tradition pour la remplacer par une « fabrique des faits », conception radicale du cinéma s’il en est. Le montage « honnêtement narratif » américain, mis en théorie par Poudovkine, l’emportera cependant dans le cinéma mondial.
La théorie du cinéma formaliste, conduite par Rudolf Arnheim, Béla Balázs, et Siegfried Kracauer, souligne le fait que le cinéma diffère de la réalité, et qu’en ceci, c’est un véritable art. Lev Koulechov et Paul Rotha, ont aussi mis en lumière la différence entre cinéma et réalité et soutiennent l’idée que le cinéma devrait être considéré comme une forme d’art à part entière. Après la Seconde Guerre mondiale, le critique de cinéma et théoricien français André Bazin réagit à l’encontre de cette approche du cinéma en expliquant que l’essence du cinéma réside dans son habileté à reproduire mécaniquement la réalité et non pas dans sa différence par rapport à la réalité. Bazin se tourne davantage vers une approche ontologique du cinéma et façonne ainsi une théorie du cinéma réaliste. L'image cinématographique poursuivrait l'objectivité de l'image photographique dont le pouvoir est de capter comme l'essence d'un instant. On retrouvera cette conception à plusieurs reprises et selon différentes déclinaisons comme chez Andreï Tarkovski dans Le Temps scellé ou en la combinant à la phénoménologie de Gadamer dans La tentation pornographique de M. Dubost. Contre Bazin et ses disciples, Jean Mitry élabore la première théorie du signe et de la signification au cinéma, sans vouloir assimiler, même par analogie, l’image visuelle et les structures filmiques avec le langage verbal, comme ce sera la tentation de la sémiologie lorsque, dans les années 1960 et 1970, la théorie du cinéma investira le monde universitaire, important des concepts depuis des disciplines établies comme la psychanalyse, l’étude des genres, l’anthropologie, la théorie de la littérature, la sémiotique et la linguistique. La sémiologie du cinéma prendra diverses formes : psychanalyse, formalisme russe, philosophie déconstructive, narratologie, histoire, etc. Son importance réside dans l’« analyse textuelle », la recherche dans le détail des structures de fonctionnement des films.
À partir des années 1960, se produit un clivage entre la théorie et la pratique du cinéma. Cette autonomie souhaitée restera toute relative : lorsque, avec sa « grande syntagmatique du film narratif », Christian Metz se propose, en 1966, de formaliser les codes implicites au fonctionnement du cinéma, Jean-Luc Godard déconstruit de tels codes à l’intérieur de ses œuvres. Les années 1980 mettront fin à une époque fertile en théories. Naîtront alors d'autres réflexions, notamment celles orientées vers la narratologie de même qu'un certain nombre de théories visant la redécouverte du cinéma des premiers temps. À ce titre, les travaux du théoricien québécois André Gaudreault et du théoricien américain Tom Gunning sont particulièrement exemplaires.

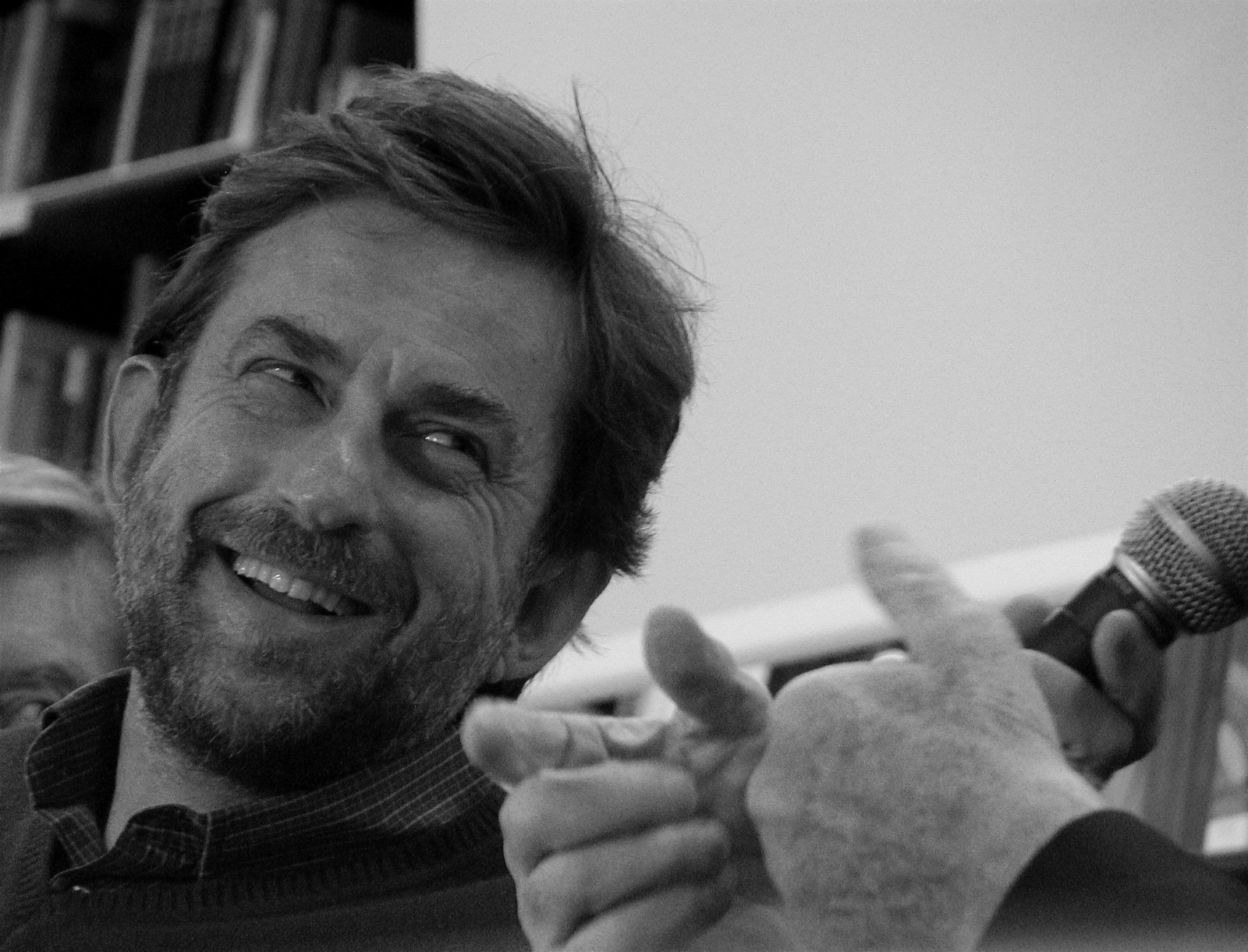
Nanni Moretti, cinéaste fortement influencé par le cinéma mental.

Pendant les années 1990, la révolution du numérique dans les technologies de l’image a eu divers impacts en matière de théorie cinématographique. D’un point de vue psychanalytique, après la notion du réel de Jacques Lacan, Slavoj Žižek offrit de nouveaux aspects du regard extrêmement utilisés dans l’analyse du cinéma contemporain.
Dans le cinéma moderne, le corps est filmé longuement avant sa mise en action, filmé comme un corps qui résiste. Chez certains cinéastes, c’est le cerveau qui est mis en scène. À travers ce mouvement, appelé cinéma mental, on retrouve une violence extrême, toujours contrôlée par le cerveau. Par exemple, les premiers films de Benoît Jacquot sont fortement imprégnés par ce mouvement : les personnages sont repliés sur eux-mêmes, sans éclaircissement sur leur psychologie. Jacquot déclarera en 1990, à propos de La Désenchantée : « je fais des films pour être proche de ceux qui font les films : les acteurs. Parfois les jeunes metteurs en scène voudraient ériger les acteurs en signe de leur monde. Je ne cherche pas à montrer mon monde propre. Je cherche bien davantage à travailler le monde du film. C’est une connerie de dire que l’acteur rentre dans la peau de son personnage. Ce sont les personnages qui ont la peau de l’acteur ». Plusieurs autres cinéastes, comme André Téchiné, Alain Resnais, Nanni Moretti, Takeshi Kitano ou encore Tim Burton furent influencés par le cinéma mental.

## Mouvements et écoles
Un mouvement au cinéma peut être entendu comme une manière de ressentir l’œuvre. Heinrich Wölfflin les appela initialement « bouleversements du sentiment décoratif ». Gilles Deleuze a remarqué, dans son livre L’Image mouvement, que les mouvements cinématographiques marchaient de pair avec les mouvements en peinture. Le cinéma classique visait à rendre claire la relation entre l’action et la réaction, mais de nouveaux mouvements naquirent.

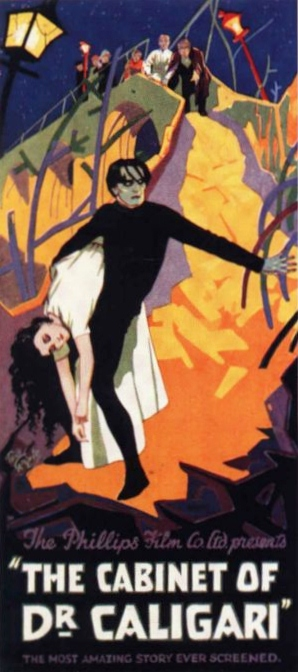
Affiche du film expressionniste Le Cabinet du docteur Caligari.

Au début des années 1920, l’expressionnisme, en peinture, déforme les lignes et les couleurs pour affirmer un sentiment. Au cinéma, il s’exprimera principalement par un jeu typé des acteurs et par l’opposition de l’ombre et de la lumière. L’expressionnisme confronte ainsi le bien et le mal, comme dans Le Cabinet du docteur Caligari, de Robert Wiene, l’un des premiers films expressionnistes. Ce mouvement s’est développé en Allemagne, ce pays qui se remettait peu à peu de la guerre, mais ne réussissait pas à rivaliser avec le cinéma hollywoodien. C’est alors que les réalisateurs du studio allemand Universum Film AG développent une méthode pour compenser ce manque, via le symbolisme et la mise en scène. Le côté abstrait des décors provenait donc, en premier lieu, du manque de moyens. Les principaux thèmes de ce mouvement était la folie, la trahison et autres sujets spirituels, se différenciant ainsi du style romanesque-aventure du cinéma américain. Cependant, l’expressionnisme disparut progressivement, mais il fut utilisé dans les films policiers des années 1940 et influença le film noir et le cinéma d’horreur.
Vient alors l’abstraction lyrique, qui, à la différence de l’expressionnisme, mélange lumière et blanc. Il n’y a plus de conflit, mais la proposition d’une alternative. Cette alternative se présente différemment chez les cinéastes, elle est esthétique et passionnelle chez Josef von Sternberg et Douglas Sirk, éthique chez Carl Theodor Dreyer et Philippe Garrel, religieuse chez Robert Bresson, ou un mélange de toutes ces formes comme dans l’œuvre d’Ingmar Bergman. Dans l’abstraction lyrique, le monde se déploie souvent à partir d’un visage. S’ensuit alors un jeu de lumière mettant en valeur les traits, ou conduisant dans un univers personnel. Dans Shanghai Gesture, Sternberg dit : « tout peut arriver à n’importe quel moment. Tout est possible. L’affect est fait de ces deux éléments : la ferme qualification d’un espace blanc mais aussi l’intense potentialité de ce qui va s’y passer ».
Dans les années 1950, le cinéma moderne désenchaîne l’image de l’action. Il est né de la désarticulation des choses et des corps, après la guerre. Il s’oppose aux traditions auparavant établies. Le cinéma moderne préfère la vision cinématographique : l’image n’est plus forcée de trouver son sens et son but, elle est libre. Dans L’Heure du loup, d’Ingmar Bergman, Johan Borg, joué par Max von Sydow, dit : « maintenant le miroir est brisé, il est temps que les morceaux se mettent à réfléchir ». Le cinéma moderne brise la représentation classique de l’espace, une nouvelle idée de la forme naît.
Dans le même temps, de 1943 à 1955, le néoréalisme prend forme en Italie. Il se présente comme le quotidien en l’état, il se voit comme un milieu entre scénario et réalité. Les films de ce mouvement sont donc souvent des documentaires. Ce sont des personnes dans la rue qui sont filmées, plus des acteurs. Ce mouvement est né aussi de la conclusion de la Seconde Guerre mondiale et du manque de moyen de financement. Ici, le réalisateur ne porte plus son attention sur la personne, mais sur l’ensemble : l’individu ne peut pas exister sans son environnement. De plus, plutôt que de montrer quelque chose, on préfère la narrer. Selon André Bazin, le néoréalisme ressemble à une forme de libération, celle du peuple italien après la période fasciste. D’un autre côté, Gilles Deleuze voit le néoréalisme comme une démarcation de l’image-mouvement et de l’image-temps.
Toujours dans les années 1950, est ensuite apparue la nouvelle vague, terme énoncé la première fois dans L'Express par Françoise Giroud. Ce mouvement se distingua des précédents par une vitalité qui déclencha un renouveau du cinéma français. La nouvelle vague cherche à inscrire le lyrisme dans le quotidien et refuse la beauté de l’image. Avec la nouvelle vague, les nouvelles technologies permettent une nouvelle manière de produire et de tourner un film : l’arrivée de la caméra Éclair 16 utilisant le format 16 mm, légère et silencieuse, permet des tournages en extérieur plus proche du réel. La rupture entre le cinéma tourné en studio et le cinéma tourné en extérieur est notamment mise en valeur dans La Nuit américaine de François Truffaut, filmé en 1973. Le mouvement de la nouvelle vague déclenche aussi la transgression de certaines conventions comme la continuité, par exemple dans À bout de souffle de Jean-Luc Godard, ou encore le regard caméra, si longtemps interdit. Dans cette optique, les cinéastes visaient à mettre en valeur la réalité : les souvenirs surgissent entrecoupés, jamais de façon nette et ordonnée.
Puis un nouveau mouvement apparaît : la résistance des corps. Ce qui change, en comparaison avec les mouvements précédents, c’est la prise de vues du corps, qui est filmé avant sa mise en action, et comme un corps qui résiste. Le corps, ici, n’est plus un obstacle qui séparait auparavant la pensée d’elle-même, au contraire, c’est ce dans quoi elle va pour atteindre la vie. En quelque sorte, le corps ne pense pas, il force à penser, à réagir face à la vie. Gilles Deleuze déclarera :

« Nous ne savons même pas ce que peut un corps : dans son sommeil, dans son ivresse, dans ses efforts et ses résistances. Le corps n’est jamais au présent, il contient l’avant et l’après, la fatigue, l’attente. La fatigue, l’attente, même le désespoir sont des attitudes du corps. »

La résistance des corps est remarquable dans l’œuvre de John Cassavetes où la caméra est toujours en mouvement, parallèle aux gestes des acteurs. À travers l’image, le spectateur cherche les visages, les corps dans de longues séquences. De même, le rythme n’est plus égal à la capacité visuelle du spectateur. Il répond, comme dans l’art informel, à la constitution d’un espace du toucher, plus que de la vue. Dans le cinéma de Maurice Pialat, qui filme à vif un homme et cherche à montrer l’essentiel, dépourvu de tout esthétique, pour y exhiber la vérité intime de son personnage, il dira « le cinéma c’est la vérité du moment où l’on tourne ». Par contre, le dialogue reste omniprésent dans la résistance des corps, toujours moyen d’expression important dans le film. Cependant, il n’explique pas les sentiments des personnages, il fait avancer l’action, mais pas l’évolution des personnages dans cette action. Au début des années 1980, avec Maria Koleva est introduit le concept de film-livre.
Dans les années 1990, les Danois Lars von Trier et Thomas Vinterberg lancent le Dogme95, en réaction aux superproductions et à l’utilisation abusive d’effets spéciaux aboutissant, selon eux, à des films formatés et impersonnels. Via un manifeste, ils définissent des contraintes pour la réalisation de films dans le cadre de ce mouvement radical. Dogme95 interdit par principe l’utilisation de la musique d'accompagnement, n'acceptant que celle qui est effectivement jouée à l'écran par les comédiens.
Le cinéma indien développe une industrie très productive incluant le fameux « Bollywood », des films musicaux et chantants, dans lesquels le récit est secondaire, et la romance amoureuse mise en avant, prétexte à de nombreux solos ou duos chantés. La musique y est la plupart du temps pré-enregistrée, et mimée par les acteurs, via la méthode du playback. Ce sont ainsi des chanteurs professionnels qui forment la postsynchronisation des voix. Cependant, plus récemment, les acteurs chantent eux-mêmes dans leurs films, comme Aamir Khan dans Ghulam (1998) ou Hrithik Roshan dans Guzaarish (2010).

## Critique cinématographique
Un critique est une personne qui donne son avis sur un film, dans un média tel que la télévision, la radio ou la presse. Lorsqu’ils ont de l’influence, les critiques peuvent déterminer la fréquentation en salle du film. Certains ont d’ailleurs donné leur nom à une récompense, comme Louis Delluc. Il existe en outre des associations de critiques permettant la distribution de prix.

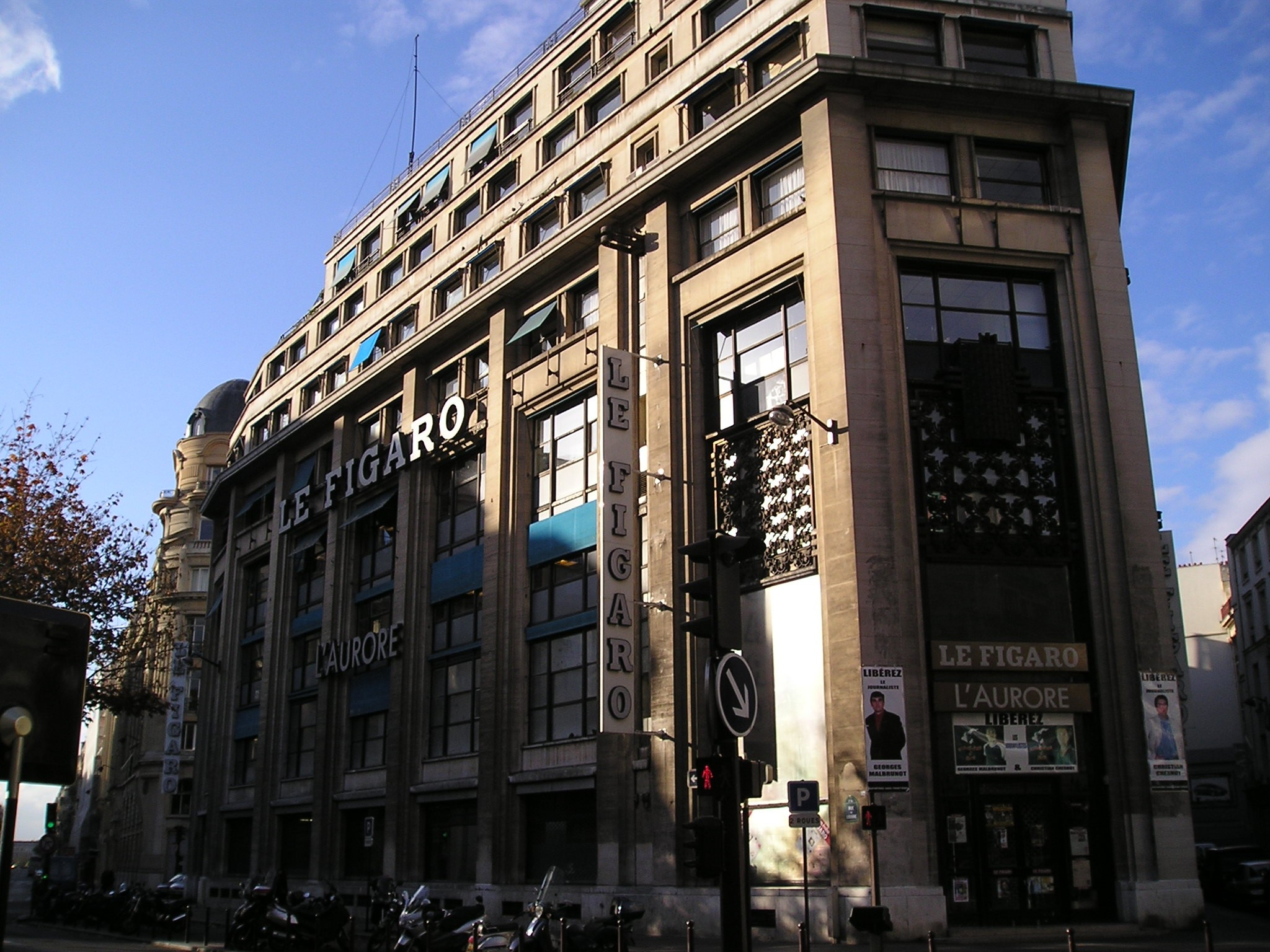
Ancien siège du Figaro, l’un des premiers magazines à consacrer de la place à la critique

Le métier de critique a été quelquefois controversé : pour certains, le critique pouvait voir gratuitement les films avant leur sortie et se faire payer pour écrire un article. Pourtant, lorsqu’il va voir un film, il doit parler selon son opinion, ou admettre le succès d’un film auprès de son public, même s’il ne lui plaît pas : chaque film a son public. De plus, le critique doit pouvoir rapprocher un film d’un autre, lequel aurait influencé le premier par la mise en scène ou la prise de vues.
La critique a débuté dès décembre 1895 alors que le cinématographe naissait, l’invention suscitant de nombreux articles dans la presse. Cependant, jusqu’au début du XXe siècle, la critique ne représente que des propos techniques, dans des revues sur la photographie car le cinéma n’était pas alors considéré comme un art majeur et aussi influent que le théâtre par exemple. C’est en 1912, dans Le Figaro, qu’une enquête est réalisée sur la concurrence grandissante exercée par le cinéma sur le théâtre. Dès lors, dans les critiques, sont intégrées des anecdotes sur les productions mais tout reste encore publicitaire : si l’on écrit sur un film, c’est pour faciliter ses entrées en salle.
En 1915, Louis Delluc regarde Forfaiture de Cecil B. DeMille et il est frappé par la qualité de l’image. Il décide alors de tout abandonner pour se consacrer à ce qu’il considère comme un véritable art : il écrira son premier article dans la revue Film, le 25 juin 1917. Ensuite, il persuadera le rédacteur en chef de Paris-Midi de donner au cinéma la place qu’il mérite en affirmant : « nous assistons à la naissance d’un art extraordinaire ». Par la suite les grands journaux français développent des rubriques entièrement consacrées au cinéma, comme Le Petit Journal en automne 1921, et où il n’y a plus de publicité : la critique n’est plus vendeuse de film, mais elle analyse.

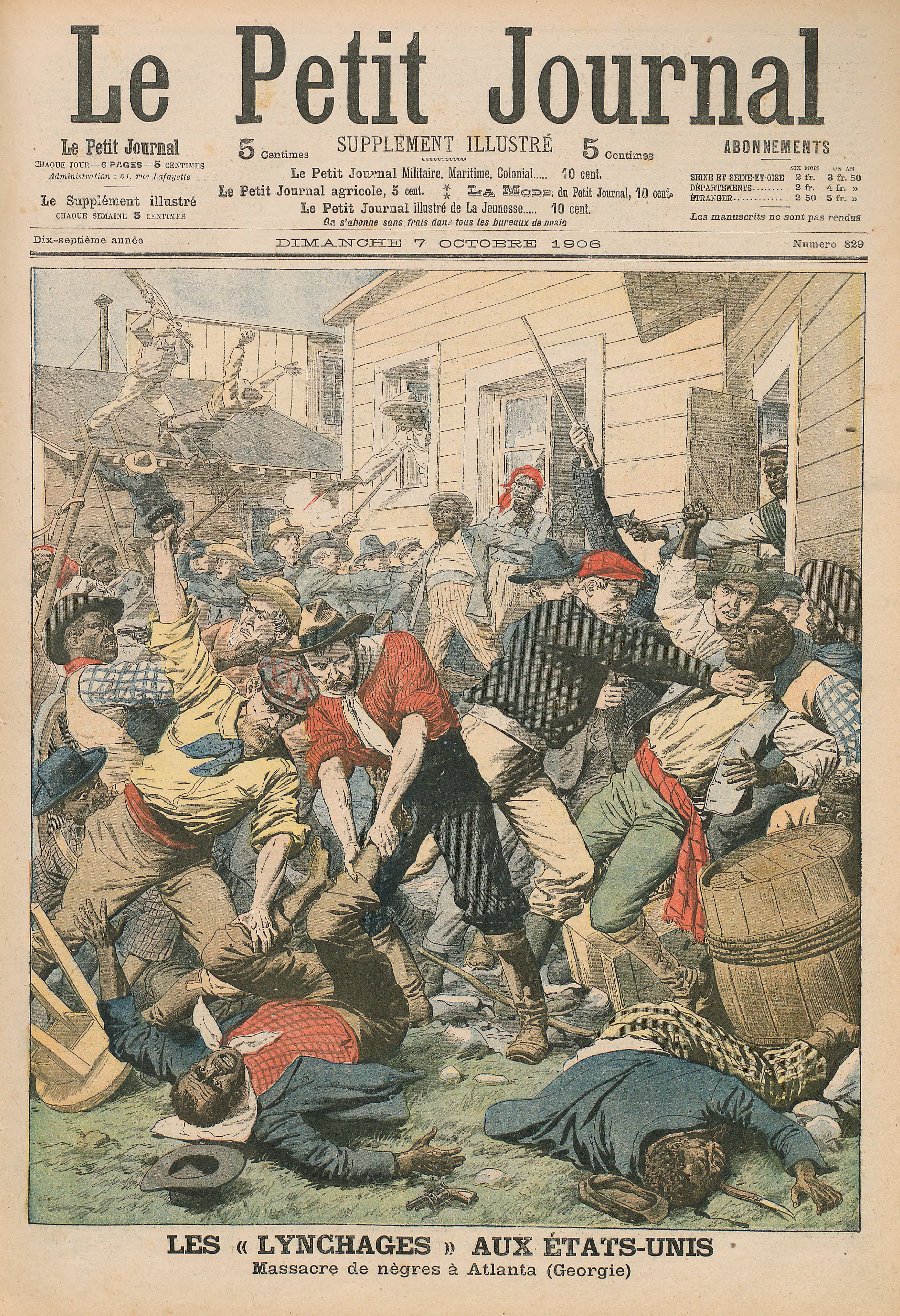
Première page du Petit Journal qui consacre une rubrique au cinéma, dépourvue de publicité.

Après la Première Guerre mondiale, le cinéma prend une place considérable, supérieure au théâtre. Tous les quotidiens ont désormais une section destinée à la critique et des revues spécialisées sont créées, telles que Cinémagazine ou Cinémonde, ainsi, dans un monde plus universitaire que la Revue d'études cinématographiques (611 contributions en ligne en 2012 avec Persée), spécialisée dans les études cinématographiques et la théorie et ou l'analyse de différentes approches, méthodes et disciplines (esthétique, sémiotique, histoire, communications, etc.) du domaine du cinéma.
C’est à André Bazin que l’on doit la hiérarchisation du métier de critique. En décembre 1943, il s’attaque au caractère limité des chroniques et à l’absence de culture des auteurs. En 1951, sont fondés les Cahiers du cinéma par Joseph-Marie Lo Duca et Jacques Doniol-Valcroze, très vite rejoints par André Bazin. À travers leurs critiques, ils dénonceront le manque d’exigence des autres magazines, qui tolèrent tous les films, qu’ils soient de qualité ou médiocres. L’influence du magazine est dès lors majeure en France. Au vu du succès grandissant et de l’influence des Cahiers, d’autres revues spécialisées naissent, comme Positif à Lyon en 1952 sous la plume de Bernard Chardère. Positif, pour se différencier des autres critiques, ne s’attaque pas seulement à la critique de films mais aussi à l’histoire du cinéma. Les deux magazines se livreront une lutte acharnée, les cinéastes appréciés par l’un étant dépréciés par l’autre. Et s’ils viennent à aimer le même réalisateur, ils se battront pour déterminer lequel l’a admiré en premier. C’est durant cette période que sera créée la politique des auteurs. Parallèlement, en Amérique du Nord, la revue Séquences voit le jour à Montréal en 1955. Elle sera longtemps dirigée par le professeur et auteur Léo Bonneville. Aujourd'hui encore en activité, elle se distingue par son côté pluraliste et par le fait qu'elle demeure à ce jour[Quand ?] la plus ancienne revue francophone de cinéma en Amérique.
En 1962, avec la naissance de la Semaine internationale de la critique, à Cannes, la presse cinématographique devient de plus en plus appréciée et donne un renouveau à la cinéphilie. Elle intervient ainsi dans les quotidiens pour lutter contre la censure française,.
En 1980, avec l’émergence de la télévision et l’effondrement des ciné-clubs, la critique cinématographique recule et plusieurs magazines n’ont plus les moyens de se maintenir. De nos jours, des critiques, qu’ils soient professionnels ou amateurs, peuvent publier leur revue ou critique sur le Web, payantes ou gratuites. Quoique leur métier ait beaucoup perdu d’importance dans la presse, les critiques conservent une certaine influence et peuvent encore contribuer à faire ou défaire la réputation d’un film.
Parallèlement, des associations de critiques se sont organisées pour récompenser chaque année les films qu’ils considèrent comme majeurs, ou donner des prix de la critique dans les festivals. On retrouve notamment parmi eux la NYFCC Award, le Prix du Cercle des critiques de film de Londres ou encore le prix FIPRESCI et la National Society of Film Critics.

## Les Nouvelles Vagues

François Truffaut et Claude Jade, qui ont tourné à la fin des années 1960 Baisers volés, transition entre l'expérimentation formelle et la nouvelle qualité, lors de l'avant-première de leur troisième film commun, L'Amour en fuite, 1979

Les années 1960 marquent le déclin de l'âge d'or d'Hollywood. L'abolition du Code Hays marque la fin du cinéma hollywoodien classique, dont les recettes éprouvées étaient de plus en plus en crise. Des réalisateurs célèbres comme Alfred Hitchcock ou John Ford avaient terminé leur œuvre majeure et les légendaires stars de l'âge d'or commençaient à prendre de l'âge. Les grands studios étaient dirigés par de vieux hommes comme Jack Warner, dont certains occupaient leur poste depuis l'époque du cinéma muet et n'avaient plus aucun contact avec la réalité sociale. De plus en plus de films sont produits en dehors du public et, dans une tentative désespérée de reconquérir leurs spectateurs, les studios pompent au milieu des années 1960 des sommes énormes dans des films monumentaux et des comédies musicales de moindre importance artistique.
C'est à cette époque que de nouveaux courants cinématographiques créatifs se développent en Europe. Le metteur en scène y acquiert une importance croissante et devient de plus en plus important en tant que scénariste. Ce n'était pas le cas, à quelques exceptions près (Ernst Lubitsch, Billy Wilder, Otto Preminger, Alfred Hitchcock), dans le cinéma hollywoodien des années 1950 et du début des années 1960.
La Nouvelle Vague française débute en tant qu'époque du cinéma d'auteur à la fin des années 1950 avec Les 400 coups. (1959) de François Truffaut. Les films de cette époque sont basés sur la théorie de la politique des auteurs, développée par un groupe de critiques qui écrivaient pour la revue cinématographique Cahiers du cinéma. Ils revendiquaient une autonomie artistique claire pour le réalisateur et s'opposaient à la tradition de la qualité du cinéma français. Parmi ces critiques figuraient, outre Truffaut, Claude Chabrol, Éric Rohmer, Jacques Rivette et Jean-Luc Godard qui, en 1960, avec À bout de souffle (d'après un scénario de Truffaut). Parmi les grands succès publics, on peut citer Jules et Jim de Truffaut. (1962) et Baisers volés (1968) ainsi que Pierrot le fou de Godard. (1965). Avec cette Nouvelle Vague et les réalisateurs Truffaut, Godard, Chabrol et Jacques Demy, une jeune génération d'acteurs comme Jean-Paul Belmondo, Jeanne Moreau, Jean-Pierre Léaud, Catherine Deneuve, Brigitte Bardot, Anna Karina, Françoise Dorléac, Claude Jade et Stéphane Audran vient rejoindre les stars déjà bien établies du cinéma français et international.
Le parallèle anglais à la Nouvelle Vague est en quelque sorte le Free Cinema, qui avait le vent en poupe au début des années 1960. Les films racontaient généralement des histoires de la classe ouvrière anglaise et attiraient ainsi l'attention sur les dysfonctionnements sociaux. Ce sont surtout les adaptations cinématographiques de l'auteur Alan Sillitoe qui sont devenues célèbres. Les pendants des nouvelles stars en France sont, avec le Free Cinema en Grande-Bretagne, Albert Finney, Rita Tushingham, Tom Courtenay, Rachel Roberts, David Warner et Julie Christie.
En Amérique latine également, un nouveau style de film a vu le jour, qui trouvait son origine dans la lutte de la population contre l'oppression politique et économique, ce qu'on appelle le Cinema Novo. Dans les années 1960, les artistes se considéraient souvent comme des acteurs politiques, ce qui a donné naissance à une série de films politiquement pertinents, et pas seulement en Amérique latine : dans de nombreux pays d'Europe de l'Est, des cinéastes se sont élevés contre les régimes dictatoriaux.
Le cinéma allemand a également été révolutionné : un groupe de jeunes cinéastes s'est consacré à des innovations de style et de contenu dans le cinéma. D'une part, les conventions stylistiques traditionnelles ont été jetées aux orties, d'autre part, les nouveaux films traitaient souvent de sujets politiquement brûlants. Les réalisateurs influents du Nouveau film allemand sont Werner Herzog, Volker Schlöndorff, Wim Wenders, Hans-Jürgen Syberberg. Hans W. Geißendörfer et Rainer Werner Fassbinder. Ils remplacent les stars allemandes du Heimatfilm et du cinéma de divertissement peu exigeant : Angela Winkler ou Bruno Ganz, de nouveaux acteurs s'établissent également en Allemagne. Les réalisateurs allemands font également appel à plusieurs reprises à des stars de la Nouvelle Vague. Ainsi, Anna Karina joue chez Schlöndorff aux côtés de l'icône du Free Cinema David Warner dans Michael Kohlhaas - le rebelle et chez Geißendörfer aux côtés de Gottfried John dans Carlos, Charles Aznavour dans Tirez sur le pianiste de Truffaut chez Geißendörfer (La Montagne magique) et Schlöndorff (Le Tambour). Geißendörfer fait également appel à l'icône de la Nouvelle Vague Jean Seberg pour Die Wildente.
La « Nouvelle Vague » française influence en outre le cinéma en Tchécoslovaquie, en Pologne et au Japon, où de nouveaux courants voient également le jour. Le Polonais Roman Polanski (Le Couteau dans l'eau) se rend en France et en Grande-Bretagne, où il travaille avec l'auteur Gérard Brach ainsi qu'avec les sœurs Nouvelle Vague Catherine Deneuve (Répulsion) et Françoise Dorléac (Cul-de-sac), le Tchèque Miloš Forman (Les Amours d'une blonde) fera plus tard partie du Nouvel Hollywood (Vol au-dessus d'un nid de coucou.

## Cinéphilie

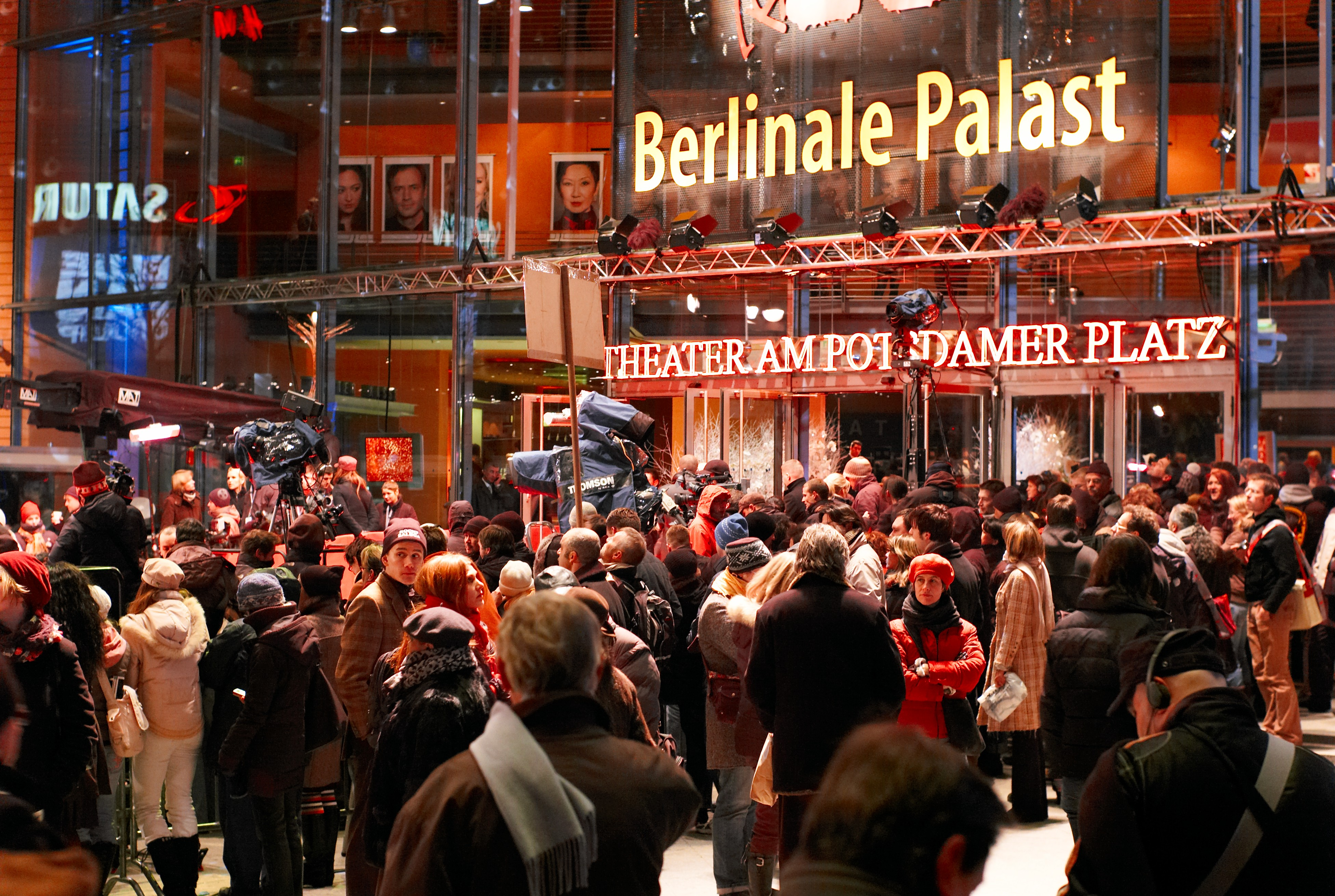
Foule de cinéphiles lors de la Berlinale, en 2007.

La cinéphilie est un terme dont la signification courante est l’« amour du cinéma ». De nos jours, l’expression de cette passion du cinéma peut être multiple ; cependant, le terme fut à l’origine utilisé pour caractériser un mouvement culturel et intellectuel français qui s’est développé entre les années 1940 et la fin des années 1960. On dit communément qu’une personne est cinéphile lorsqu’elle consacre une part importante de ses loisirs à la vision de films et/ou à l’étude du cinéma. De plus, un cinéphile peut également collectionner les affiches de films ou divers produits dérivés. En raison de son caractère potentiellement addictif, la cinéphilie est comparée par André Habib à une véritable « maladie, férocement contagieuse, dont on ne se débarrasse que très rarement ».
L’évolution de la cinéphilie est très influencée par celle du cinéma. Il fut un temps où, une fois sa distribution en salle terminée, un film disparaissait. Le rater lors de sa sortie revenait à ne plus pouvoir le voir, à moins de mener une recherche assidue dans une cinémathèque. Pour être cinéphile, il fallait donc voyager, et suivre de près l’évolution des styles. Aujourd’hui, rater un film lors de sa sortie en salle n’est plus un problème, la plupart des films étant par la suite diffusés à la télévision ou en DVD. Cependant, une part significative des cinématographies dites « rares » reste difficile d’accès, et les cinéphiles peuvent alors attendre plusieurs années une édition (ou réédition) en DVD ou une diffusion lors d’un festival. Voici ce que déclare Jean Tulard, universitaire et historien français :

« Dans l’ancienne cinéphilie, le film était une denrée rare, dans la mesure où un film, une fois qu’il était sorti dans le secteur commercial, disparaissait. Il n’y avait pas, comme aujourd’hui, 40 chaînes de télévision qui passent des films. Il n’y avait pas de vidéocassettes ni de DVD. Un film manqué lors de sa sortie ou non distribué était un film difficile à voir. Ce qui supposait, pour le cinéphile, l’effort de voyager pour le revoir dans une cinémathèque étrangère, et c’est ce qui explique que les cinéphiles de l’ancienne génération aient été les enfants de la Cinémathèque, c’est-à-dire les enfants d’Henri Langlois, qui passait, précisément, beaucoup de ces films manqués. »

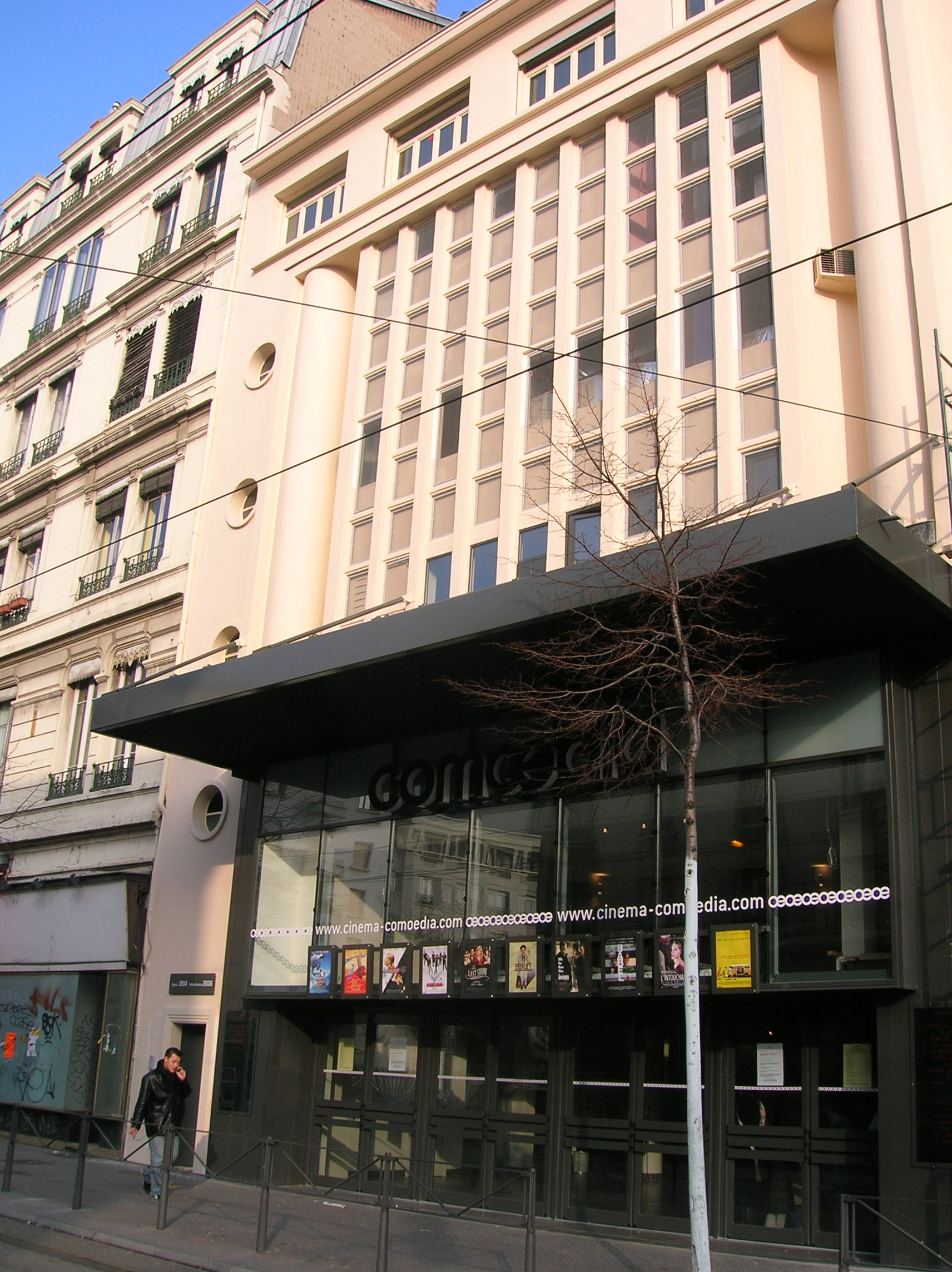
Le cinéma Comœdia, plusieurs fois soutenu par les cinéphiles lyonnais.

D’autre part, jusqu’à une certaine époque, il était possible pour un cinéphile d’avoir vu une grande part du patrimoine cinématographique mondial. C’était le cas de nombreux cinéphiles français entre les années 1940 et 1960. Aujourd’hui, compte tenu de la croissance quasi exponentielle de production des films depuis la naissance du cinéma, et bien qu’y consacrant leur vie, les cinéphiles ne peuvent plus en voir qu’une part infime. Pour les cinéphiles contemporains, le choix s’opère alors entre une approche qualitative (ne voir que les films reconnus ou primés, ou selon des critères plus personnels) ou une approche quantitative – on parle alors de cinéphagie.
La cinéphilie possède aussi d’autres influences : dès la naissance du cinéma, des ciné-clubs se sont développés pour réunir les amateurs de cinéma. On y étudie généralement l’histoire et les différentes techniques du cinéma, à la suite d’une projection d’un film. Les différents membres d’un ciné-club ont les mêmes intérêts et programment eux-mêmes leurs diffusions et discussions, ou débats. Au fil du temps, le concept a évolué et est de plus en plus affilié à une activité socio-culturelle variée. Il est ainsi adapté dans des programmes éducatifs, comme les « ciné-goûters », dans le cadre d’un objectif culturel comme un « ciné-philo » qui lie cinéma et philosophie, ou encore dans le cadre d’organisation à but lucratif, par l’organisation de soirées thématiques comme les « ciné-party »,.
L’arrivée de nouveaux médias dans la seconde moitié du XXe siècle a bouleversé les habitudes des cinéphiles. La télévision, le magnétoscope, le DVD et Internet ont popularisé une cinéphilie vue comme élitiste au plus fort de la fréquentation des ciné-clubs (des années 1940 aux années 1960). Mais cette popularité croissante n’a pas été répercutée sur la fréquentation cinématographique, car la cinéphilie se manifeste de moins en moins en salle. La fréquentation n’a en effet cessé de baisser depuis l’après-guerre, comme l’illustre le tableau détaillé sur la fréquentation des salles de cinéma dans les principaux pays où le cinéma occupe une place majeure, depuis 1950 :
| Pays        | 1950 | 1955 | 1965 | 1975 | 1985 | 1995 | 2000 | 2005 |
| ----------- | ---- | ---- | ---- | ---- | ---- | ---- | ---- | ---- |
| Allemagne   | 10,2 | 15,1 | 5,1  | 2,3  | 1,8  | 1,5  | 1,9  | 1,54 |
| États-Unis  | 20,5 | 14,2 | 6,6  | 4,6  | 5,1  | 4,8  | 5,2  | 4,7  |
| France      | 8,9  | 9,1  | 5,3  | 3,5  | 3,2  | 2,3  | 2,9  | 2,98 |
| Italie      | 14,2 | 16,7 | 12,5 | 8,9  | 2,2  | 1,6  | 1,6  | 1,86 |
| Japon       | 13,9 | 13,6 | 3,9  | 1,7  | 1,2  | 1,0  | 1,1  | 0,9  |
| Royaume-Uni | 29   | 26   | 6,7  | 2,1  | 1,3  | 2,0  | 2,4  | 2,73 |

## Économie
L’économie et le cinéma ont toujours été très proches : l’aspect économique explique parfois même l’histoire ou l’esthétisme de l’image,.
L’industrie cinématographique nécessite un financement. Or, avec le temps, les manières de produire et distribuer un film ont évolué. À titre d’exemple, durant les années 2000, les frais d’édition d’un film français sont en moyenne de 652 000 €,. Près de 44,7 % de cette valeur sont utilisés dans l’achat d’espaces publicitaires, c’est-à-dire 207 500 € en moyenne. Viennent ensuite les frais de laboratoire qui mobilisent à 31,8 % du budget, et la conception du matériel publicitaire qui coûte en moyenne 51 000 €. Néanmoins, ces valeurs varient selon le nombre de copies du film.

### Financement

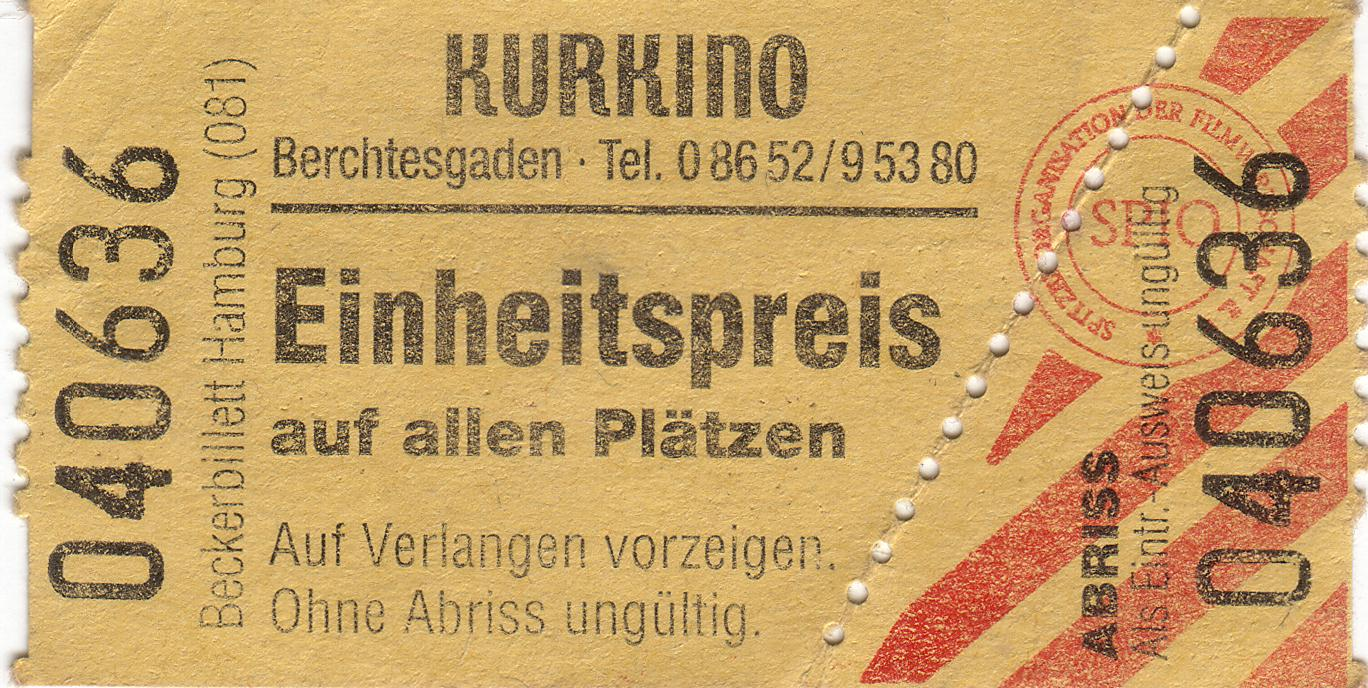
Un ticket de cinéma.

Les enjeux financiers autour d’une œuvre cinématographique sont généralement considérables. Cela est dû à la présence d’un grand nombre d’intervenants dans le processus de création d’un film, ainsi qu’aux moyens techniques utilisés, souvent importants. Une activité économique s’est donc organisée dès les débuts du cinéma pour assurer d’une part la collecte des fonds nécessaires à la production et d’autre part la rentabilisation des investissements. Les résultats au box-office sont donc déterminants d’autant que les recettes des autres médias (télévision, vidéo…) sont corrélées au succès en salles (le prix de vente aux chaînes de télévision est fonction du nombre de spectateurs).
Ainsi, les chaînes de télévision se sont impliquées de manière croissante dans le financement du cinéma et les industriels ont également apporté leur concours en utilisant le grand écran comme vecteur de valorisation pour leurs produits (on parle alors de product placement). L’apparition de supports utilisables dans les foyers (dans un premier temps la cassette vidéo puis le DVD, et plus récemment le disque Blu-ray) représente à partir des années 1980 une nouvelle source de revenus de plus en plus importante. Parallèlement, la commercialisation de produits dérivés (jouets pour enfants, jeux vidéo ou encore le disque de la bande originale du film) et les campagnes conjointes (une marque s’associe au film afin de bénéficier de son image) complètent le panorama des recettes.
Pour aider au financement d’un long métrage, en France, et dans le but de favoriser les producteurs débutants, le Centre national du cinéma et de l'image animée leur délivre automatiquement un soutien financier. Dans la même optique, les SOFICA, sociétés de capital-investissement, financent près de 5,5 % des œuvres cinématographiques en échange d’un pourcentage sur les recettes mais sans aucun droit sur les négatifs. Depuis leur création en 1985, elles ont investi près de 380 000 000 € dans plus de sept cents films. Si pour le moment les producteurs sont les premiers ordonnanceurs d’un film, la télévision tend à les rattraper. Par exemple, TF1 a investi près de 234 600 000 francs dans dix-neuf films en 2000.
Cependant, il demeure d’autres pays, où cinéma et télévision n’ont pas ce même type de relation, et de financement a posteriori. Aux États-Unis, la télévision ne finance pas, ou peu, les productions, à la différence de grandes majors. De la même manière, le cinéma allemand est, lui, financé par subventions (en 1977, elles représentaient près de 80 % du financement des films). En Corée du Sud, les films sont financés par quotas dans les années 1960, pour essayer de refaire surface devant le cinéma américain, et en 1990, c’est grâce à l’intervention de trusts industriels (« chaebols ») que plus de 300 films seront produits par an,.

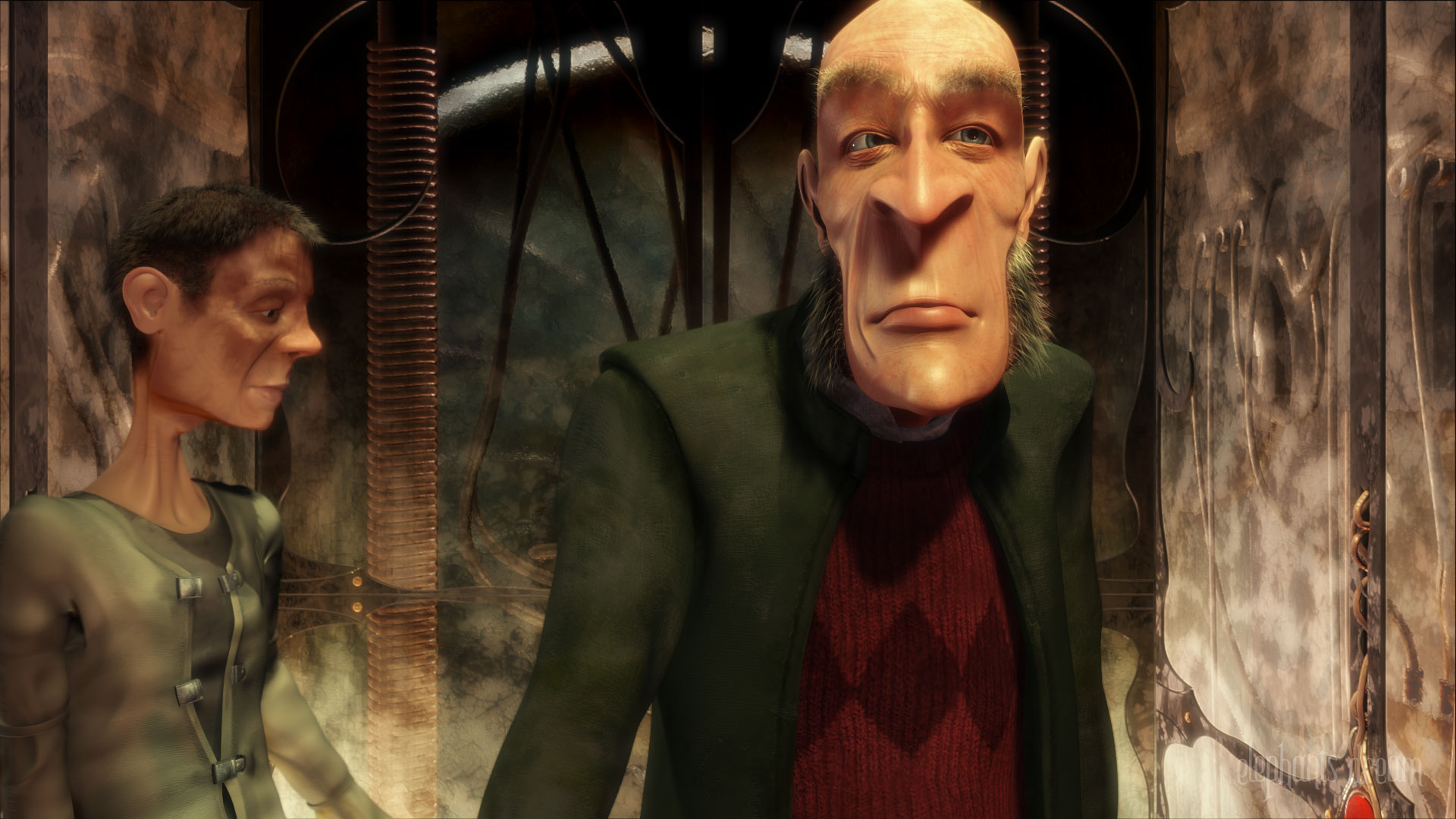
Elephants Dream, film distribué gratuitement sur Internet.

De plus, lors du développement, le vendeur, ou distributeur, du film joue désormais un rôle crucial dans l’élaboration du scénario et du script. En effet, pour décider de distribuer un film, le vendeur cherche une histoire souvent grand public, qui donnera un box-office bénéfique. En ce sens, le cinéma d'auteur n’est plus privilégié lors de la distribution.
Cependant, le développement du partage de fichiers informatiques pair à pair, qui permet l’échange entre particuliers de films sur Internet, fait craindre aux professionnels du cinéma une crise telle que celle que traverse l’industrie du disque.
Pourtant, d'après la MPAA, association de défense des intérêts de l'industrie cinématographique américaine, non seulement une telle crise n'existe pas, mais les bénéfices mondiaux ont augmenté de 54 % depuis 10 ans. On peut ainsi noter, en France, une fréquentation record des salles, avec 20 700 000 spectateurs, durant le mois de juillet 2009 : cela faisait trente ans qu'autant de personnes ne s'étaient pas déplacées pour aller voir un film,. Cette affluence peut s'expliquer par la sortie de films à gros budgets tels que L'Âge de glace 3, Harry Potter 6, Là-haut ou encore Public Enemies. Par ailleurs, la lutte contre le piratage n'a cessé d'augmenter : une copie des Bronzés 3 avait été publiée sur internet par des employés de TF1 qui ont été condamnés par le tribunal de Nanterre, ; de son côté, la Warner Bros. a décidé d'interdire les avant-premières au Canada. Par ailleurs, des projets de loi sont en discussion pour tenter de protéger l’industrie cinématographique.
Néanmoins, certains artistes ont déjà fait le choix de distribuer volontairement leurs films sur Internet. On remarque notamment Elephants Dream ou Le Bal des Innocents de Joseph Paris, tous deux disponibles sous la licence Creative Commons,. De la même manière, la Warner Bros. a réformé sa distribution vidéos depuis début 2009. C'est lors de la sortie en vidéo de The Dark Knight : Le Chevalier noir que la société de production a décidé d'inclure un téléchargement gratuit et légal sur internet, à l'acquéreur d'un DVD. En parallèle, Warner a décidé que la sortie en vidéo à la demande s'effectuerait en même temps que la sortie habituelle du format DVD/Disque Blu-ray. C'est dans cette initiative que la Warner voit une lutte contre le piratage.

## Cinéma et télévision

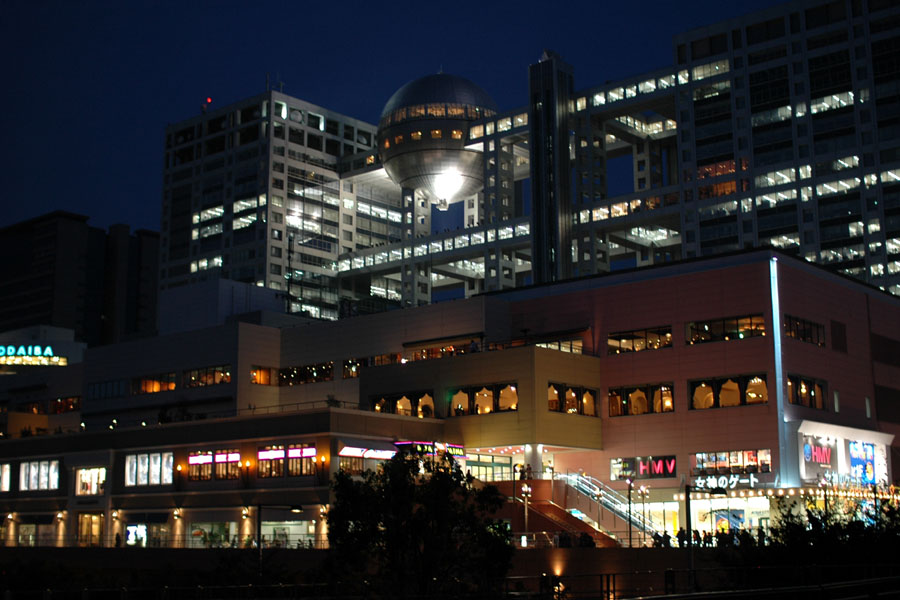
Siège d’un studio de télévision japonais.

Les liens entre cinéma et télévision ont été mis en valeur par Laurent Creton dans Le cinéma et l’argent. Le cinéma entretient des rapports compliqués avec la télévision, cette dernière est en effet le premier concurrent du cinéma,. L’adoption de la couleur à la télévision a ainsi eu un impact direct sur la fréquentation des salles en France, dans les années 1960.
Cependant, c’est aussi le premier client du cinéma. Les chaînes de télévision consacrent une part importante de leurs grilles horaires aux films ou aux documentaires car ces programmes leur garantissent des taux d’audience excellents. En contrepartie des accords imposent aux chaînes des montants d’investissement dans la filière cinématographique. Elles deviennent de ce fait coproductrices et prennent une part importante du financement des films par l’acquisition des droits de diffusion des films. Aujourd’hui, il est devenu incontournable à une production cinématographique d’obtenir une diffusion télévision pour monter un projet.
Pour les producteurs, l’importance de ces investissements est à la fois un élément rassurant, car c’est une diminution ou un partage du risque financier, et une perte de liberté. Bien souvent, le producteur est en effet amené à choisir les projets qui sont susceptibles d’être diffusables sur une chaîne de télévision. Bien que partiel, ce contrôle des producteurs par les chaînes de télévision induit une menace sur la diversité et l’originalité des films produits.

Siège de France Télévisions.

Les télévisions souhaitant diffuser des films reflétant une certaine diversité de cultures ne peuvent limiter leurs relations avec le cinéma aux producteurs nationaux. Deux cas de figure coexistent alors. Soit tous les droits pour le territoire national du film pressenti ont été achetés par un distributeur national, la chaîne télévisée négocie alors avec le distributeur. Soit les droits télévisés du film pressenti sont détenus par un vendeur international, à charge pour la chaîne télévisée de négocier avec ce vendeur international et de procéder elle-même au doublage ou au sous-titrage du film.
La réduction du temps de travail ainsi que l’augmentation du nombre de programmations, dont un nombre important de films, a permis à la télévision de se faire une place dans les familles. Pour la France, l’apparition de Canal+ en 1984 ainsi que d’autres chaînes a fait augmenter de manière significative le nombre de films programmés. Entre 1975 et 1984, sur les trois chaînes publiques, on pouvait voir cinq cents films programmés par an contre mille cinq cents en moyenne à partir de 1995 (dont 1⁄3 sur Canal +) et ce sans compter les rediffusions.
En France, le total annuel des visionnements de films a été multiplié par plus de dix en trente ans. Par visionnement, on entendra une entrée dans une salle de cinéma, ou un spectateur assis devant un écran (télévision, ordinateur) à domicile. Durant le même laps de temps, les proportions composant ce total ont été sensiblement modifiées en faveur des visionnements à domicile. Ainsi, aujourd’hui, seuls 2 % des visionnements prennent place dans une salle de cinéma. On notera par ailleurs qu’entre 1980 et 2002 les dépenses des ménages consacrées aux dépenses audiovisuelles sont parmi celles qui connaissent la hausse la plus importante. Mais, là aussi, la part de ce budget audiovisuel des ménages dévolue au cinéma a baissé au profit de dépenses audiovisuelles alternatives. Cette part est ainsi passée de 50 % en 1980 à 14 % en 2002.
Selon une étude de l'ABN AMRO (2000), à peu près 26 % des revenus des studios américains proviennent de la vente de tickets en salles, 28 % proviennent des diffusions à la télévision, et 46 % proviennent de la vente des formats domestiques (cassettes, DVD, Blu-Ray, Internet, etc.).

### Évolution du marché

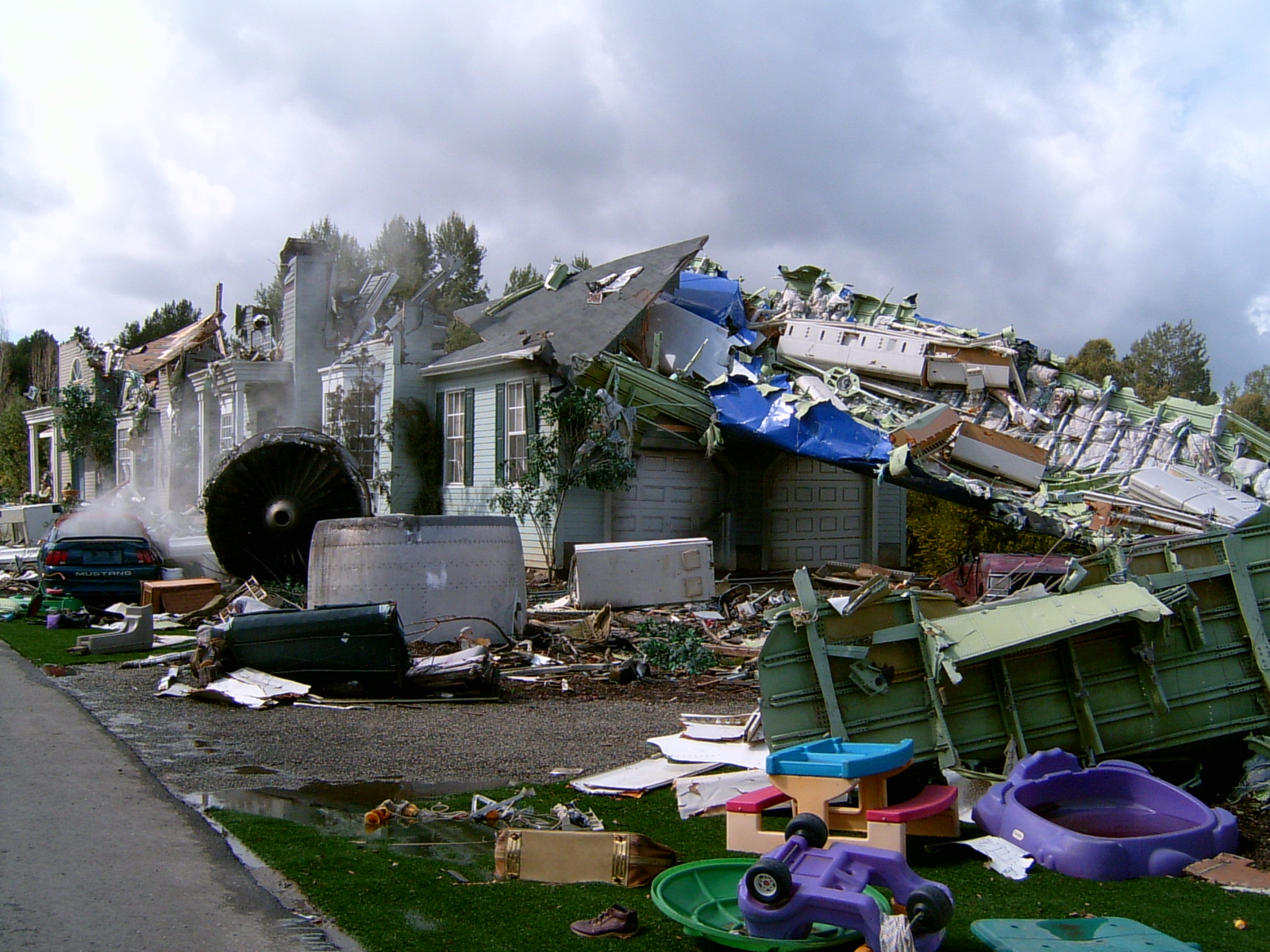
Décor du film La Guerre des mondes de Steven Spielberg,
score box-office mondial.

En tête des plus gros importateurs de longs métrages, on trouve les États-Unis et la France. En effet, le volume des échanges entre l’Europe et l’Amérique du Nord est important : en 1997, par exemple, 53 millions de Nord-Américains ont vu des films européens en salle tandis que 388 millions d’Européens ont vu des films américains. Néanmoins, la balance commerciale est favorable aux États-Unis, totalisant un revenu annuel de 5 600 000 000 $. Vient ensuite le Canada dont les salles ont projeté près de 220 films étrangers. Dès lors, il est possible d’opérer un rapprochement entre les pays producteurs et les pays exportateurs, en effet, les pays qui exportent le plus sont souvent ceux qui produisent le plus. L’Inde apparaît en première position avec une production à l’exportation de près de 60 % à destination des marchés d’Afrique.
Malgré l’importante diversité de la production cinématographique mondiale, les productions américaines trustent la plus grosse part du marché, présentant même des situations de quasi-monopole dans des pays tels que le Chili et le Costa Rica où 95 % des films importés proviennent des États-Unis, ou encore à Chypre où ce chiffre atteint 97 %. À l’inverse, le cinéma américain ne représente que 7 % du marché en Iran qui produit lui-même quelque 62 longs métrages par an, et dont les salles ont une programmation de films aux provenances très variées. De même, le continent africain apparaît comme le plus gros importateur de productions américaines où sa part de marché atteint 70 % contre 15 % pour les films européens. Cependant, les pays africains francophones consacrent une part égale aux productions américaines et européennes située autour de 40 %, le Maroc faisant exception avec 46 % de films américains, 20 % de films indiens et seulement 8,5 % de films français. D’autres cinémas, comme ceux de Hong Kong ou de Taïwan, dont les productions sont pourtant jugées moyennes, enregistrent un volume des ventes à l’export important, notamment à destination de l’Afrique et de l’Amérique du Sud où la pénétration du cinéma japonais est également notable. Cependant, ces chiffres sous-tendent un certain nombre de phénomènes invisibles tels que la diversité des cultures provoquant une diversité de la demande, le pouvoir des sociétés de distribution, ou encore des faits plus anecdotiques tels que la censure mise en place par quelques gouvernements qui constitue un frein à la production dans certains pays.

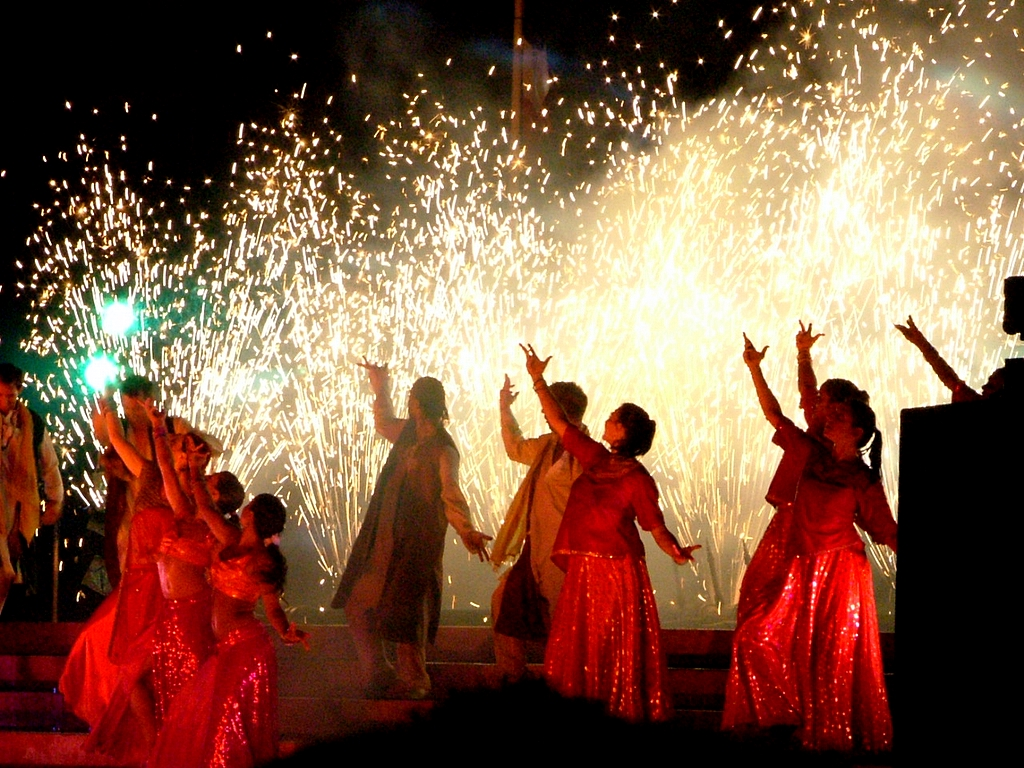
Bollywood : films indiens chantés et dansés.

Parallèlement, d’autres cinémas ont pris parti de l’évolution du marché, et ont réussi à faire leur place, avec une importation de plus en plus importante, c’est par exemple le cas du Bollywood, et plus généralement du cinéma indien. En Inde, les productions sont généralement peu coûteuses, la plus chère a atteint 10 000 000 $,. Jusqu’à la fin des années 1980, les films n’étaient pas diffusés en dehors de l’Inde elle-même, à quelques exceptions près comme le Maroc, à cause des distributions américaines et européennes dont l’influence était mondiale, ou du fait de la différence de culture. Cependant, avec l’amélioration des techniques liées aux effets spéciaux, les films bollywoodiens ont réussi à s’implanter, et à développer un marché plus large, comme Krrish tourné en 2006 ou Love Story 2050 (2007) dont le tournage a généré la participation de plus de cinq studios internationaux d’effets spéciaux. Ainsi, le cinéma indien s’est développé, et internationalisé. Cependant, avec l’évolution du marché, dans certains pays, on parle de déclin de l’industrie nationale cinématographique. C’est le cas par exemple en Italie. En parallèle à la chute de la fréquentation, en Italie, les salles de cinéma ne projettent que 19 % de films italiens, avec une production avoisinant les 138 films par an. L’Union européenne a pris l’initiative des coproductions entre ses pays, ainsi 41 films italiens, en 2004, sont des coproductions. Cependant, cela n’a pas suffi pour accroître la valeur du cinéma italien. Selon Marin Karmitz, c’est par l’influence de la télévision privée que ce déclin s’explique, destructrice de la créativité : il parlera alors d’un cheval de Troie en Europe pour le cinéma américain. En effet, face au déclin du cinéma national, les télévisions diffusent une grande majorité de films américains.
Le tableau suivant répertorie les pays produisant le plus de films en s’appuyant sur la moyenne annuelle de films produits entre 1988 et 1999. Plusieurs de ces pays n’exportent qu’une part infime de leurs productions, devançant parfois les plus gros exportateurs.
| Classement | Pays producteur    | Nombre moyen de films produits par an entre 1988 et 1999 |
| ---------- | ------------------ | -------------------------------------------------------- |
| 1er        | Inde               | 839                                                      |
| 2e         | Chine et Hong Kong | 469                                                      |
| 3e         | Philippines        | 456                                                      |
| 4e         | États-Unis         | 385                                                      |
| 5e         | Japon              | 238                                                      |
| 6e         | Thaïlande          | 194                                                      |
| 7e         | France             | 183                                                      |
| 8e         | Italie             | 99                                                       |
| 9e         | Brésil             | 86                                                       |
| 10e        | Birmanie           | 85                                                       |

Voir aussi le nombre de films produits par pays selon l’Unesco et le nombre d'entrées par pays dans le monde.

## Filière
Depuis une idée originale, du tournage à la distribution, un film implique nombre de techniciens, d’artistes et de diffuseurs. Il peut s’étendre de plusieurs semaines à plusieurs mois. Typiquement, c’est le producteur qui détient les droits sur le film.
La réalisation d’un film peut être découpée en cinq étapes.
1. En premier lieu, il y a le développement d’un script conçu par un scénariste généralement[148].
2. Ensuite, la préproduction se met en place pour préparer le tournage avec la conception d’un dossier de production[149].
3. Puis vient la production proprement dite, durant laquelle le réalisateur tourne son film aux côtés de techniciens et d’artistes variés et nombreux, tels que les acteurs, le chef opérateur ou ses assistants.
4. Enfin, la postproduction permet le montage du film et l’ajout de la bande sonore ainsi que des effets spéciaux et les travaux de laboratoire photochimique et/ou numérique. La fin de la postproduction se concrétise par la livraison du film sous ses divers formats d'exploitations (film photochimique, fichiers numériques pour le cinéma numérique et PAD (prêt à diffuser) pour la télévision et autres modes de diffusions. C'est à la fin de cette étape que s'arrête le rôle du producteur.
5. Le processus se termine avec la distribution lorsque le film bénéficie de la publicité et de copies favorisant sa diffusion ; on parle alors de l’exploitation.

### Production

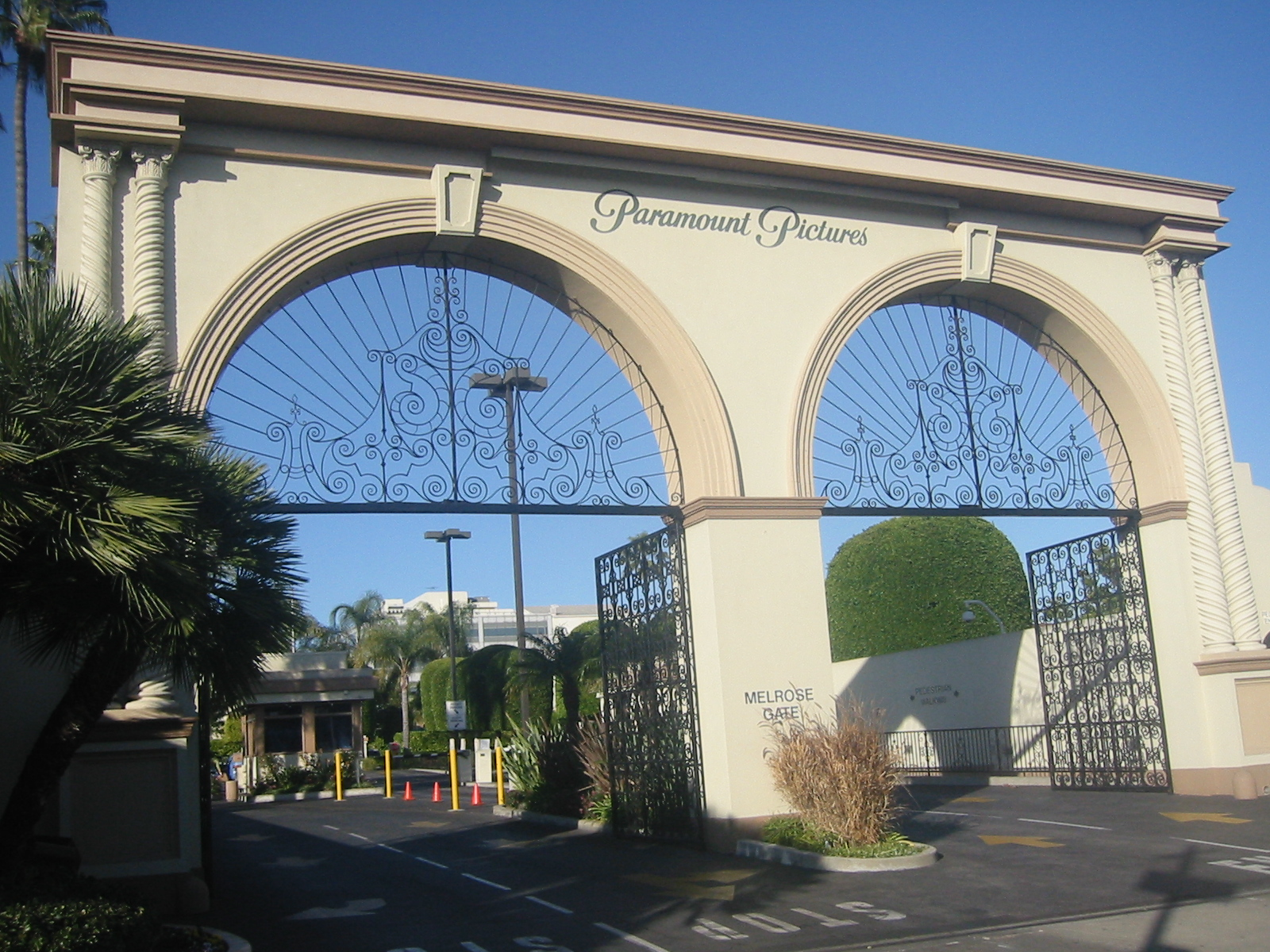
La Paramount Pictures, société de production américaine.

La phase de production d’un film englobe l’intégralité de la fabrication du métrage, de la création d’un projet à sa distribution. Néanmoins, le rôle du producteur n’a pas toujours été le même au fil du temps et il n’est pas toujours à l’origine d’un film.
La société de production paye les frais engendrés par le tournage. Elle choisit aussi la société de distribution qui s'occupera de la publicité du film lors de sa sortie. Il arrive quelquefois que le producteur crée lui-même sa société de distribution. Il aide aussi à la réalisation du film, à l’écriture du scénario, au choix des acteurs et des lieux de tournage et il est l’interlocuteur principal de l’équipe en cas de conflits. Le producteur n’a donc pas seulement un rôle artistique mais aussi de mécénat. Le producteur est le seul responsable devant les divers ordonnanceurs du projet. D’ailleurs, sa fonction se définit ainsi : « Le producteur de l’œuvre audiovisuelle est la personne physique ou morale qui prend l’initiative et la responsabilité de la réalisation de l’œuvre […] il prend personnellement ou partage solidairement l’initiative et la responsabilité financière, technique et artistique de la réalisation de l’œuvre et en garantit la bonne fin ». Néanmoins, il persiste, la plupart du temps, une différence entre la production d’un film aux États-Unis et en France. En effet, aux États-Unis, le producteur travaille bien souvent pour un major de cinéma, une grande entreprise qui s’appuie sur des banques ou des firmes pour le financement du film, alors qu’en Europe, le producteur travaille en général pour une petite société et compte sur l’aide de divers organismes publics comme le CNC en France, pour ses subventions.

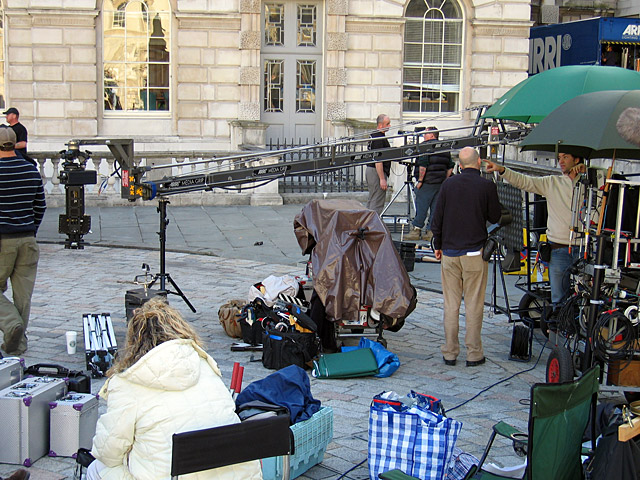
Tournage d’un film.

La production commence donc par le développement, c’est-à-dire par l’écriture d’un scénario. Par la suite, est conçu un séquencier qui permet de décomposer l’histoire en scènes. Dès lors, un distributeur est choisi par le producteur : il évaluera le succès potentiel du film, en considérant le genre du film, le public visé ou l’historique du succès de films similaires. Un réalisateur est ensuite choisi. Vient alors la préproduction, où le film est imaginé et le tournage également préparé. Quelquefois, un illustrateur dessine un storyboard pour décrire l’ensemble des plans qu’il faudra tourner et ainsi aider l’équipe lors de la préparation du plateau. Le budget est également fixé par la société de production. Le producteur exécutif embauche l’équipe de tournage requise : elle comprend généralement le réalisateur, son assistant, un directeur de casting, un régisseur général, le directeur de production et le directeur de la photographie, le directeur artistique, le chef-opérateur du son, le perchman, le monteur et le compositeur. Le tournage étant ainsi prêt, on entre dans la phase de production proprement dite, celle où le réalisateur met en scène les acteurs : les prises de vues peuvent enfin commencer.
Les éclairages sont mis en place et les acteurs maquillés et costumés. Ils répètent alors leur texte sous la direction du réalisateur, qui leur indique les mouvements à effectuer, ou ce qui ne va pas dans leur intonation. Enfin, le tournage peut commencer. Chaque scène est tournée en plusieurs plans et chaque prise est identifiée grâce au clap, ce qui permettra au monteur de repérer les bons plans parmi ceux qui ne serviront pas. C’est au réalisateur de décider si la prise est bonne, ou, au contraire, s’il faut la refaire. Par sécurité, les prises bonnes sont doublées.

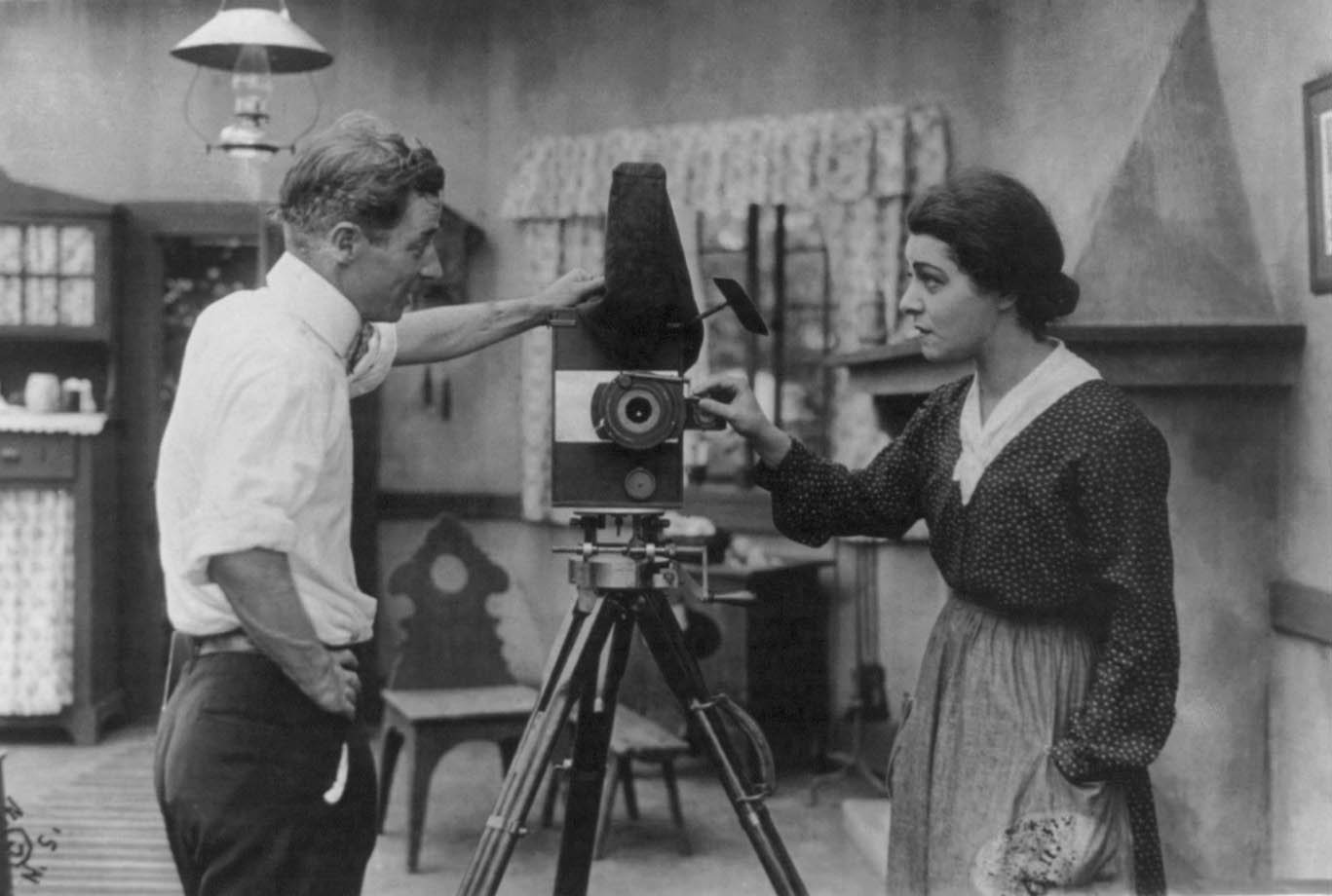
Herbert Brenon et Alla Nazimova sur le tournage de War Brides.

Pour les productions utilisant de la pellicule photographique traditionnelle, les négatifs du jour sont envoyés au laboratoire pour un développement nocturne. Ils constituent les « rushes » (les premiers positifs) et sont visionnés par le réalisateur, l’équipe technique, et parfois les acteurs. Pour les techniques digitales, les prises sont téléchargées et orchestrées dans un ordinateur sous le nom de « prises du jour ». C’est ainsi, à la fin du tournage, que le film entre en phase de postproduction, où il est monté avec d’éventuels effets spéciaux et la bande originale. Avec l’arrivée de la vidéo, le processus de montage a évolué. Le principe du montage est d’assembler les plans et séquences. L’étape suivante consiste à créer une certaine fluidité dans l’enchaînement des images. Alors, le réalisateur et le producteur donnent leur avis. Le montage est ainsi « fermé ». Au mixage audio, le son et l’image sont synchronisés. Ensuite, le résultat final du montage devient la « copie de travail », et il est tiré une copie éclairée, ou étalonnée, du négatif conformé à cette copie. C’est à partir de ce tirage que les copies destinées aux salles de cinéma sont tirées. Alors, le film passe en phase de distribution, c’est-à-dire qu’une société embauchée, ou créée, par la société de production va concevoir une affiche du film, organiser des séances réservées à la presse et créer un univers publicitaire autour du film.

### Distribution
Une société de distribution est une compagnie indépendante, une filiale, ou rarement une structure individuelle, qui agit en tant qu’agent final auprès d’une société de production pour garantir la projection du film en salle. Dans le monde du cinéma, le terme « distributeur » se réfère à la mercatique et à la diffusion de films dans le monde, aussi bien au niveau de la salle de cinéma que dans un rayonnement privé.
Dans un premier temps, c’est au distributeur d’assurer la projection en salle. C’est à lui de programmer les diffusions : pour ce faire, il organise des projections à des exploitants ou crée une publicité attrayante pour le film. Son but est de donner à l’exploitant l’idée du bénéfice qu’il pourra engendrer en projetant le film. Ensuite, le distributeur doit signer un contrat stipulant le pourcentage que l’exploitant devra reverser à sa société et collecte le montant prévu une fois le film projeté. Il transmet une part des revenus à la société de production. Néanmoins, généralement, il existe des contrats globaux entre les distributeurs et les exploitants qui fixent le pourcentage du billet qu’ils se partagent. Dans les années 1920, les films se louaient « à prix fixe par mètre » et cette location pouvait durer un jour ou deux. C’est aussi au distributeur de s’assurer que le nombre de copies du film suffira à fournir toutes les salles de cinéma et il surveille leur livraison. Il contrôle en même temps si le film est projeté dans le cinéma stipulé sur le contrat et si le nombre de sièges minimum est exact. Lorsque le film n’est plus projeté, le distributeur doit alors faire en sorte que les bobines lui soient retournées. En pratique, le distributeur assure aussi la vente d’affiches, de bandes originales et de produits dérivés et il organise des interviews pour la presse. En outre, ce matériel publicitaire aidera l’exploitant à vendre des billets. Il peut aussi mettre en place des avant-premières pour inciter le public à venir, avec la présence des principaux artistes présents sur le tournage.
Si la société de distribution s’occupe d’un film en langue étrangère, ce sera également son rôle que de sous-titrer le film, ou de mettre en place le doublage. C’est aussi son rôle que de couper les scènes, s’il y en a, censurées par son gouvernement.
Voici un graphique représentant l’évolution de la distribution cinématographique en France (films distribués par année) :

### Festivals de films
Un festival de cinéma est un festival de films. Cet événement consiste en la projection d’un ensemble de courts ou longs métrages dans un lieu donné et pour une durée limitée dans le temps. Ces projections sont généralement ouvertes au public mais il arrive qu’elles soient réservées aux critiques, journalistes ou professionnels. Le festival de cinéma est la première rencontre entre une œuvre, ses créateurs et son public, si celui-ci se déroule avant la sortie nationale du film. Parfois, ce sera la seule, si la rencontre échoue. C’est donc un moment clef de la vie d’un film. Ce moment d’exposition peut être violent. Pour le réalisateur et le producteur, la réaction du public — même averti — à la présentation du film peut être source d’une profonde remise en question ou d’une consécration nationale, et quelquefois internationale, comme le Lion d'or à la Mostra de Venise, l’Ours d'or à la Berlinale ou la Palme d'or au Festival de Cannes.
Le rôle des festivals de cinéma est double. Ils permettent à la fois de dénicher des « pépites » et sont aussi des machines à faire connaître, à promouvoir les films sélectionnés. L’exemple du Festival de Cannes est frappant : les films en compétition et hors compétition seront distribués en France et seront vus par des producteurs, distributeurs et critiques venus du monde entier. De même, lors des quinze jours du festival se déroule le Marché du film, qui permet aux artistes manquant de moyens de trouver un distributeur. Un festival de cinéma permet donc de présenter une œuvre au monde entier.
Ainsi, le long de la filière cinématographique, les festivals de cinéma se situent en aval de la production de films (moment de la création) et en amont de l’exploitation (moment de la projection en salle). Plus précisément, les festivals internationaux les plus importants se situent immédiatement en aval de la production. Les festivals d’influence nationale ou régionale prennent place un peu avant la distribution en salle. La plupart des festivals suivent une régularité annuelle ou biennale. Outre des questions d’organisation pratique, ce rythme permet de conserver un caractère exceptionnel à l’événement.
Voici un graphique présentant le nombre de festivals en Europe en 1996 :

### Exploitation

Exemples d’exploitation
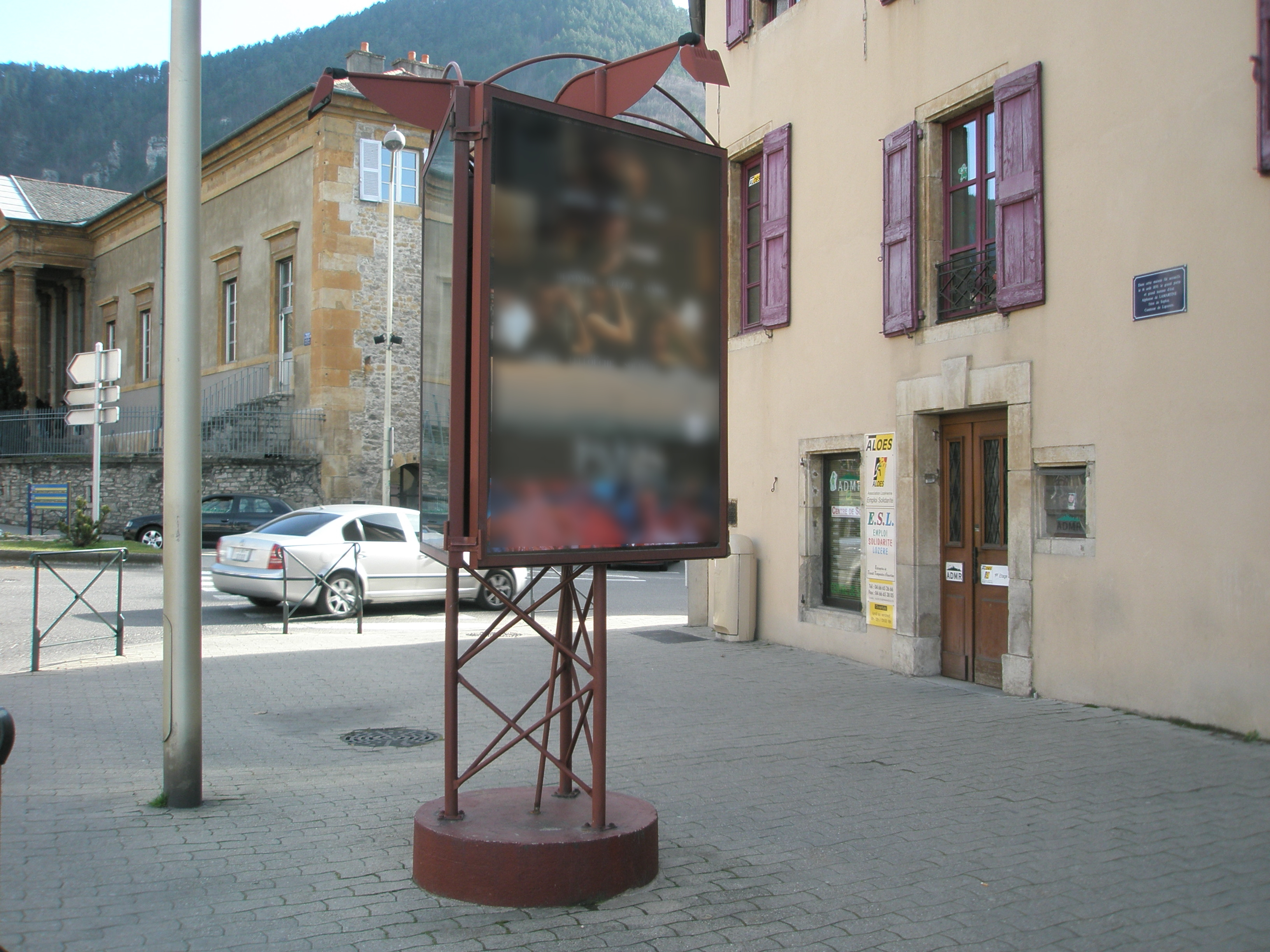
Mobilier urbain publicitaire pour les affiches de film
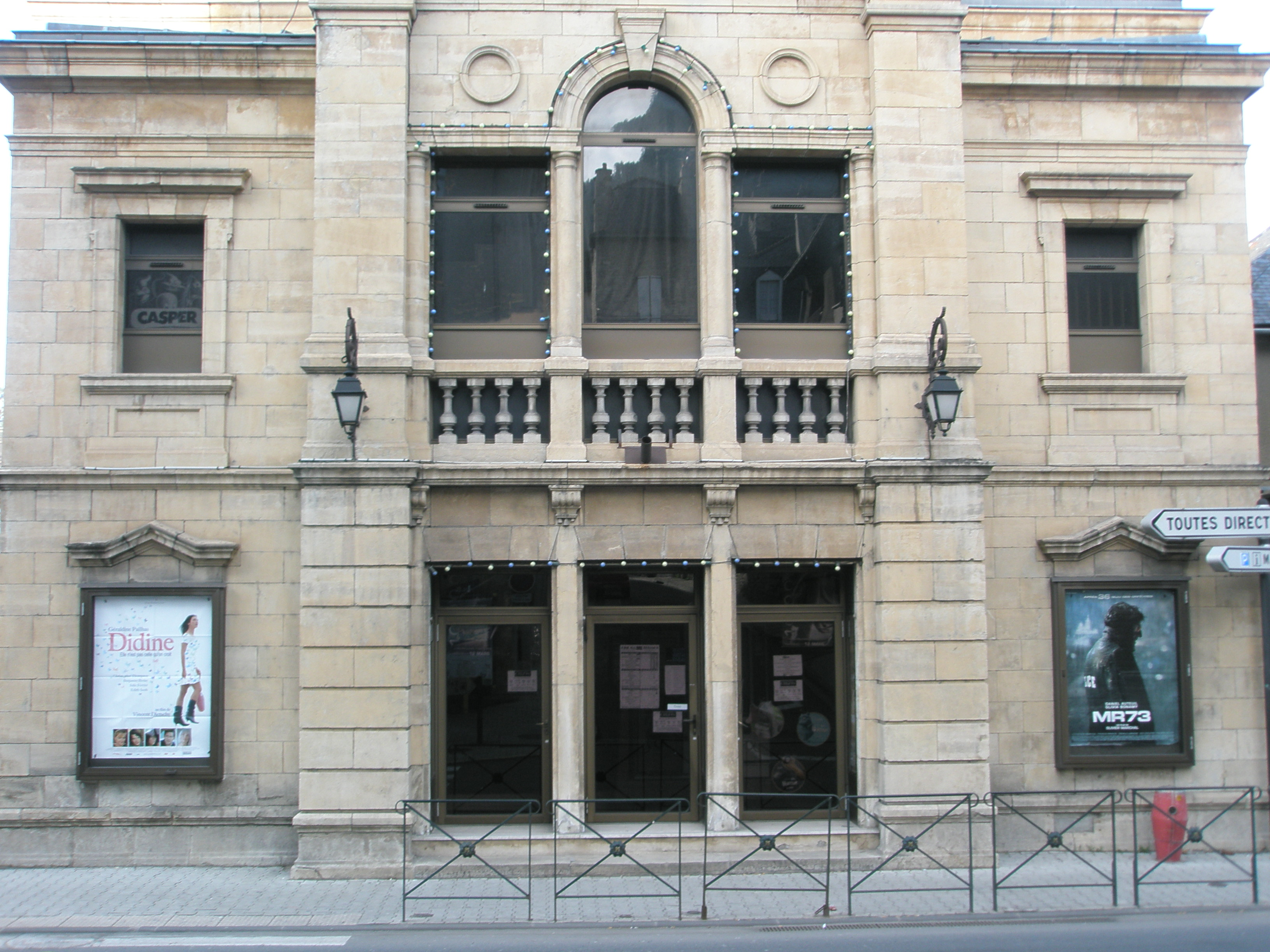
Entrée du cinéma avec affiches
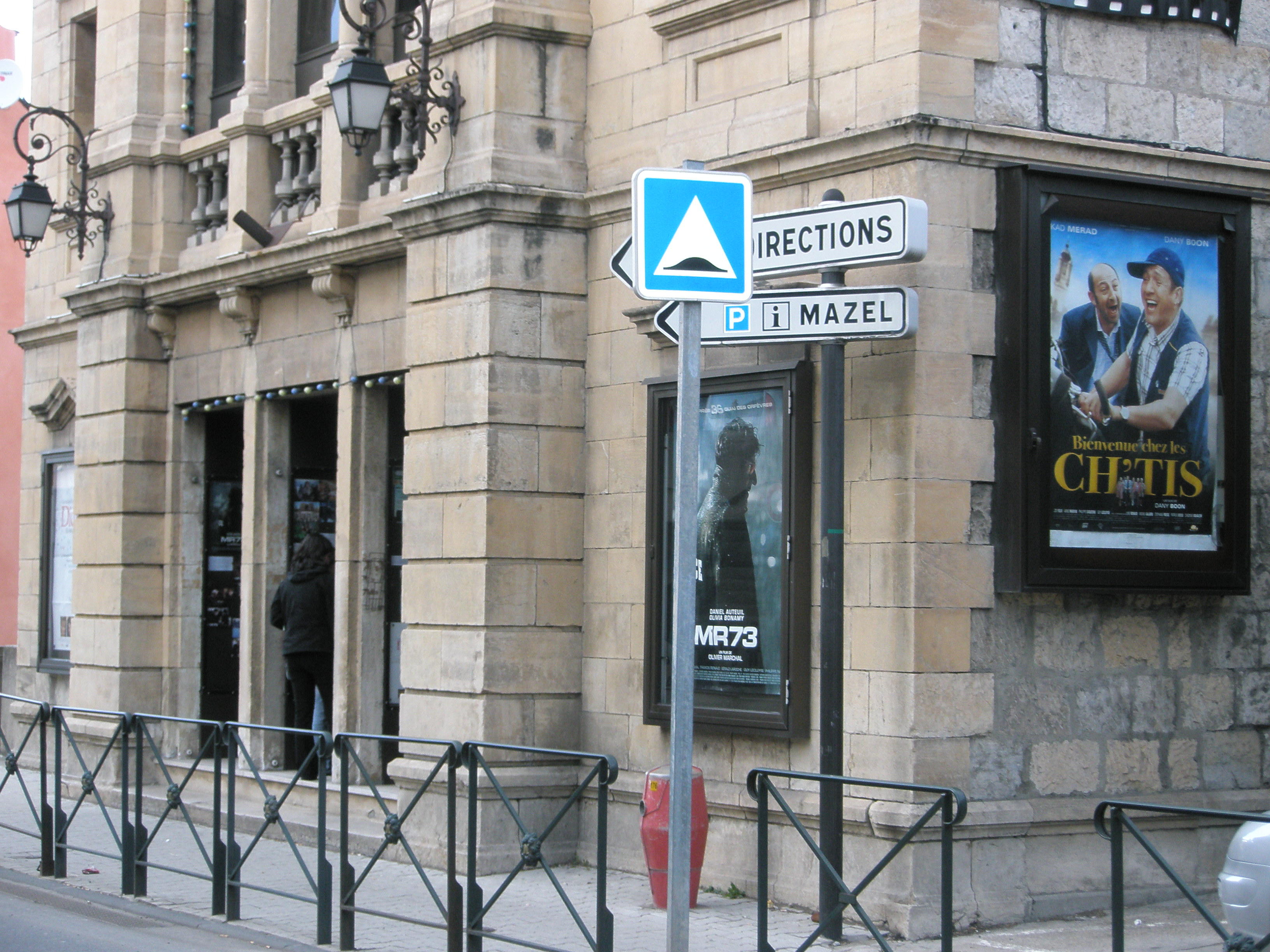
Autre vue de la façade du cinéma
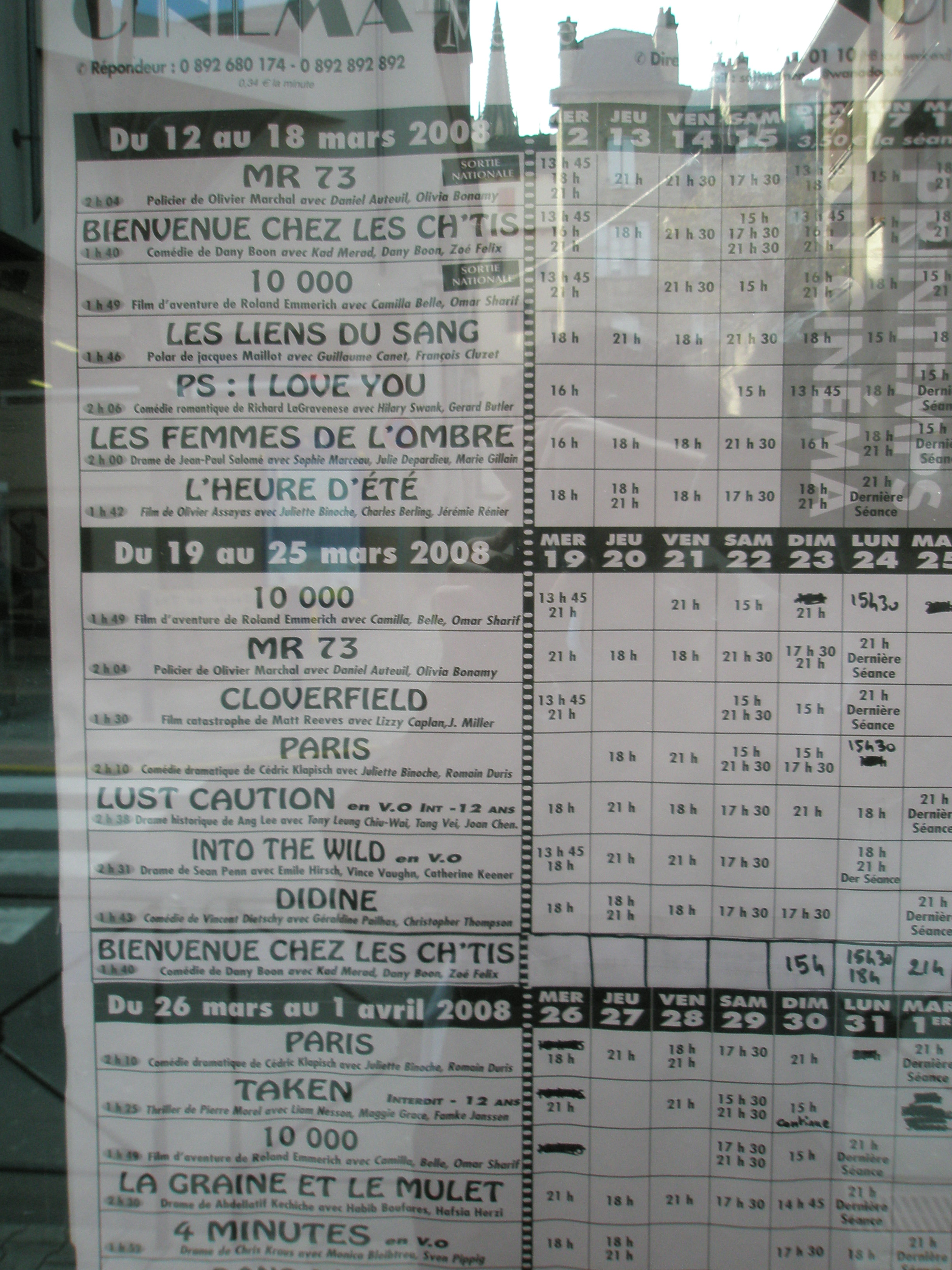
Programme du cinéma, affiché et distribué à tous les particuliers

Après les étapes de production et de distribution, vient l’exploitation qui se résume à la projection de films. L’activité d’un exploitant peut être qualifiée d’« artisanale » ou d’« industrielle » en fonction du nombre de salles de son complexe : on parle de miniplexe ou de multiplexe. Il peut être également indépendant ou salarié : il dépendra alors d’un groupe national ou international, tel que Gaumont, Pathé, UGC, Regal Entertainment Group ou encore MK2. L’exploitant peut lui-même, ou à l’aide de divers distributeurs comme la Warner Bros., EuropaCorp ou Buena Vista, fixer sa programmation, et la changer en cas d’échec d’un film.
En France, la représentation publique d'un film est illicite si un visa d'exploitation n’a pas été accordé par le ministère de la Culture et de la Communication. Ce dernier se fonde sur l’avis d’une commission qui regroupe les pouvoirs publics, des professionnels et des associations de consommateurs ou de protection de la jeunesse. Le visa d’exploitation est une autorisation donnée pour qu’une œuvre soit diffusée publiquement, et permettant de placer ces œuvres dans des catégories établies par âge. Les exploitants savent ainsi à quelle catégorie de public le film est réservé. C’est lors de l’exploitation que sont encaissées les différentes recettes d’un film, dues soit à la vente d’un billet, soit à la vente d’un produit dérivé comme une affiche ou le CD d’une bande originale. Ces différentes recettes sont ensuite partagées avec les distributeurs, qui en reversent eux-mêmes une partie à la production.
En France, la salle de cinéma ne relève d’aucun statut juridique particulier, ce qui donne une certaine liberté à l’exploitant. Qui plus est, la « loi Sueur » autorise les collectivités à contribuer au fonctionnement et aux investissements des salles de cinéma. Ce fonctionnement permet d’aider les salles en difficultés, que les entrées ne suffiraient pas à faire fonctionner durablement. Les collectivités peuvent également apporter une aide indirecte aux salles de cinéma de moins de 5 000 entrées, classées « art et essai », en les exonérant du paiement de la taxe professionnelle grâce à l’article 1464-A.
Néanmoins, c’est une relation stricte et réglementée qui est établie entre la distribution et l’exploitation. Dans le contrat des Conditions générales de location des films, il est accordé aux exploitants le droit de représentation publique des œuvres en échange d’un paiement qui est proportionnel aux recettes. En plus de ce paiement, ils doivent verser une somme à la Société des auteurs, compositeurs et éditeurs de musique (SACEM) et une rémunération pour les propriétaires de la bande originale. De plus, la vente d’un billet entraîne le paiement de la taxe spéciale additionnelle (TSA) qui permet le financement de la distribution, de la production ou de l’exploitation du cinéma.
Voici un graphique représentant l’exploitation cinématographique dans le monde, plus précisément, par pays, le nombre de salles de cinéma par million d’habitants :
L’exploitation se diversifie avec la projection de hors-films : opéras, événements. Le 29 octobre 2001,, la démonstration à Paris de la première transmission de cinéma numérique par satellite en Europe d'un long métrage cinématographique par Bernard Pauchon, Alain Lorentz, Raymond Melwig et Philippe Binant,, ouvre la voie à l'application des télécommunications à l'exploitation cinématographique et aux retransmissions par satellites d'opéras et d'événements dans les salles de cinéma.

### Filière audiovisuelle

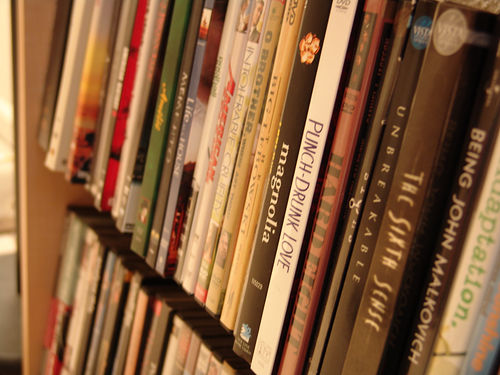
Divers DVD, produit majeur depuis les années 2000 dans l’édition de vidéos.

En 2001, l’édition vidéo s’élevait de 25 % dans le monde, grâce au développement du DVD, qui remplace peu à peu les cassettes vidéo, qui tenait alors la tête des ventes avec 36 500 000 unités vendues et 59 % des ventes liées à la vidéo (en 2000, la cassette réalisait près de 77 % des ventes). Le premier film sorti sous la forme de la vidéo serait Cheongchun gyosa sorti en salle en 1972 et en VHS en 1976 ; le dernier film sorti en VHS en Amérique serait A History of Violence en 2006. Désormais, un successeur au DVD se met en place : le disque Blu-ray qui permet deux heures de vidéo en haute définition ou treize heures en Standard Definition. Le 4 avril 2008, près de 530 disques Blu-ray ont été commercialisés aux États-Unis, contre 250 au Japon. Cet essor de la vidéo est en partie dû à la nouvelle réglementation qui permet depuis 2001 la sortie d’un film en vidéo six mois après sa sortie en salles. Le délai a ensuite été ramené à quatre mois par la loi Création et Internet, et peut être abaissé à trois mois sur avis favorable du Centre national du cinéma et de l'image animée.
Les Français se distinguent des autres Européens de l’Ouest par une consommation de supports vidéos privilégiant plus nettement l’achat au détriment de la location en vidéo-club. En 2002, 85 % du budget vidéo français était ainsi consacré à l’achat de supports (VHS ou DVD). La même année, 70 % du budget vidéo européen était en moyenne réservé à l’achat. En parallèle, 60 % des achats se font en grandes surfaces de distribution (Carrefour, Auchan, E.Leclerc, Géant). Néanmoins, ce succès profite surtout à la vente liée au cinéma américain. En effet, contrairement à l’édition de VHS où l’augmentation du tirage n’a pour effet que de limiter les coûts de fabrication unitaires, l’édition DVD, où le principal investissement concerne la fabrication du « master », bénéficie rapidement de l’économie d’échelle, lorsque le tirage augmente. Ainsi, l’édition de DVD favorise surtout la diffusion des films commerciaux, dont les éditeurs disposent d’une infrastructure mondiale, comme les grands majors américains. On remarque ainsi que six sociétés se partagent près de 85 % de l’édition vidéo. En 2001, Universal Pictures était en tête du classement, grâce au succès de Gladiator, devant 20th Century Fox Pathé Europa, qui sortaient alors Star Wars, épisode I : La Menace fantôme.
Cependant, avec l’évolution d’Internet, la diffusion illégale de films via des logiciels de partage pair à pair est devenu croissante. La Commission européenne a conclu dans son rapport que de 5 % à 7 % du commerce mondial reposait sur la piraterie, soit près de 300 milliards d’euros. Ce phénomène influence donc crescendo la vente liée à l’édition vidéo, tout comme le streaming. Pourtant, en 2007, le cabinet d’étude marketing déclare que les Français téléchargent de moins en moins : ils étaient 5 000 000 en 2006 contre 2 300 000 en 2007.
|                   | 1992 | 1993 | 1994 | 1995 | 1996 | 1997 | 1998 | 1999 | 2000 | 2001 |
| Location          | 52   | 46   | 49   | 50   | 57   | 67   | 71   | 78   | 78   | 96   |
| Vente             | 305  | 329  | 384  | 483  | 499  | 495  | 502  | 498  | 578  | 723  |
| Total             | 357  | 375  | 433  | 533  | 557  | 562  | 572  | 576  | 656  | 819  |
| Dont vente en DVD |      |      |      |      |      |      | 13   | 83   | 216  | 415  |

### Autour de la filière cinématographique

#### Opérateurs publics
Depuis plusieurs années, l’économie dans le cinéma a beaucoup évolué. Des accords se sont signés entre les chaînes de cinéma et les majors américaines qui ont eu des conséquences importantes sur cette dernière. Les opérateurs de bouquets satellites signent de plus en plus souvent des contrats avec les grosses sociétés de production pour avoir accès à leur catalogue de films et donc sécuriser leur diffusion. Canal+ a ainsi conclu des accords avec cinq studios que sont la Walt Disney Company, Universal Pictures, Columbia Pictures/TriStar, la 20th Century Fox et la Warner Bros. Ceux-ci confèrent à Canal+ des droits de diffusion importants.
Cependant, les accords conclus le plus souvent avec les majors font augmenter le nombre de films américains diffusés, en réduisant l’espace d’intervention des distributeurs nationaux auprès des chaînes de télévision, ce qui rompt par ailleurs l’équilibre entre l’activité des distributeurs indépendants, la sortie des films et la vente aux chaînes de télévision.
En France, il existe des sociétés pour le financement de l’industrie cinématographique et audiovisuelle (ou « Sofica ») et le centre national du cinéma et de l'image animée qui sont spécialisés dans le milieu de l’audiovisuel. Ils ont pour but d’aider au financement de la production de films, et à leur diffusion. Par ailleurs, la Bibliothèque du film a pour mission d’enrichir le patrimoine du film, pour en assurer par la suite la diffusion.

#### Cérémonies de récompenses
Une cérémonie de récompenses cinématographiques est une cérémonie organisée par un organisme public ou national dévolu au cinéma, tels que les académies ou fondations. Au cours de cette cérémonie, un ou plusieurs prix peuvent être remis. En général, c’est le côté artistique d’un film qui est remarqué lors de ces cérémonies. C’est en 1920 que remonte la première récompense, dans le Photoplay, un magazine sur le cinéma américain. Cependant, il existe quelques prix qui félicitent le succès commercial, comme le Goldene Leinwand (la toile d’or) en Allemagne qui récompensait chaque film de plus de 3 000 000 de spectateurs. Néanmoins, il n’y a pas que les films qui sont récompensés : les artistes et techniciens le sont aussi pour leur contribution au film. On trouve par exemple l’Oscar du meilleur réalisateur aux États-Unis. Ces cérémonies ont en général un caractère de monopole sur leur territoire et récompensent en priorité les artistes et techniciens nationaux.
La cérémonie de récompense la plus connue à travers le monde est celle des Oscars qui récompense à travers d’innombrables prix les films américains et étrangers une fois par an à Los Angeles. Quelques semaines avant a lieu la cérémonie des Golden Globes, qui est gérée par l’association hollywoodienne de la presse étrangère depuis 1944. Par opposition, la cérémonie des Razzie Awards récompense au contraire les pires films ou artistes. Seuls les films ayant connu une exploitation cinématographique dans le pays peuvent généralement concourir. Ainsi, contrairement aux festivals, qui prennent place avant la distribution, les cérémonies de récompenses sont organisées après la distribution de tous les films pressentis.
Parmi les cérémonies de récompenses cinématographiques les plus connues, on remarque par exemple les Oscars (États-Unis), les Césars (France), les Goyas (Espagne) ou les BAFTA (Royaume-Uni). Parallèlement aux académies et fondations, d’autres organisations, telles que les associations de critiques de films, distinguent aussi certains films.
D'autres récompenses cinématographiques sont remises dans le cadre de festivals. Parmi les plus prestigieuses, figurent la Palme d'or lors du Festival de Cannes, l'Ours d'or durant la Berlinale et le Lion d'or dans le cadre de la Mostra de Venise.

## Techniques

### Prise de vues
La technique employée pour créer l’image sur la pellicule cinématographique est empruntée à la prise de vue photographique. L’impression se fait par exposition à la lumière à l’aide d’une caméra à travers un objectif à la cadence typique de 24 images par seconde, régulée par un quartz intégré à la caméra. Initialement de 16 images par seconde (soit un pied par seconde), la cadence fut augmentée avec l’arrivée du cinéma sonore. En effet, la qualité du son (bande passante, pleurage, bruit…) dépend de la vitesse de défilement du film.
Le principe de cette impression est basé sur une réaction d'oxydo-réduction qui voit les halogénures d’argent couchés dans l’émulsion se transformer en argent métallique lors de l’exposition à la lumière. Après développement, les zones insolées ont donc un aspect noir et très opaque. Les zones non exposées sont rendues translucides après que le fixateur en avait débarrassé le support. Les différentes nuances de gris sont dues à la densité plus ou moins importante des sels d’argent révélés. On obtient donc bien une impression en « négatif » d’où le nom de l’élément.
La reproduction des couleurs sur pellicule se fait en deux phases : la pellicule couleur est faite de trois couches d’halogénures d’argent superposées et couplées à des colorants. Ces colorants absorbant leur couleur complémentaire, ils sont jaune, magenta et cyan, de sorte que ces trois couches sont ainsi sensibles aux trois couleurs primaires : respectivement rouge, vert et bleu. On réalise ainsi une analyse trichrome.

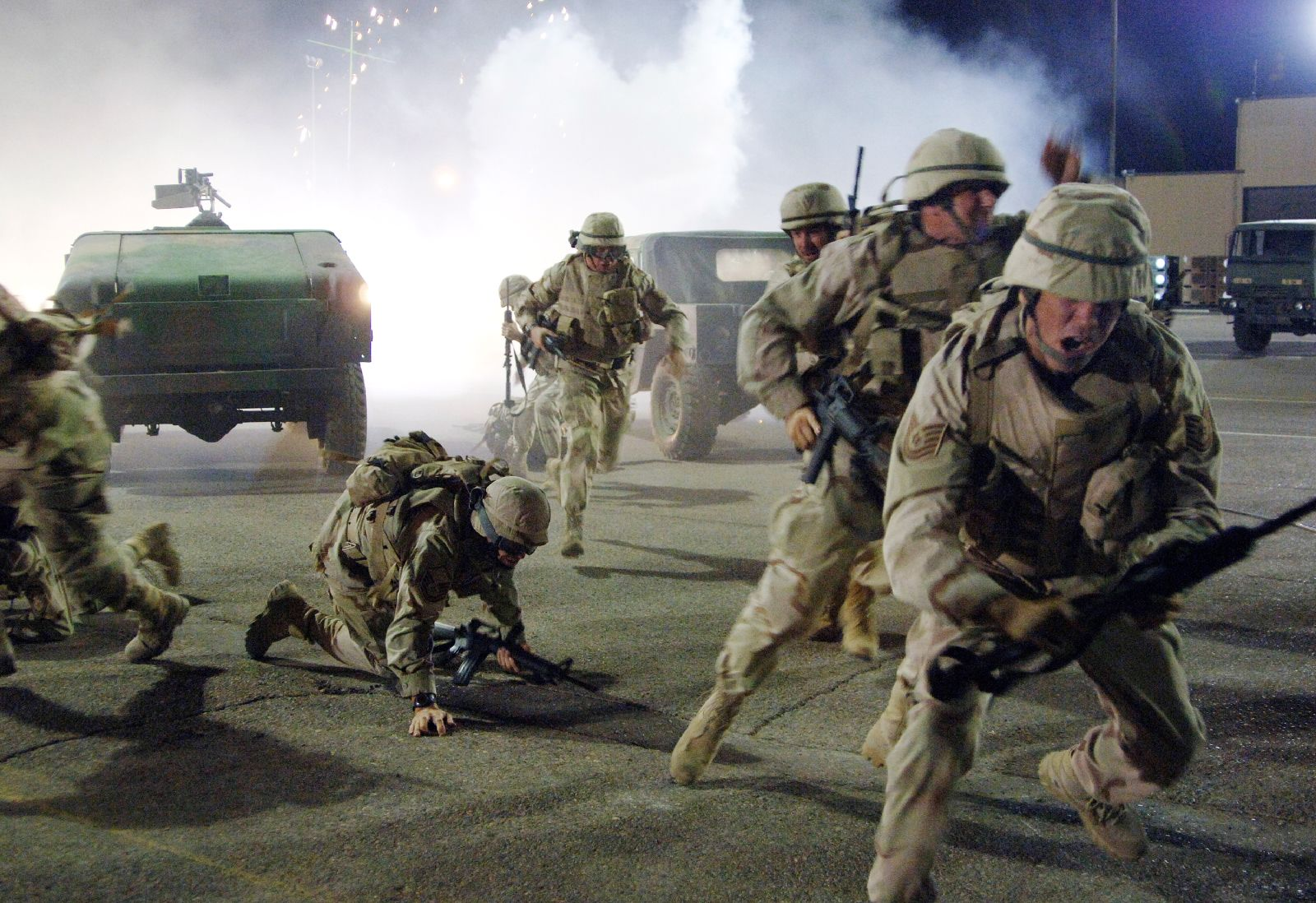
Scène du film Transformers, dirigé par Michael Bay.

Dans le processus de développement, on se débarrasse des sels d’argent pour ne conserver que les colorants de l’émulsion. Le négatif, une fois développé, est tiré sur une émulsion positive. Au stade du tirage, réalisé avec une lanterne additive, munie de trois sources Rouge, Vert et Bleu, réglables en intensité, les couches colorées du négatif réalisent la synthèse des couleurs à reproduire à partir des seules 3 composantes primaires présentes dans le négatif. Le positif de projection est lui-même constitué de trois couches monochromes et se comporte donc comme un filtre coloré devant la lanterne de projection. Il réalise ainsi une synthèse soustractive de cette lumière « blanche », à la température de couleur de la lumière du jour à laquelle l’œil humain est habitué. La colorimétrie est la science de la mesure des couleurs. Il existe différentes façons de mesurer les couleurs mais le plus courant est d’utiliser un thermocolorimètre, ce qui permet de définir de manière non arbitraire la température de couleur d’une source de lumière.
La première problématique de la prise de vues est de réaliser une image correctement exposée, en densité et en couleur. Pour contrôler la quantité de lumière, le directeur de la photographie utilise une cellule photo-sensible — le plus généralement à mesure incidente — et règle l’ouverture du diaphragme en fonction de cette mesure. Le réglage des contrastes se fait à la cellule à mesure réfléchie, sur les objets, le plus généralement au spotmètre. Le choix des sources et le réglage des lumières se fait en concordance avec la sensibilité de l’émulsion utilisée et l’utilisation éventuelle de filtres devant la caméra.

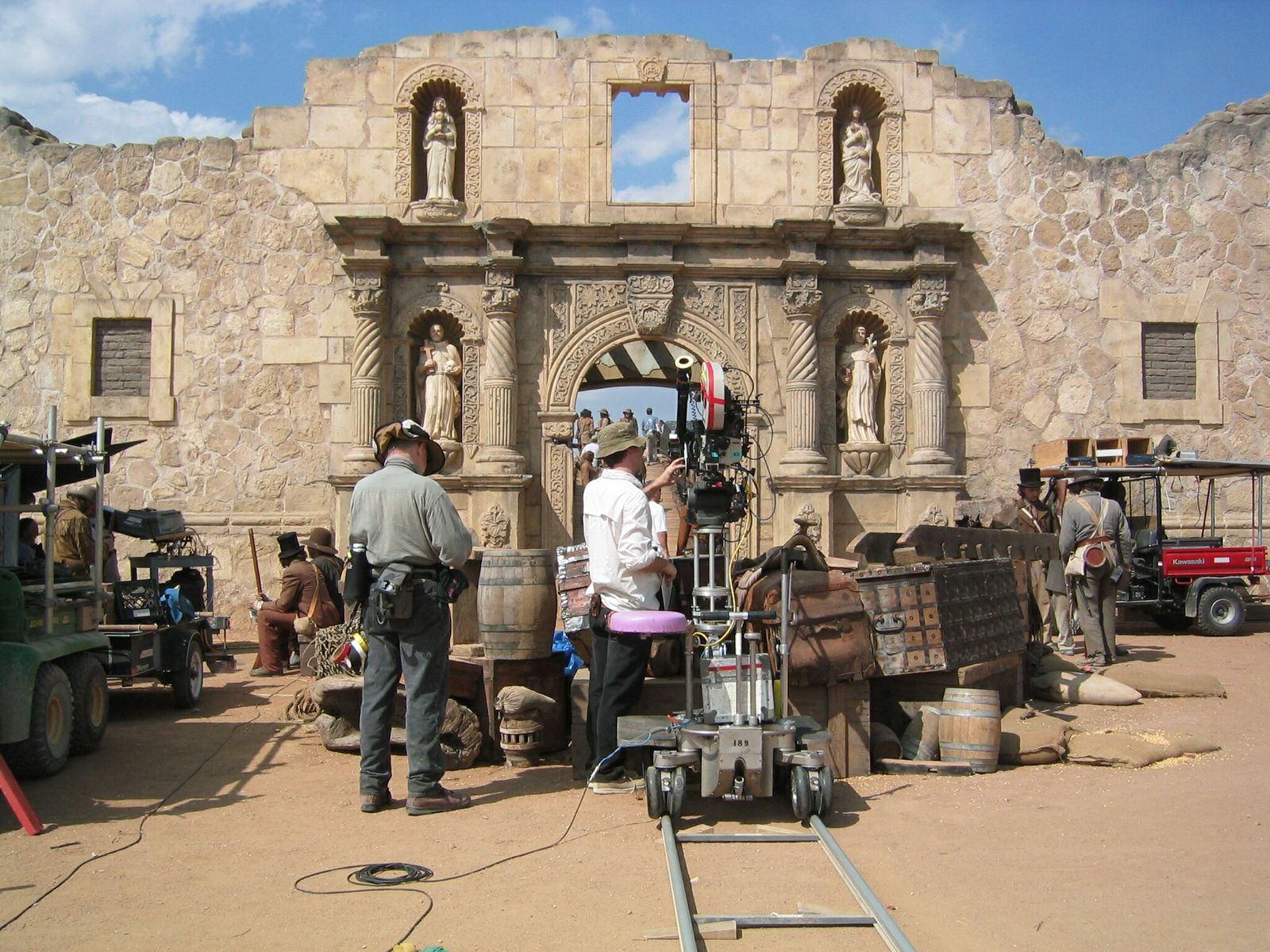
Plateau de tournage du film Alamo, avec Dennis Quaid.

Une fois cet aspect technique maîtrisé, il faut composer une lumière qui, esthétiquement, servira le propos du film, son scénario et l’ambiance des différentes scènes, comme le jeu des comédiens tout en intégrant de nombreuses contraintes techniques et économiques. On distingue facilement la lumière contrastée et dense d’un film policier, de la lumière douce et homogène d’une comédie, par exemple. Si l’esthétique générale d’un film doit beaucoup à la lumière, sa cohérence ne peut être obtenue qu’à la condition d’un travail de collaboration étroite entre les différents responsables artistiques : réalisateur, en premier lieu, mais aussi décorateur, costumier, ou maquilleur.
La deuxième problématique concerne le cadre : composition des plans, mouvements d’appareils, découpage des scènes en plans. Ce travail, exécuté par le cadreur est lui aussi le fruit d’une collaboration étroite avec la mise en scène. Enfin, la propreté des plans et leur netteté est de la responsabilité du premier assistant opérateur.

### Travail de laboratoire

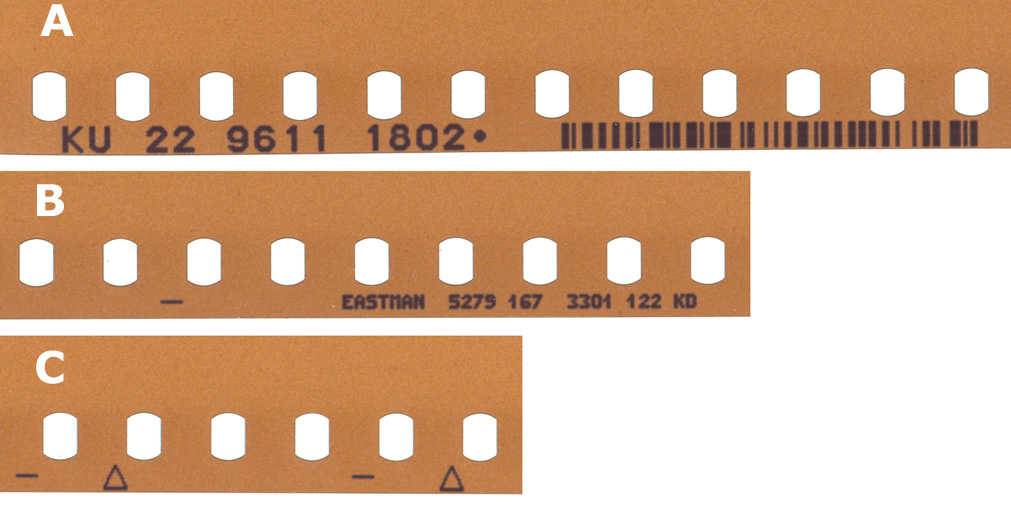
Pellicule accompagnée d’un keykode permettant son identification.

Un laboratoire cinématographique propose un ensemble de prestations techniques aux industries du cinéma. En particulier, les producteurs de films recourent à leurs services pour développer le négatif original, le transférer sur support magnétique ou numérique, tirer les copies de travail, conformer le négatif au point de montage, tirer les copies de série et les étalonner, dupliquer les éléments, réaliser certains trucages, transférer un document vidéo sur film… Ce travail est effectué par des techniciens maîtrisant ces techniques variées. Le film, lorsqu’il est tourné sur support argentique, est confié quotidiennement à un laboratoire photographique qui se charge de le développer (opération chimique en plusieurs étapes qui consiste à stopper, révéler, blanchir, fixer, nettoyer et sécher le négatif). Cette étape donne lieu à un négatif qui n’est plus photosensible, c’est-à-dire que l’on peut l’exposer à la lumière sans risquer de perdre les images tournées.
Le développement est une phase critique et dépend d’un nombre important de paramètres et de leur précision : température constante et imposée, temps de développement stricts, concentrations précises en composants chimiques. Le travail d’interaction entre les produits chimiques du bain photographique avec la pellicule s’effectue à un niveau proche de la taille des atomes. On tire alors le positif dans une tireuse additive (alors que la photographie est tirée en soustractif) et ce positif est lui-même développé dans une chimie similaire à la chimie négative.
L’étalonnage consiste à régler précisément les flux des trois voies (rouge, vert, bleue) de la tireuse afin d’obtenir les rendus de couleurs et de densité souhaités par le directeur de la photographie. Le « premier positif », tiré par le laboratoire au fur et à mesure de la production, et qui constitue les « rushes », est présenté à la production et à l’équipe technique au laboratoire, en salle de projection. Ces présentations ont lieu au moment même du tournage, si possible quotidiennement.
Actuellement, il est de plus en plus fréquent de simplement transférer le négatif sur support vidéo, au télécinéma. Ceci est particulièrement pertinent pour le tournage d’un téléfilm mais aussi en vue d’une future postproduction numérique (montage virtuel, effets spéciaux numériques, étalonnage tape to tape…).
Pour le tirage des copies d’exploitation, deux solutions sont possibles à partir du négatif monté. La première consiste à tirer directement les copies, mais cela suppose de faire tourner sur des machines très rapides ce négatif, qui comporte des collages et qui est donc fragile. Ainsi, cette méthode n’est utilisée que pour les films tirés à peu d’exemplaires. Dès qu’un film est tiré à plus d’une dizaine de copies, on utilise une seconde solution, incluant deux étapes supplémentaires dans les opérations de laboratoire : le tirage d’un interpositif, à partir du négatif monté, qui fournira un internégatif, sorte de copie carbone sans collage du négatif monté, à partir duquel on tirera les copies positives. Après cette étape, le film est prêt à la projection.
Lorsque le master du film est numérique, on peut le transférer sur master de type négatif ou intermédiaire (internégatif, interpositif). Chaque opération effectuée dans un laboratoire cinématographique coûte cher. La question du paiement par les distributeurs est plutôt complexe à cause du temps de travail que prend une bobine de 60 m (soit 2 minutes de film en 35 mm), temps qui se révèle identique à une bobine de 305 m (soit environ 11 minutes). En effet, les employés doivent, pour ces deux films, préparer le même nombre de pièces et de machines, de sorte que la durée du film influe peu sur le travail qu’exige le traitement de la pellicule.

### Montage

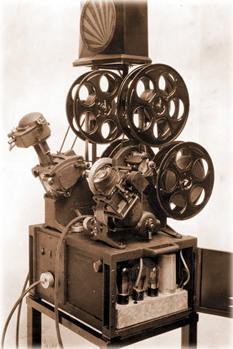
L’une des premières machines de montage.

Le cinéma est d’abord, et avant tout, un art du montage. Marcel Martin, dans Le Langage Cinématographique, disait qu’il était « clair que le montage (véhicule du rythme) est la notion la plus subtile et en même temps la plus essentielle de l’esthétique cinématographique, en un mot son élément le plus spécifique, ». Le montage a acquis, au fil du temps, une autonomie esthétique. Il repose sur l’enchaînement d’espaces et de temps, pour rendre l’œuvre fluide. Le montage se résume donc en audiovisuel à l’assemblage de plusieurs plans pour former des séquences qui à la fin forment le film.
Au début du cinéma, les films faisaient peu appel au montage. La plupart des films des frères Lumière ou de Méliès étaient des plans-séquences. Les quelques rares raccords étaient maladroits. C’est avec David Wark Griffith que le montage apparaît réellement dans Naissance d'une nation en 1915. Durant les années 1920⁣⁣, c’est le cinéma russe qui apportera la plus grande contribution à la théorie du montage, notamment avec Lev Koulechov et son effet Koulechov. Le montage permettra alors la naissance des trucages.
Le montage s’effectue à partir du premier positif, nommé rushes, qui sert de copie de travail. Les coupes de la pellicule se font à la « colleuse » : au ciseau et au ruban adhésif. Une fois le montage terminé, le négatif est coupé et collé au laboratoire.
Actuellement, grâce à l’informatique, s’est développé le montage virtuel (ou non linéaire). Le travail se fait à partir d’une copie numérique du négatif scannée ou transférée au télécinéma. L’ensemble de la postproduction peut, grâce à cette méthode, être entièrement réalisé sur ordinateur. Par l’intermédiaire d’une sortie sur bande magnétique, ou directement depuis la machine de montage, le résultat est transféré sur film.
La première étape du montage est la préparation : c’est lors du tournage que tous les plans sont rassemblés. Ainsi, on parle de « dérusher » ces plans : il faut sélectionner ceux qui sont bons, selon le réalisateur. Ensuite, il faut dédoubler les rushes et les mettre les uns à la suite des autres, selon le scénario. Cette étape permet une première visualisation du film, et facilite par la suite le montage. Cependant, avec le développement du montage virtuel, ce dérushage tend à disparaître, pour laisser place à un premier montage, aussi appelé « first cut ». À ce stade, le film est projeté à un public restreint, contraint de garder le secret sur le film, pour obtenir son avis sur le déroulement des images. Le montage final, ou « final cut », a un impact majeur sur le film et sa compréhension. Il conditionne également son succès commercial. Cette étape peut être l’occasion de conflits entre les différents producteurs et le réalisateur, comme lors du montage de Brazil de Terry Gilliam. Aux États-Unis, le syndicat des réalisateurs, la Directors Guild of America, permet aux artistes de signer leurs films du pseudonyme « Alan Smithee » lorsque la production impose son point de vue sur le montage. Sinon quelquefois deux versions du montage sont effectuées, l’une pour la production et l’autre venant du réalisateur (on parle alors du director's cut). Mais cette possibilité est réservée aux films majeurs. L’un des exemples les plus célèbres est celui de Blade Runner de Ridley Scott sorti en 1982, où le réalisateur n’a pas pu imposer son avis lors du montage, et la version de 1991 réalisée selon les vœux du réalisateur,.

### Son

#### Préproduction
Pendant la préproduction, au stade des repérages, le chef opérateur du son peut être consulté sur les contraintes sonores inhérentes aux décors choisis (si le décor est bruyant, la conséquence au niveau sonore sera la nécessité d'envisager de postsynchroniser les dialogues.

#### Tournage
En plus des précautions prises en amont ou de la postsynchronisation, d'autres mesures sont envisageables pour le chef opérateur du son pour assurer une qualité sonore optimale durant le tournage. En entente avec différents départements, il peut installer différents dispositifs d'atténuations sonores (couvertures de sons, matériaux non-réverbérants). Il peut aussi, dans des cas particuliers, demander à obtenir un meilleur contrôle de l'environnement sonore du lieu de tournage : fermer les ventilations, désactiver le matériel industriel et électroménager, éteindre les sources d'ondes parasites, etc.

#### Postproduction

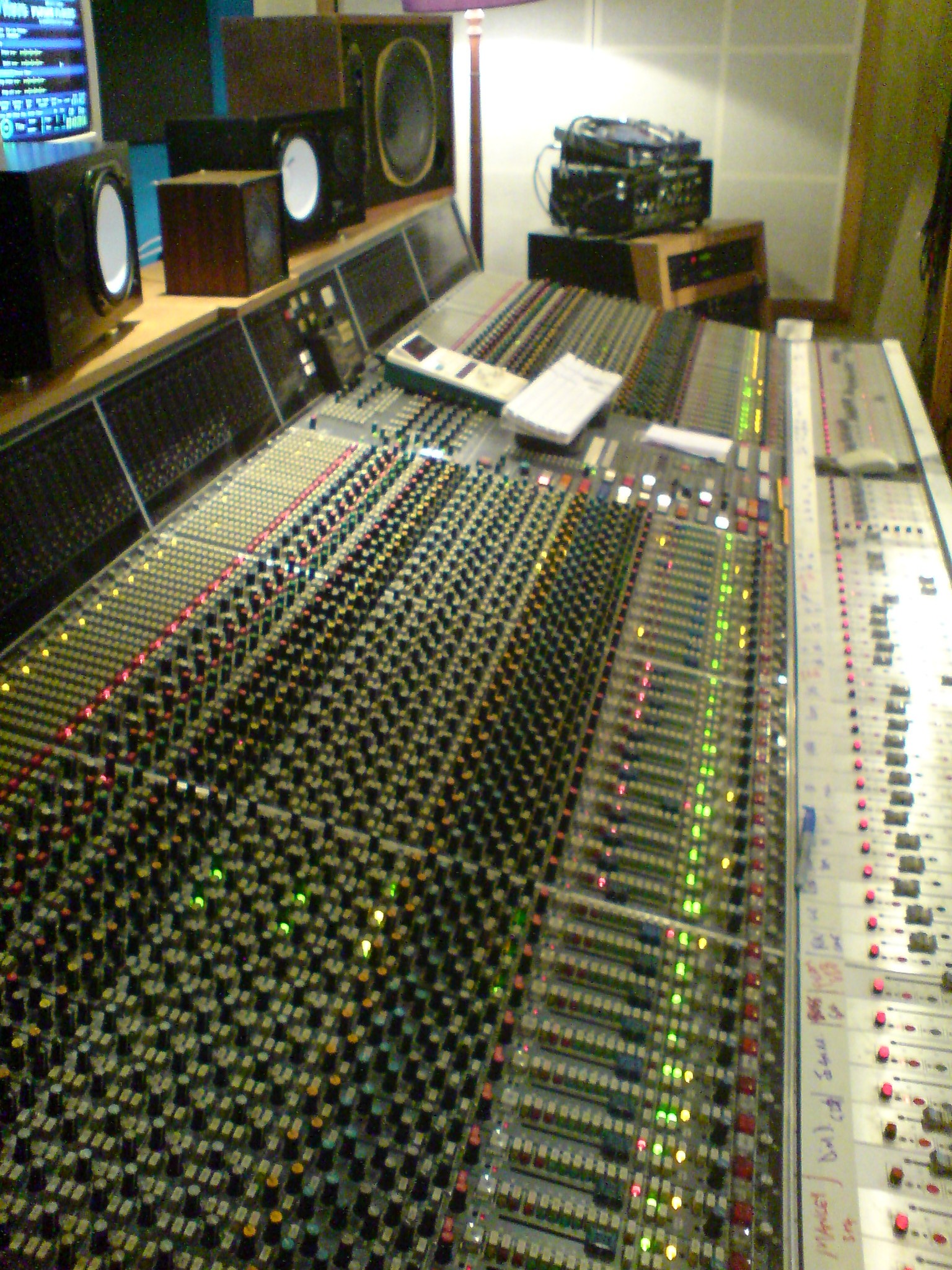
Console de mixage analogique Neve VR60.

Vers la fin du montage des images, le montage son commence. C’est une étape distincte du montage, elle est d’ailleurs, depuis l'apparition de la stéréo au cinéma souvent effectuée par une équipe différente. Elle consiste à conformer et affiner le montage des dialogues, ajouter des sons enregistrés pendant le tournage aux images, d’enrichir le climat émotionnel du film en ajoutant des effets sonores, éventuellement du sound design des sons d’ambiance. C’est une étape artistique importante du montage : elle joue un rôle majeur, mais le monteur ne doit pas mettre en retrait la composition.
Historiquement, le cinéma traditionnel français a entretenu des rapports ambigus avec la musique. La Nouvelle Vague a inventé, tout comme les impressionnistes en peinture, le tournage en décors naturels (le cinéma sort des plateaux). La bande sonore se résumait (dans le principe et par contrainte) au seul son enregistré sur le tournage. Les éléments sonores rajoutés en postproduction n'avaient qu'un rôle fonctionnel (boucher les trous). La narration cinématographique excluait toute narration sonore autre que celle du réalisme dont les Cahiers du cinéma se sont faits les apôtres. La médiocrité de reproduction en mono réduisait la bande sonore aux seuls dialogues et à la musique. Si on compare, statistiquement, la durée de la musique des films français aux films américains de l'époque, on arrive à une moyenne de 15 minutes de musique pour les films français contre 50 minutes pour les films américains. Au milieu des années 1980, la première crise du cinéma a généré l'apparition d'un nouveau genre : les Blockbuster, un cinéma spectaculaire à effets (visuels et sonores) dont on ne peut apprécier toutes les qualités que dans une salle de cinéma (et non pas à la maison en VHS ou DVD).
On retrouve également les bruitages, la postsynchronisation, le mixage audio effectué par un mixeur dans un auditorium. La finalisation est une étape s'apparente au mastering. Après le mixage proprement dit, l'étape suivante sera sa, ou ses, mise(s) en forme en fonction des différents modes d'exploitation (diffusion) comme le cinéma stéréo optique analogique, et multicanal sur support photochimique, cinéma numérique, télévision stéréo, DVD et télévision HD, et Cinéma et télévision en relief. La production du film étant terminée, l'étape suivante pour l'image et pour le son, sera celle du (ou des) laboratoire(s) : la mise en forme pour la(les) diffusion(s) et, éventuellement, les duplications.

### Projection

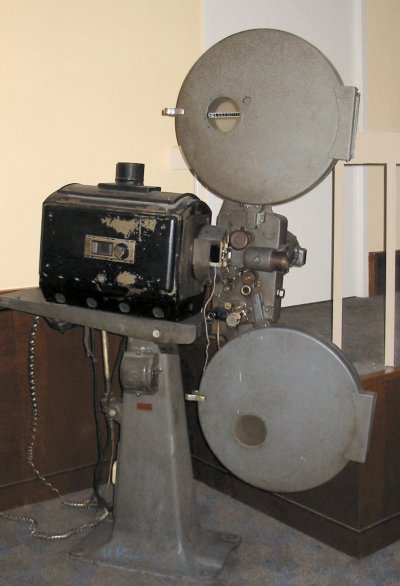
Projecteur de cinéma Philips IV / 3600 (d'environ 1936).

Le film se présente jusqu'au début des années 2000 sous la forme d’une pellicule (nommée « copie ») sur laquelle se succèdent des photogrammes fixes, visibles à l'œil nu, dont le défilement image par image à cadence rapide donne l’impression de mouvements réels. Différent, le film vidéo se présente sous la forme d’une bande magnétique ou d’un support numérique qui comporte des images codées, donc non visibles à l'œil nu. Dans les deux cas, les images sont projetées sur un écran.
La persistance rétinienne sert souvent à expliquer la vision continue des scènes de cinéma à partir d'une succession d'images fixes. Mais la persistance rétinienne (uniquement physiologique, dans l’œil) est mise en question au profit d'une illusion produite par le cerveau, l'effet phi ou effet bêta selon les auteurs, et qui a permis au cinéma d'exister. Cet effet s'appuie sur l'échantillonnage par le cerveau de ce qui est vu par la rétine à raison d'environ 13 images par seconde, un échantillonnage cohérent avec la fréquence des images des films (24 images par seconde par exemple). Ainsi, le cerveau « capte de façon discontinue des images du monde extérieur (13 par seconde) mais réussit à nous faire percevoir les mouvements en continu : ces images fixes sont très rapidement montées par un mécanisme de remplissage pour restituer une impression subjective de continuité ». C'est ce mécanisme de remplissage qui constitue l'effet phi (ou bêta) et qui explique que la vision des films donne une impression de continuité du mouvement.

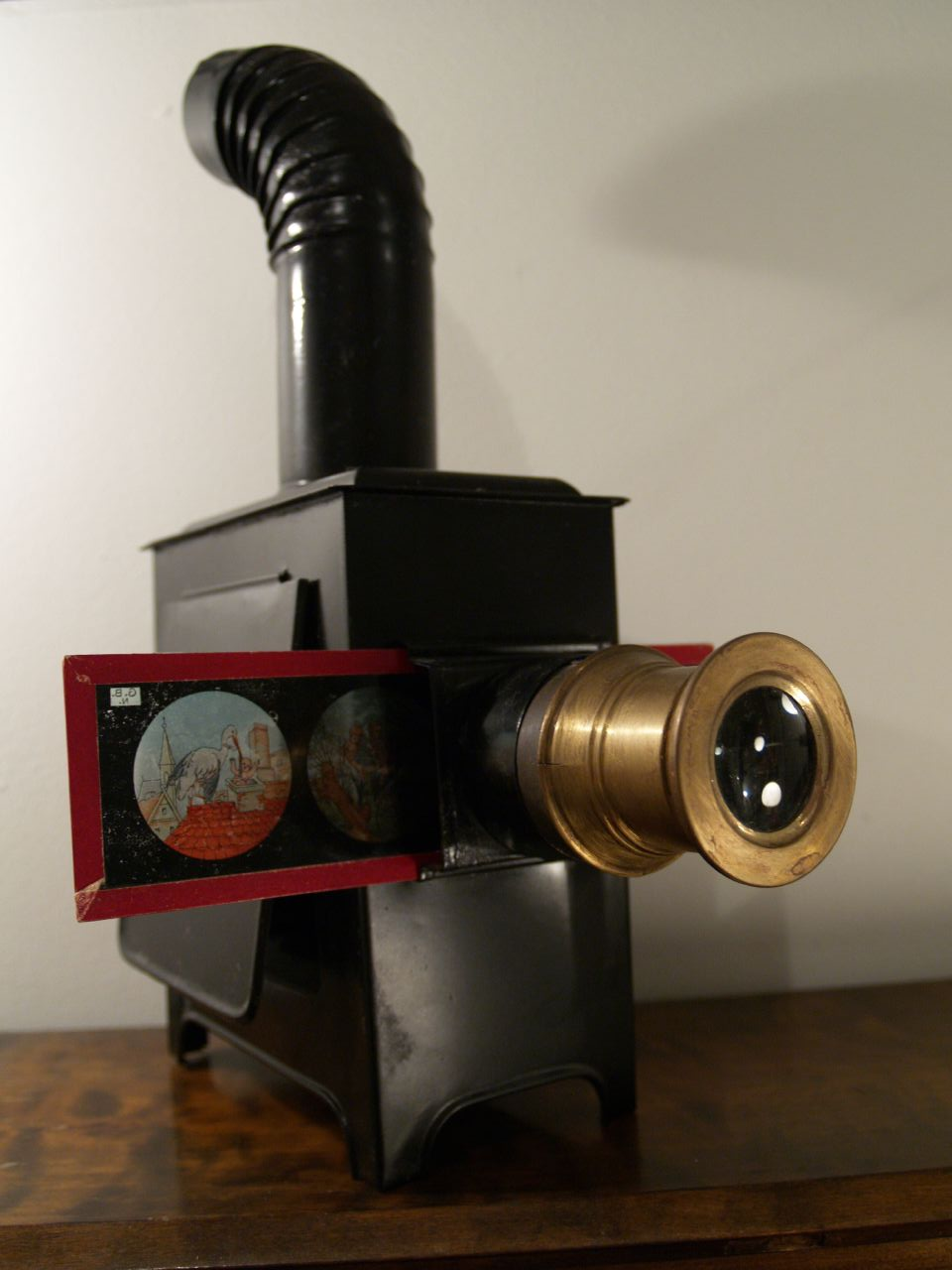
Lanterne magique.

Au cinéma, la grande majorité des salles utilisent le support pelliculaire,, où le projecteur a le défaut de se dégrader au fil du temps, mais il est universel. Pour George Lucas, l’avenir réside dans le cinéma numérique : l’exploitant recevrait ou téléchargerait le support, ce qui réduirait considérablement les coûts de production et de distribution. Il s'agit donc d'une pellicule positive qui passe devant une source de lumière blanche (appelée « lanterne »), à la cadence de 24 images par seconde, dans le cas de projections sonores. L’objectif du projecteur permet ensuite de rendre une image nette, en général sur un écran blanc.
Dans le cas de projecteurs à chargement vertical, les modèles les plus anciens, deux appareils étaient nécessaires pour la projection des différentes bobines. Pour le spectateur, il est possible de repérer le changement de bobine, par l’apparition d’un cercle, en haut à droite de l’image. Désormais, avec les appareils à platine horizontale, il est possible de monter l’intégralité des bobines sur le même appareil. En cinéma numérique, le film est enregistré sur disques durs. Le premier film sonorisé remonte au gramophone, qui était actionné à la main, et qui posait donc un problème majeur, celui de la synchronisation avec l’image,. Le son fut donc très vite intégré, de manière optique, sur le bord de la pellicule. C’est une lampe qui éclaire cette piste optique : l’intensité de la lumière traversant le film est mesurée par une cellule photoréceptrice qui la transforme à son tour en un signal électrique envoyé vers une chaîne d’amplification classique. Sur les films au format 70 mm, le son est encodé sur la pellicule à côté de l’image.

### Animation
On distingue le film d'animation du dessin animé. En effet, le film d'animation utilise diverses techniques pour animer des éléments réels en trois dimensions comme des maquettes, des personnages en pâte à modeler, etc. Cependant, à l'instar du dessin animé, certains films d'animation utilisent la technique de prise de vues « image par image ». La prise de vues image par image utilise les mêmes techniques que la prise de vues classique, et les images successives représentent chacune une phase instantanée du mouvement. Lors de la projection ces images donnent également au sujet l’illusion du mouvement.

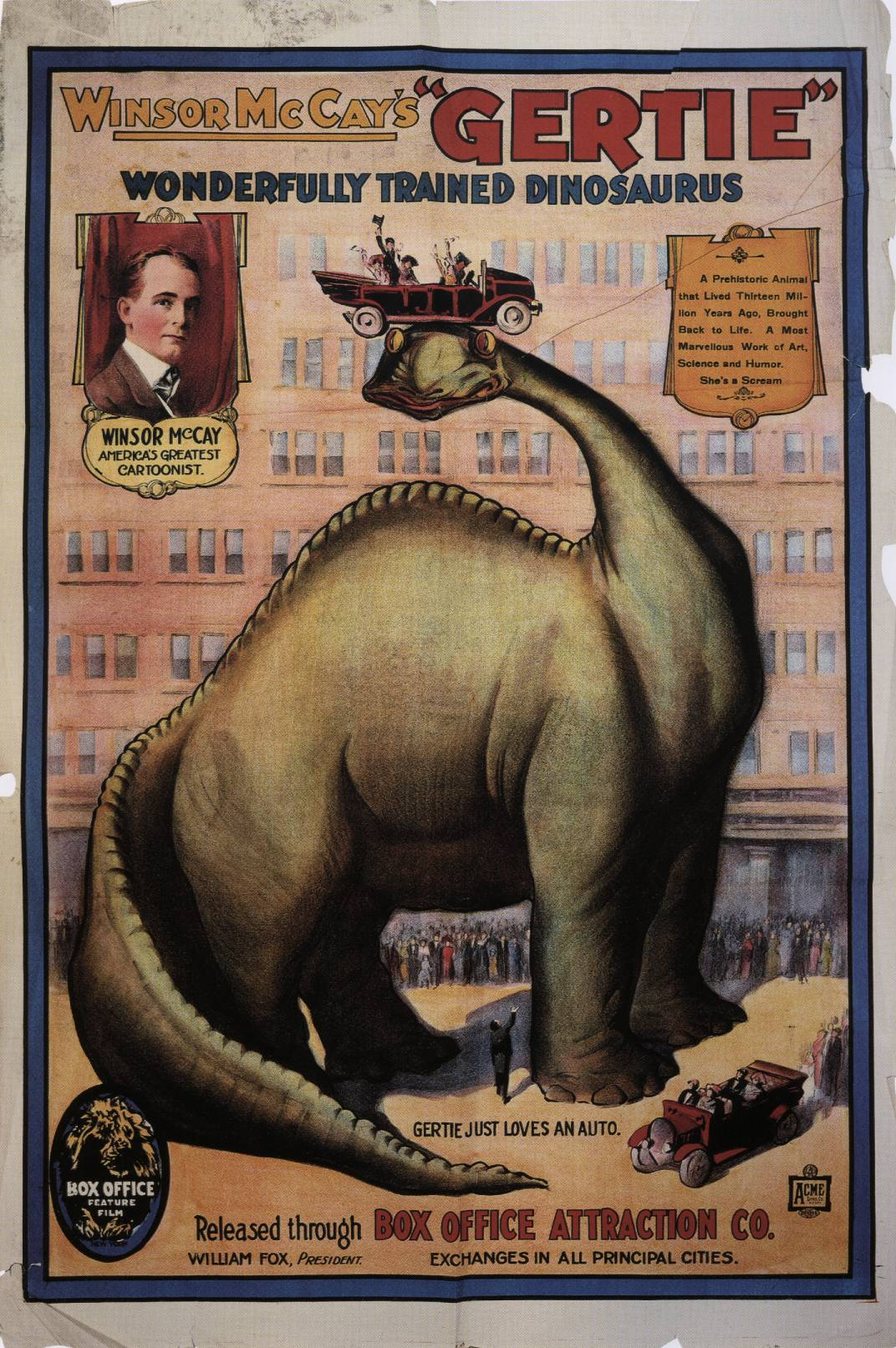
Gertie, l’une des premières stars de l’histoire de l’animation.

Émile Reynaud, dessinateur français, est le précurseur de l’art de l’animation car c’est en 1892, avant l’apparition du cinématographe, qu’il commença à projeter sur écran, à l’aide d’un praxinoscope, ses propres dessins réalisés et coloriés à la main. Il ne reste aujourd’hui de lui que très peu d’œuvres car il les a lui-même détruites de désespoir à cause du tort que lui causa l’apparition du cinématographe.
Le plus connu des « animés » est le personnage de Walt Disney, Mickey Mouse, qui, dès son apparition, le 18 novembre 1928, obtint un succès énorme. Dans le cas du dessin animé, la caméra est généralement fixée de manière verticale au-dessus du cartoon qui lui est posé horizontalement sur une table.
Ce dispositif, appelé banc-titre permet aussi la reproduction d'image fixe en général. C’est alors que la caméra photographie les dessins un par un de manière à faire coïncider les parties qui doivent rester fixes. Bien sûr, les images ne sont pas prises au même rythme que pour un film ordinaire. Par contre, lors de la projection, les images défilent bien au rythme de 24 images par seconde. Pour un film de 250 mètres, soit 9 minutes de projection, il faut une centaine d’heures pour la prise de vues uniquement. La partie animée est photographiée en position superposée sur la partie immobile, car elle se trouve sur un autre support appelé « celluloïd ».
Pour la réalisation des dessins, deux sortes de cartoons sont utilisés. Les fonds, c’est-à-dire les paysages, les décors, sont réalisés sur feuilles opaques tandis que le reste, les personnages par exemple, le sont sur feuilles transparentes appelées « celluloïds » en raison de leur composant majeur, l’acétate de cellulose. Le dessin sur ces cellulos est fait à l’encre de chine pour les contours et à la gouache pour les couleurs. Pour le travelling, on peut faire appel à deux procédés différents. En général, on n'utilise pas de zoom (objectif à focale variable) ou travelling optique. La caméra banc-titre est monté sur colonne et peut monter ou descendre à volonté. La mise au point est asservie au mouvement vertical pour assurer la netteté constante de l'image. Le second est de réaliser les dessins à des échelles différentes.
D’autres techniques sont utilisées comme les ombres chinoises, le papier découpé, comme dans Les Aventures du prince Ahmed de Lotte Reiniger, réalisé en 1926, la technique de « l’écran d'épingles » d’Alexandre Alexeïeff dans Une nuit sur le mont chauve (1934), l’animation de marionnettes, de poupées comme l’ont fait Jiří Trnka et Ladislas Starewitch. On peut aussi assister à des techniques de prise de vues de personnes vivantes photographiées en pixilation comme des automates.
Aujourd’hui, ces techniques traditionnelles ont pratiquement disparu et laissent place aux techniques de l’informatique et des images de synthèse.

### Audiodescription
L'« audiodescription » (également appelée « audiovision ») est un procédé qui permet de rendre des films accessibles aux personnes aveugles ou très malvoyantes grâce à un texte en voix off qui décrit les éléments visuels de l'œuvre. La voix de la description est placée entre les dialogues ou les éléments sonores importants afin de ne pas nuire à l'œuvre originale. Elle peut être diffusée dans des casques sans fil pour ne pas gêner les autres spectateurs.
L’audiodescription a été inventée aux États-Unis par Gregory Frazier, professeur à l’Université d’État de San Francisco (School of Creative Arts) et le doyen de l’université, qui n’était autre qu’August Coppola, frère du réalisateur Francis Ford Coppola. En 1988, le premier film en audiodescription présenté aux aveugles est Tucker de Francis Ford Coppola. Dès 1989, grâce au soutien de l’Association Valentin Haüy au service des aveugles et des malvoyants, le procédé est introduit en France.
Le processus d'une audiodescription cinématographique se détaille en quatre parties :
- La traduction :
  - analyse de l'image (extraire le sens),
  - déverbalisation (oubli des mots et conservation du sens),
  - priorisation, c'est-à-dire sélection des éléments audiodécrits en fonction du temps imparti,
  - reformulation (travail de concision et de précision quant au choix des mots) ;
- L'enregistrement en cabine insonorisée ;
- Le mixage (ajuster la bande son, placer les audiodescriptions au bon moment, etc.) ;
- Le pressage (avant mise en commerce ou avant mise à disposition dans les vidéothèques spécialisées).

Les films audiodécrits peuvent être distribués de différentes manières :
- dans les salles de cinéma qui disposent d'un équipement adéquat (casques audios) pouvant être permanent ou installé de manière temporaire par une unité mobile ;
- par certaines chaînes de télévision pouvant proposer un flux audio supplémentaire (mixant son du film et audiodescription, ou ne proposant que l'audiodescription seule) ;
- par le circuit de distribution sur support vidéo (DVD).

### Fin de la pellicule, débuts du cinéma numérique

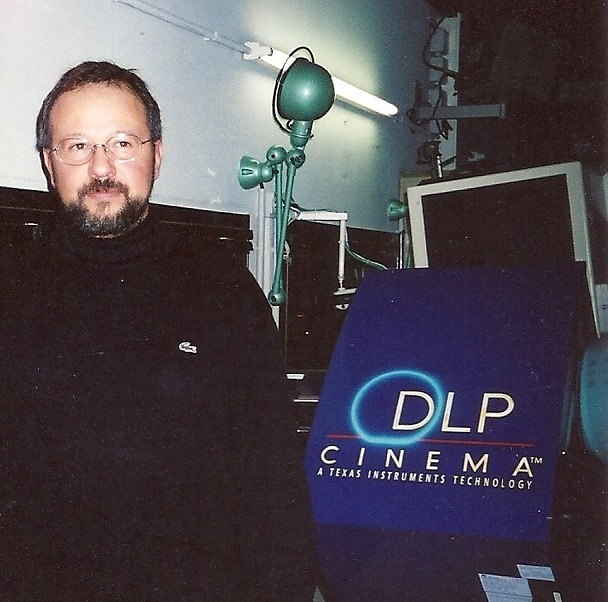
Projecteur cinéma numérique DLP Cinema, prototype de Texas Instruments, Paris, 2000.

« L'industrie du cinéma est aujourd'hui au seuil du plus grand changement de son histoire : le passage de la pellicule au numérique » écrit Eric Le Roy en 2013. Ce qui semblait peu probable, voire impossible, dans les années 1980, est en 2003 une réalité.
Au moment où le cinéma, à la suite de l’audiovisuel en général, s’apprête à franchir le cap du numérique, ce sont encore des industriels de stature internationale qui prennent le risque d’investir des sommes colossales, sans nul équivalent jusqu’à présent dans les recherches des différents formats argentiques. En 1999, Texas Instruments, rompu à la fabrication des circuits intégrés lance sa technologie, le DLP Cinema. Les premières séances publiques de cinéma numérique sont réalisées : le 18 juin 1999 aux États-Unis (Los Angeles et New York) et le 2 février 2000 en Europe (Paris) par Philippe Binant. La résolution était de 1280 pixels par ligne et de 1024 pixels par colonne (le 1,3K).
Aujourd'hui, le DLP Cinema possède la résolution de 2 048 pixels par ligne et de 1 080 pixels par colonne (le 2K) ou la résolution de 4 096 pixels par ligne et de 2 160 pixels par colonne (le 4K).
Les caméras numériques se sont répandues, les systèmes de montage existent déjà depuis un quart de siècle grâce à la télévision, le parc de salles numériques suit massivement. La pellicule argentique serait-elle en train de vivre ses derniers moments ? Pour l’instant, ce serait faux de l’affirmer, car les différents décideurs ne connaissent pas encore les conditions dans lesquelles le support numérique (mémoires statiques) se conserve.
En France, le dépôt légal des films, reçu par le CNC, se fait, soit sous la forme d’une copie 35 mm photochimique traditionnelle, soit sous forme d'une copie numérique sur disque dur ou clé USB.
Avec l'abandon du 35 mm, le cinéma numérique permet la diffusion des films sur les plateformes numériques : Netflix, Amazon Prime Video, Groupe Canal+, OCS Go.

## Société
Au cours de la première moitié du XXe siècle, en tant qu’art populaire, le cinéma a pris une importance croissante dans la société. Certains, lui attribuant une capacité à influencer les spectateurs, ont alors appelé à un contrôle de la création (par le biais de la censure). D’autres, lui attribuant cette même capacité à convaincre, y ont vu un remarquable outil de propagande. Plusieurs lobbys et États ont alors tenté d’en tirer profit.
D’abord influencé par le théâtre et le cirque, le cinéma a, au fil de son histoire, à son tour influencé la littérature, l’art contemporain, mais aussi le langage publicitaire. Au-delà de l’influence des techniques et du langage cinématographique, le cinéma a aussi, à sa mesure, remodelé les usages et l’imaginaire de nos sociétés.

### Impact politique et social

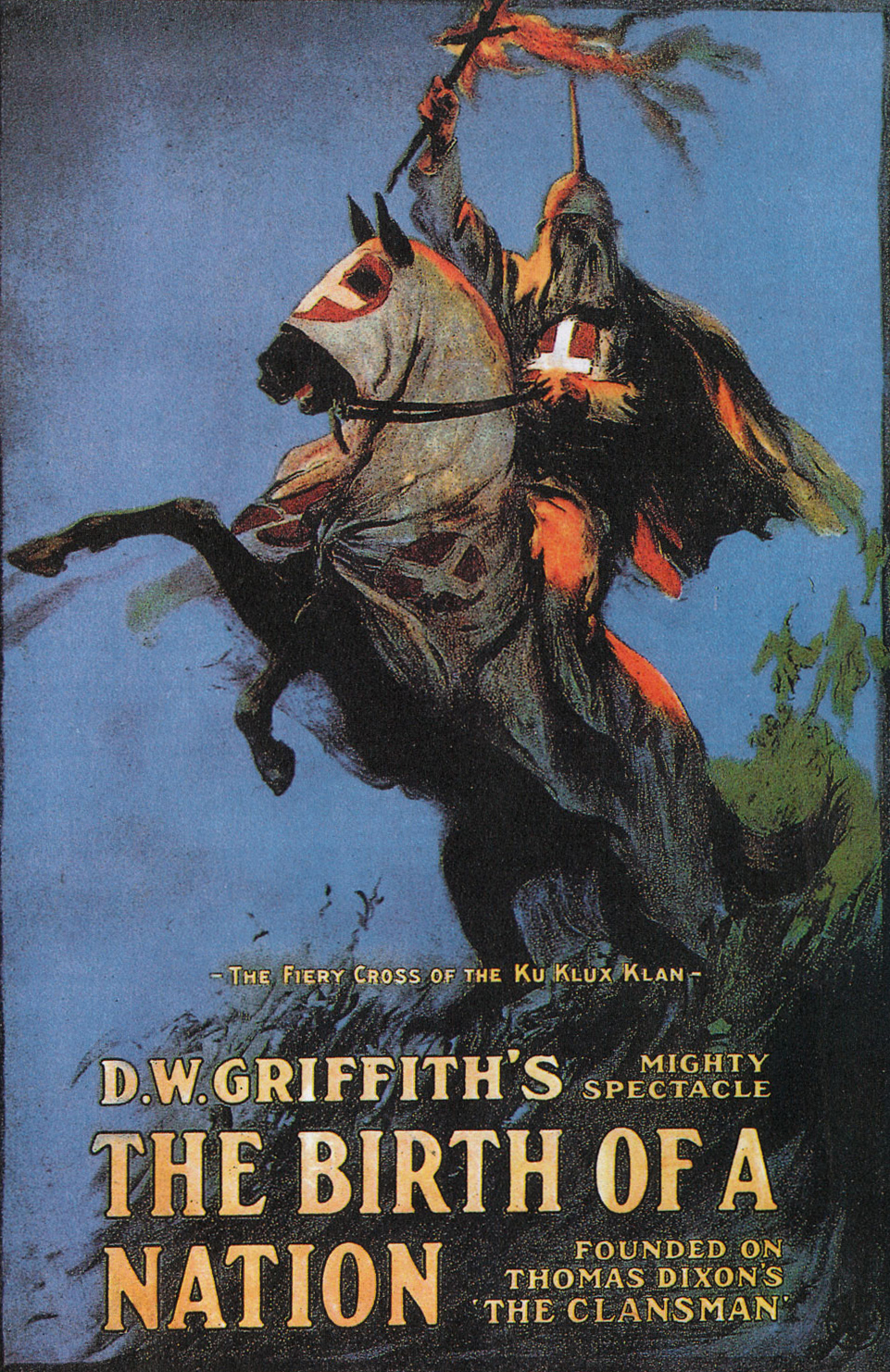
Affiche du film Naissance d'une nation (The Birth of A Nation, 1915), réalisé par David Wark Griffith.

Première industrie culturelle du XXe siècle, parce qu’il fait plus appel à l’émotion des spectateurs qu’à leur réflexion, le cinéma a intéressé, dès ses débuts, les industriels de la propagande. C’était, selon eux, un remarquable outil pour toucher rapidement d’importantes populations, y compris illettrées. Le cinéma devient alors rapidement l’objet de tensions contradictoires. Aux États-Unis, le film Naissance d'une nation (The Birth of A Nation, 1915), réalisé par David Wark Griffith, présentant le Ku Klux Klan sous un jour favorable pousse la NAACP (National Association for the Advancement of Colored People) à tenter d’en interdire la diffusion. Une réflexion est alors engagée sur la notion de censure publique.
Le pouvoir soviétique, à la suite de Lénine (« Le cinéma est pour nous, de tous les arts, le plus important ») développe un cinéma d’État, à la fois bien financé et en butte à la censure. Paradoxalement, ce cinéma d’État donnera naissance aux innovations de l’avant-garde soviétique, et des cinéastes Sergueï Eisenstein, Vsevolod Poudovkine et Alexandre Dovjenko. Les relations entre ces grands créateurs et le pouvoir soviétique gardera cependant toujours un caractère d’ambiguïté.
En Allemagne, notamment au travers de Le Triomphe de la volonté (Triumph des Willens, 1935), la réalisatrice Leni Riefenstahl met son talent au service du régime nazi. En ce début de XXIe siècle, censure et propagande ne semblent pas avoir disparu du paysage cinématographique. En Iran, par exemple, les réalisateurs confrontés à la censure ont longtemps privilégié les films mettant en scène des enfants. Cette « ruse » leur permettait à la fois de prétendre porter un regard naïf sur la société et d’éviter de filmer les visages de femmes adultes.
Une partie de la création cinématographique contemporaine chinoise est, elle, parcourue d’une volonté de relecture hagiographique de l’histoire du pays. Certains ont vu dans le film Hero (chinois : 英雄, Ying xiong, 2002), réalisé par Zhang Yimou, une justification de la politique centralisatrice menée par Pékin aujourd’hui.

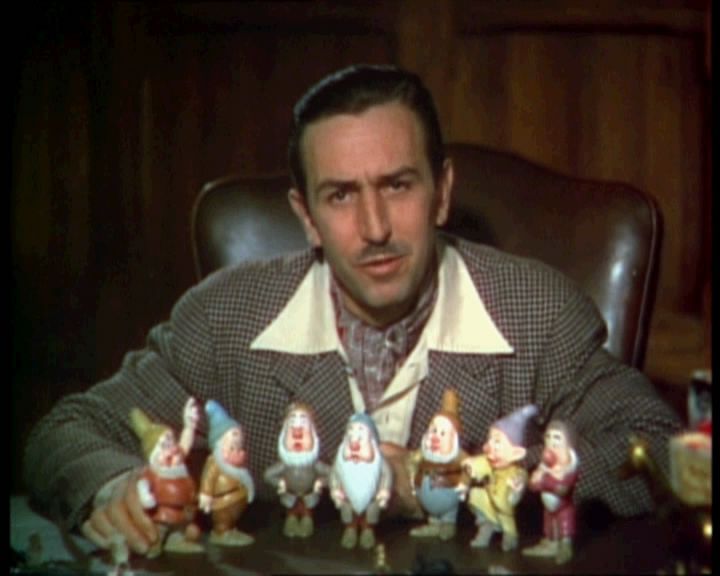
Walt Disney, réalisateur de films d’animation.

Dans les autres pays démocratiques, censure et propagande sont également présentes, mais de manière plus diffuse. Noam Chomsky précise ainsi que « La propagande est à la démocratie, ce que la violence est à l’état totalitaire ». De fait, selon Sébastien Roffat, notamment auteur de « Animation et propagande », on ne trouve pas moins de propagande (c’est-à-dire de volonté de promouvoir des idées et des valeurs) dans les films d’animation de Walt Disney que dans le film de Leni Riefenstahl Le Triomphe de la volonté, pourtant souvent cité comme un modèle de cinéma de propagande. Dans les pays démocratiques, plus que les États, ce sont les différents lobbies moraux ou religieux et surtout la dictature de l’audimat qui sont à l’origine de la censure. Au cours du XXe siècle, les autorités religieuses (comme l’Église catholique) se sont régulièrement élevées contre des films heurtant de front leurs valeurs ou leurs discours. C’est notamment le cas de La dolce vita (1960), film de Federico Fellini, de Viridiana (1961), film de Luis Buñuel, et de La Dernière Tentation du Christ (The Last Temptation of Christ, 1988), de Martin Scorsese.
Aux États-Unis, durant la première moitié du XXe siècle, un code a été rédigé par le sénateur William Hays, sous le nom de Code Hays. Ce code fut développé par les studios américains eux-mêmes, pour ne pas être censuré par la suite par un organisme extérieur. Ce code prévoyait de traiter les sujets sensibles avec prudence, comme le viol, la pendaison, la prostitution ou la religion.
En France, officiellement, la censure a frappé relativement peu de films, surtout durant la seconde moitié du XXe siècle : Les Sentiers de la gloire (Paths of Glory, 1957) de Stanley Kubrick, Le Franc-tireur (1972) de Jean-Max Causse, 1974, une partie de campagne (1974) de Raymond Depardon, ou la quasi-totalité de la filmographie de René Vautier… On suppose que Les Sentiers de la gloire et Le Franc-tireur ont été censurés à la demande des anciens combattants. Mais au-delà de cette censure d’État, relativement rare et frappant les films, une fois ceux-ci achevés, se développe aujourd’hui une censure au niveau des projets de films. En France, le choix de réaliser un film échappe progressivement aux producteurs et décideurs de la filière cinématographique. Ce sont alors les commissions du film et surtout les télévisions qui choisissent quels projets doivent être menés à terme. Indirectement, le cinéma passe ainsi de la censure d’État à la censure fixée par l’audimat.
Ce constat de dépendance de la filière cinématographique envers la télévision est surtout valable en France et au Royaume-Uni. Le cinéma américain, mieux financé que le cinéma français, est ainsi moins dépendant de l’industrie télévisuelle, ce qui n’empêche pas une influence d’ordre artistique, notamment de la part de séries telles que 24 heures chrono.
Le cinéma constitue ainsi un exemple majeur d'outil du Soft Power. Par exemple, le dernier long-métrage de l'Américaine Kathryn Bigelow — première réalisatrice à remporter l'Oscar du meilleur film pour Démineurs en 2010 —, raconte la traque, et la mort, du leader d'Al-Qaïda, Oussama ben Laden, entamée par les Américains après les attentats du 11 septembre 2001. Alors que la sortie du film aux États-Unis était prévue le 12 octobre 2012, à temps pour participer aux Oscars, mais également trois semaines avant l'élection présidentielle qui a vu Barack Obama dans la course pour un second mandat présidentiel, les milieux conservateurs américains ont polémiqué sur le timing d'un film qui se termine sur la décision présidentielle d'un raid victorieux des Navy Seals et la mort du terroriste. Certes, le Pentagone a une longue tradition de collaboration avec les cinéastes d'Hollywood, par exemple pour le film Top Gun. Les militaires ont l'habitude de fournir des conseils ou du matériel de guerre. Pour le tournage de La Chute du faucon noir (Black Hawk Down) de Ridley Scott en 2001, montrant un revers des soldats américains en Somalie, l'armée a même prêté ses hélicoptères et ses pilotes. Cependant parfois, l'armée a refusé d'apporter son aide comme ce fut le cas pour Apocalypse Now de Francis Ford Coppola, qui a dû alors trouver d'autres soutiens financiers et politiques : le tournage s'effectua aux Philippines avec l'assistance matérielle de l'armée philippine.

### Relations avec d'autres arts et techniques

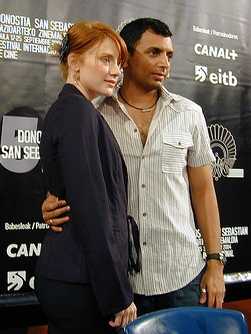
M. Night Shyamalan, réalisateur connu pour être influencé par les comics, notamment pour Incassable.

À ses débuts, le cinéma a beaucoup emprunté à d’autres arts populaires comme le cirque ou le théâtre. L’influence de ce dernier est par exemple manifeste dans les films de Joseph L. Mankiewicz, y compris dans son dernier film, Le Limier, réalisé en 1972. Après la généralisation du son au cinéma, quelques adaptations d’opéras ont aussi été réalisées, la plus fameuse restant probablement le Don Giovanni de Joseph Losey en 1979. À son tour, le spectacle cinématographique a influencé le théâtre (mise en scène théâtrale mêlant effets spéciaux, musique, danse, voire projections d’images) et surtout la littérature. Tout au long du XXe siècle, un certain nombre de romanciers ont ainsi adopté des images et un « montage » proche du langage cinématographique.
Mais c’est avec la télévision que le cinéma entretient des relations encore plus étroites d’influence réciproque. Un certain nombre de réalisateurs et d’acteurs passent ainsi du petit au grand écran, ou dans le sens inverse, emportant avec eux les techniques et le langage d’un univers à l’autre. Ponctuellement, en France et au Royaume-Uni, l’influence télévisuelle s’apparente aujourd’hui à une censure invisible, comme avec les relations entre cinéma et autorité. À l’inverse, le cinéma américain, mieux financé et donc plus indépendant de la télévision est mieux à même de digérer cette relation d’influence artistique mutuelle avec la télévision. La série télévisuelle 24 heures chrono a ainsi probablement accéléré le renouvellement du style de la série des James Bond au cinéma (Casino Royale de Martin Campbell en 2006), et incité à l’adaptation cinématographique de la série des Jason Bourne (personnage créé par Robert Ludlum en 1980).
Le langage publicitaire héritier des techniques de propagande industrielle connaît un développement important à partir de la seconde moitié du XXe siècle. D’abord influencé par le langage cinématographique, il reprend à son compte les innovations (techniques de propagande) de celui-ci, il l’influencera à son tour à partir de la toute fin du XXe siècle.
Un certain nombre de créateurs dans le domaine de l’art contemporain se sont saisis du média qu’est le cinéma pour le détourner ou en explorer les limites. Le cinéma expérimental, ou non narratif, entretient ainsi des relations fructueuses avec la scène de l’art contemporain.
Les adaptations de bandes dessinées sur le grand écran se multiplient dans les pays où cet art est le plus développé, que ce soit en version animée ou non. Aux États-Unis, Hollywood adapte les comics mettant en scène des super-héros, comme dans Men in Black de Barry Sonnenfeld ou encore l’adaptation de V pour Vendetta par James McTeigue, alors que le cinéma indépendant s’intéresse plus aux romans graphiques ou à la bande dessinée pour adultes, comme From Hell adapté par Albert et Allen Hughes. Plus récemment, la licence Marvel des Avengers fut à l'origine de plusieurs longs métrages. Au Japon et en Corée du Sud, ce sont les adaptations respectives de manga et de manhwa qui ont la faveur des producteurs et réalisateurs, parmi lesquels on peut citer Mamoru Oshii et sa version de Ghost in the Shell en 1995. En France, la bande dessinée franco-belge connaît aussi de nombreuses adaptations, comme Astérix et Obélix : Mission Cléopâtre qui fut, en 2002, l’un des plus gros succès du box-office français. Plusieurs commentateurs suggèrent aujourd’hui que certaines bandes dessinées, en tant qu’art séquentiel, seraient du cinéma « fait à la maison », avec à la fois moins de moyens mais plus de liberté. L’influence réciproque entre les deux arts est un fait ne serait-ce que par la technique du storyboard (ou scénarimage).
L’irruption de la culture virtuelle (les jeux vidéo puis Internet) à la fin du XXe siècle modifie à nouveau l’environnement du cinéma. Les jeux vidéo et Internet occupent une partie croissante des loisirs du jeune public, faisant de ces mondes virtuels de nouveaux concurrents pour le cinéma. L’influence du jeu vidéo sur le cinéma, relativement récente, est encore modeste mais croissante. On voit apparaître quelques adaptations de jeu vidéo au cinéma, comme Final Fantasy ou Tomb Raider (tous deux en 2001), ainsi que des films s’inspirant de jeu vidéo dans le fond, dès Tron en 1982 ou plus récemment avec eXistenZ (1999), ou dans la forme, comme dans Matrix (1999), Fulltime Killer (2001) ou encore Cloverfield (2007).

### Sociologie

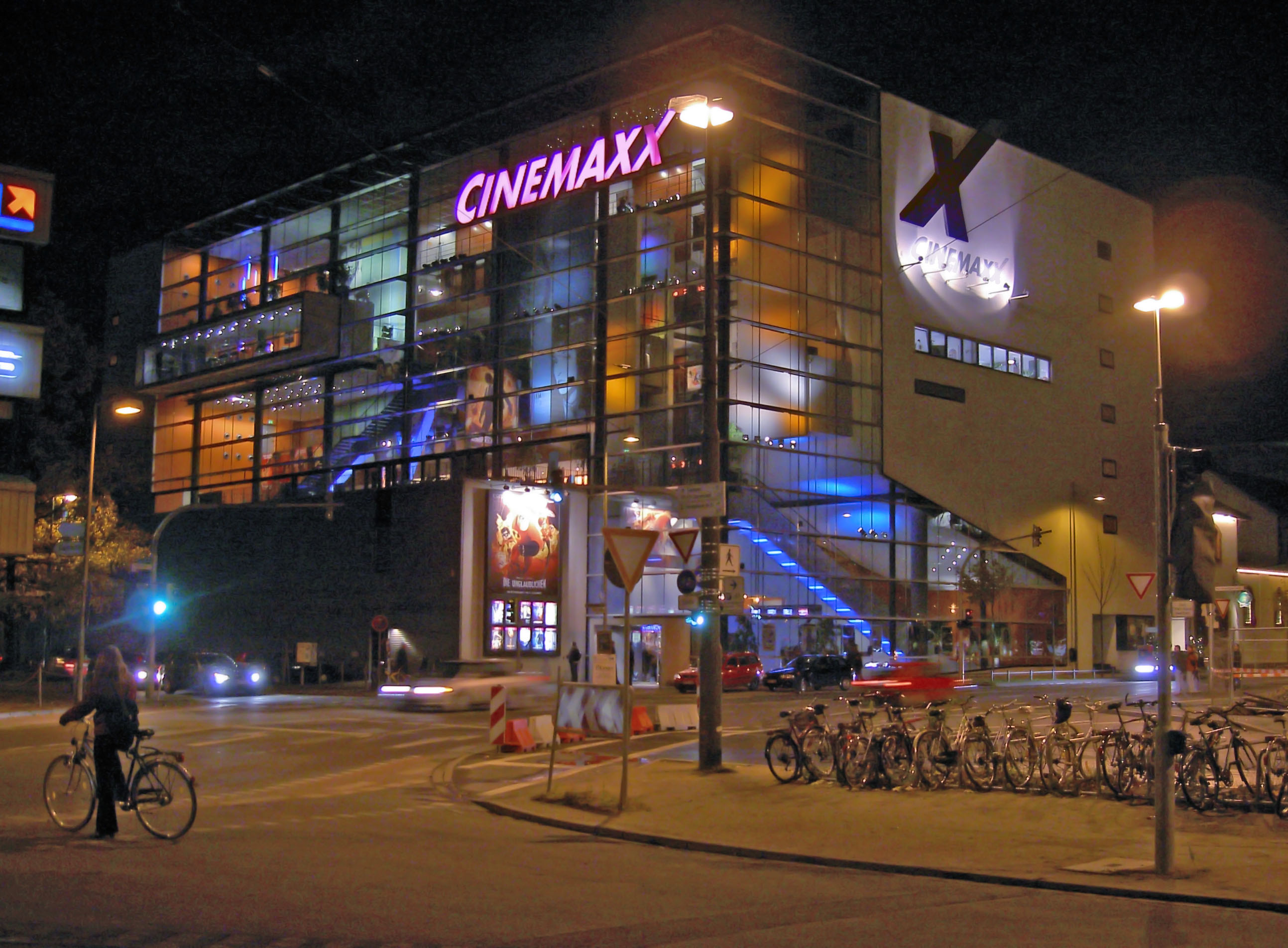
CinemaxX à Darmstadt, un multiplexe.

Le cinéma, en tant qu’art populaire, accessible au plus grand nombre, sans barrière culturelle notable, a vu son taux de fréquentation augmenter et son influence grandir. Par exemple, 95 % des Français sont allés au moins une fois au cinéma au cours de leur vie. Ainsi, pour s’exprimer, ou défendre une idée, l’homme fait désormais référence à un scénario, un acteur ou à un film plus généralement.
La sociologie du cinéma étudie plusieurs aspects de la culture cinématographique avec des questions telles que : « qui fait les films et pourquoi ? », « qui voit les films, comment et pourquoi ? », « que voit-on, comment et pourquoi ? » et, « comment les films sont-ils évalués et par qui ? ». C’est ainsi que plusieurs sociologues ont analysé l’histoire du cinéma. Parallèlement, la fréquentation cinématographique fait l’objet d’analyse et d’études.
Par exemple, le CNC a réalisé une étude sur la fréquentation en France, et il est apparu que les femmes vont un peu plus souvent au cinéma : 5,6 fois par an, alors que les hommes n’y vont que 5,2 fois. À la question « Pourquoi ? », certains sociologues ont mis en valeur les goûts différents de chacun, et leur capacité émotionnelle : le public féminin préfère généralement voir un film dramatique, alors que le public masculin se dirige plus volontiers vers un film d’aventure. De même, la fréquentation en salle des plus de 35 ans augmente depuis plus de 10 ans pour atteindre, en 2006, 51 %, pourtant, la part des Français comprise entre 20 et 34 ans est celle qui va le plus souvent au cinéma. Sur la question de « qui voit les films ? », il a été démontré que hommes et femmes ne voient pas les mêmes types de film. Le regard de la spectatrice est différent. La majorité des films proposent un héros masculin, en plaçant ainsi la femme dans une position secondaire, lui demandant en quelque sorte d’oublier son identité féminine.

#### En français
- André Bazin, Qu'est-ce que le cinéma ?, Cerf, 1976 (ISBN 2204024198)
- Philippe Binant, « Éléments d'histoire du cinéma numérique », La Lettre, n° 177, Commission Supérieure Technique de l'Image et du Son, Paris, mai 2021, p. 42-44. (Lire en ligne)
- Marie-France Briselance et Jean-Claude Morin, Grammaire du cinéma, Paris, Nouveau Monde, coll. « Cinéma », 2010, 588 p. (ISBN 978-2-84736-458-3)
- Roger Boussinot, L'encyclopédie du cinéma, Bordas, 31 août 1986 (réimpr. 1992), 1332 p. (ISBN 2040106030)
- Georges Sadoul, Histoire générale du cinéma, en cinq volumes, Denoël, 1973 (ISBN 9782207220146)
- Cyril Buffet, Défunte DEFA: Histoire de l'autre cinéma allemand, Condé-sur-Noireau, cerf-corlet, décembre 2007 (réimpr. 2007), 359 p. (ISBN 9782204085465)
- René Prédal, Histoire du cinéma, Cinémaction, 15 mai 1991 (ISBN 2854808673)
- Olivier Cotte, 100 ans de cinéma d'animation, Dunod, 2015, 412 p. (ISBN 9782100741809)
- Marie-France Briselance, Leçons de scénario, Les 36 situations dramatiques, Nouveau Monde éditions, 2006, 363 p. (ISBN 2-84736-180-4)
- Marc Ferro, Cinéma et histoire, Messagerie du Livre, 26 octobre 1993, 287 p. (ISBN 2070328058)
- Michel Chion, La musique au cinéma, Fayard, 1er mai 1995, 475 p. (ISBN 221359466X)
- Gérard Duquesne, Technologie de l'opérateur projectionniste, Dujarric, 1995, 216 p.
- Yannick Lemarié: Dictionnaire des objets dans le cinéma, Ed. Dumane, Pietraserena, avril 2017,510 p.,  (ISBN 978-2-915-94320-7)

- (fr + en) Pierre J-Y. Le Blavec, L'Encyclopédie des films "politiques" ou les Sciences politiques vues par le cinéma. / My "Political films" Encyclopedia or : Understanding Political science and Politics (PS) through best motion pictures ever., Paris, ASPIEducationUNIVERSITAS / AEU OpenUniversity, 3 septembre 1996 (réimpr. Éditions ASPIEducation, UNIVERSITAS Publishing, collection "Asperger special interests"), 55 p. (ISSN 0000000001320285[à vérifier : ISSN invalide])
- Vincent Pinel, Les métiers du cinéma, Milan, 19 avril 1996, 63 p. (ISBN 2841132617)
- Vincent Pinel, Dictionnaire technique du cinéma, Nathan Université, 2008, 2e éd. (1re éd. 1996), 475 p. (ISBN 978-2-200-35130-4, BNF 41207721)
- Vincent Amiel, Esthétique du montage, Nathan, 1er mars 2001, 134 p. (ISBN 2091909459)
- Jean-Louis Passek, Dictionnaire du cinéma, Larousse, 19 octobre 2001, 865 p. (ISBN 2035050316)
- Emmanuel Siety, Le plan, au commencement du cinéma, Cahiers du cinéma, 20 octobre 2001, 94 p. (ISBN 2866422910)
- Joëlle Farchy, L'Industrie du cinéma, Presses universitaires de France, 13 mai 2004, 128 p. (ISBN 2130542999)
- Jeremy Vineyard, Les plans au cinéma : Les grands effets de cinéma que tout réalisateur doit connaître, Eyrolles, 8 juillet 2004, 136 p. (ISBN 2212114664)
- Jacques Loiseleux, La Lumière en cinéma, Cahiers du cinéma, 2 juillet 2004, 96 p. (ISBN 2866423755)
- Patrick Louguet et Fabien Maheu (coordonné par), Cinéma(s) et nouvelles technologies : continuités et ruptures créatives, Paris, L'Harmattan, 2011 (lire en ligne)
- Laurent Delmas, Jean-Claude Lamy et Gilles Jacob, Larousse du Cinéma, Larousse, 13 octobre 2005, 335 p. (ISBN 2035054397)
- Marie Thérèse Journot, Le vocabulaire du cinéma, Armand Colin, 1er janvier 2005, 128 p. (ISBN 2200341067)
- Jean-Pierre Fougea, Les outils de la production : Cinéma et télévision, Dixit, 18 avril 2005, 272 p. (ISBN 2844810977)
- Raphaëlle Moine, Les genres du cinéma, Armand Colin, 30 juin 2005, 190 p. (ISBN 2200341741)
- Francesco Casetti et Sophie Saffi, Les Théories du cinéma depuis 1945, Armand Colin, 30 juin 2005, 374 p. (ISBN 2200341814)
- Marc Marcillac, Le cinéma DV, Aleas, 22 octobre 2004, 96 p.
- Laurent Creton, Économie du cinéma : Perspectives stratégiques, Armand Colin, 30 juin 2005, 287 p. (ISBN 2200341857)
- Thierry Le Nouvel, Les techniques narratives du cinéma : Les 100 plus grands procédés que tout réalisateur doit connaître, Eyrolles, 16 février 2006, 247 p. (ISBN 2212117612)
- Steven D Katz et Bertrand Perrotin, Mettre en scène pour le cinéma : Mouvements d'acteurs et de caméras, Eyrolles, 16 février 2006, 281 p. (ISBN 2212117728)
- Jean-Luc Godard, Histoire(s) du cinéma, Gallimard, 28 avril 2006, 394 p. (ISBN 2070779947)
- Vincent Pinel, Genres et mouvements au cinéma, Larousse, 22 mars 2006, 231 p. (ISBN 2035826616)
- Jean-François Camilleri, Le marketing du cinéma, Dixit, 9 mai 2006, 223 p. (ISBN 2844811124)
- Dominique Chateau, Esthétique du cinéma, Armand Colin, 6 juillet 2006, 127 p. (ISBN 2200344821)
- Laurent Jullier et Michel Marie, Lire les images de cinéma, Larousse, 4 avril 2007, 239 p. (ISBN 2035833280)
- Emmanuel Ethis, Sociologie du cinéma et de ses publics, Armand Colin, 29 août 2007, 127 p. (ISBN 2200352123)
- Jean-Pierre Lavoignat, Studio : La légende du cinéma, Albin Michel, 18 octobre 2007, 310 p. (ISBN 2226152245)
- René Gardies et Michel Marie, Comprendre le cinéma et les images, Armand Collin, 5 septembre 2007, 308 p. (ISBN 2200351496)
- Antoine de Baecque, Histoire et cinéma, Cahiers du cinéma, 7 février 2008, 95 p. (ISBN 286642476X)
- Daniel Banda et José Moure, Le Cinéma : naissance d'un art. 1895-1920, Flammarion, Champs, mai 2008, 534 p. (ISBN 9782081210110)
- Maurice Tournier, Cinéma côté cabine, Éditions MT COM, janvier 2011, 279 p. (ISBN 978-2-952-1223-1-3)
- Daniel Banda et José Moure, Le Cinéma : l'art d'une civilisation. 1920-1960, Flammarion, Champs, mai 2011, 497 p. (ISBN 9782081239265)
- Yannick Mouren, La couleur au cinéma, CNRS éditions, juin 2012, 250 p. (ISBN 978-2-271-07451-5)
- Didier Mauro, Praxis du cinéma documentaire : une théorie et une pratique, Publibook, 2013, 690 p.

- Cinéma numérique : une bibliographie.

#### En anglais
- (en) Henry V. Hopwood, Living Pictures: Their History, Photo-Production and Practical Working. With a Digest of British Patents and Annotated Bibliography, Londres, 1899
- (en) David S. Hulfish, Cyclopedia of Motion-Picture Work, Chicago, American Technical Society, 1911
- Paul Schrader, « Notes on Film Noir », Film Comment, vol. Vol. 8,‎ 1972, p. 8-13 (ISSN 0015-119X)
- (en) Amos Vogel, Film as a Subversive Art, New York, Random House, 1974 (ISBN 0394490789)
- (en) Fred E. Basten, Glorious Technicolor: The movies' Magic Rainbow, Cranbury, NJ, AS Barnes & Company, 1980 (ISBN 0498023176)
- (en) Ally Acker, Reel Women: Pioneers of the Cinema, 1986 to the Present, New York, Continuum, 1991 (ISBN 0826404995)
- [vidéo][Documentaire] « The Making of 'Jurassic Park' », John Schultz et James Earl Jones, 1995, Amblin Entertainment
- (en) Trish Ledoux, Doug Ranney & Fred Patten, Complete Anime Guide: Japanese Animation Film Directory and Resource Guide, Issaquah, WA, Tiger Mountain Press, 1997 (ISBN 0964954257)
- (en) John Hill & Pamela Church Gibson, The Oxford Guide to Film Studies, Oxford et New York, Oxford University Press, 1998 (ISBN 0198711247)
- [vidéo][Documentaire] « Glorious Technicolor », Fred E. Basten, Peter Jones et Angela Lansbury, 1998, Turner Classic Movies
- (en) Francesco Casetti, Theories of Cinema, 1945 - 1995, Austin, TX, University of Texas Press, 1999 (ISBN 0292712073)
- (en) Geoffrey Nowell-Smith, The Oxford History of World Cinema, Oxford, New York, Oxford University Press, 1999 (ISBN 0198742428)
- (en) Greg Merritt, Celluloid Mavericks: A History of American Independent Film, New York, Thunder's Mouth Press, 2000 (ISBN 1560252324)
- (en) Vincent F. Rocchio, Reel Racism: Confronting Hollywood's Construction of Afro-American Culture, Boulder, CO, Westview Press, 2000 (ISBN 0813367107)
- (en) Malte Hagueney & Michael Töterberg, Film: An International Bibliography, Stuttgart, Metzler, 2002 (ISBN 3476015238)
- (en) Geoff King, New Hollywood Cinema: An Introduction, New York, Columbia University Press, 2002 (ISBN 0231127596)
- (en) Liz Faber et Helen Walters, Animation Unlimited: Innovative Short Films Since 1940, Londres, Laurence King, Harper Design International, 2003 (ISBN 1856693465)

#### En espagnol
- (es) C. W. Ceram et Donato Prunera, Arqueología del cine, Barcelone, Destino, 1965
- (es) Andrew Dudley et Alsina Thevenet, Las principales teorías cinematográficas, Barcelone, Gustavo Gili, 1981
- (es) Noël Burch, El tragaluz del infinito: contribución a la genealogía del lenguaje cinematográfico, Madrid, Cátedra, 1987 (ISBN 843760642X)
- (es) Román Gubern, Historia del cine, Barcelone, Lumen, 1993 (ISBN 84-264-1179-7)
- (es) Valentin Fernandez-Tubau, El cine en definiciones, Barcelone, Ixia Llibres, 1994
- (es) Santos Zunzunegui Dìez, Paisajes de la forma: Ejercicios de análisis de la imagen, Madrid, Càtedra, 1994 (ISBN 843761273X)
- (es) Jacques Aumont, Historia general del cine, Madrid, Cátedra, 1995 (ISBN 8437613698)
- (es) F. Fernàndez Dìez et Martìnez Abadìa, La dirección de producción para cine y televisión, Barcelone, Paidós, 1997 (ISBN 8475099726)
- (es) André Bazin, ¿Qué es el cine?, Madrid, Rialp, 2001
- (es) Jesús Ramos et Joan Marimon, Diccionario incompleto del guión audiovisual, Océano, 2003
- (es) Christian Retamal, Melancolía y modernidad, Universidad Andrés Bello, 2004
- (es) Linda Seger et E. J. Whetmore, Cómo se hace una película: Del guión a la pantalla, Teià, Ma non tropo, 2004 (ISBN 8496222063)
- (es) Christian Retamal, ¿Por qué la vida no es en Cinemascope? tiré de El rapto de Europa, Madrid, 2005
- (es) Lauro Zavala, Cine clásico, moderno y posmoderno tiré de Razón y Palabra, México, 2005
- (es) José Luis Sanchez Noriega, Historia del Cine. Teoría y géneros cinematográficos, fotografía y televisión, Madrid, Alianza, 2006 (ISBN 84-206-5792-1)
- (es) Henry Giroux, Cine y entretenimiento: Elementos para una crítica política del film, Paidós

#### En allemand
- (de) Jörg-Dieter Kogel, Europäische Filmkunst: Regisseure im Porträt, Fischer, Frankfurt am Main, 1990 (ISBN 3-596-24490-0)
- (de) Georg Schmid, Sublimieren und Verbildlichen. Die Ein-Bildungen des Kinos tiré de Die Spur und die Trasse, Wien, Böhlau, 1990, 157 → 220 (ISBN 3-205-05149-1)
- (de) Herbert Gehr, Sound & Vision: Musikvideo und Filmkunst; Ausstellung, Retrospektive, 16. Dezember 1993 - 3. April 1994, Deutsches Filmmuseum Frankfurt am Main, Frankfurt am Main, 1993, 174 p. (ISBN 3-88799-043-9)
- (de) Kevin Brownlow, Pioniere des Films. Vom Stummfilm bis Hollywood tiré de Schriftenreihe des Deutschen Filmmuseums Frankfurt am Main, Stroemfeld, Basel und Frankfurt am Main, 1997 (ISBN 3-87877-386-2)
- (de) James Monaco, Film verstehen: Kunst, Technik, Sprache, Geschichte und Theorie des Films und der Medien. Mit einer Einführung in Multimedia, Reinbek bei Hamburg, Rowohlt, 2000 (ISBN 3-499-60657-7)
- (de) Amos Vogel, Film als subversive Kunst, Reinbek bei Hamburg, Rowohlt, 2000 (ISBN 3-499606-60-7)
- (de) Malte Hagener et Michael Töteberg, Film - an international bibliography, Stuttgart, Metzler, 2002 (ISBN 3-476-01523-8)
- (de) Thomas Koebner, Reclams Sachlexikon des Films, Philipp Reclam jun, Stuttgart, 2002 (ISBN 3-15-010495-5)
- (de) Michael Töteberg, Metzler Film Lexikon, Stuttgart, Metzler, 2 août 2005 (ISBN 3-476-02068-1)
- (de) Geoffrey Nowell-Smith, Geschichte des internationalen Films, Stuttgart, Metzler, 2006 (ISBN 3-476-02164-5)